# Jagiellonowie

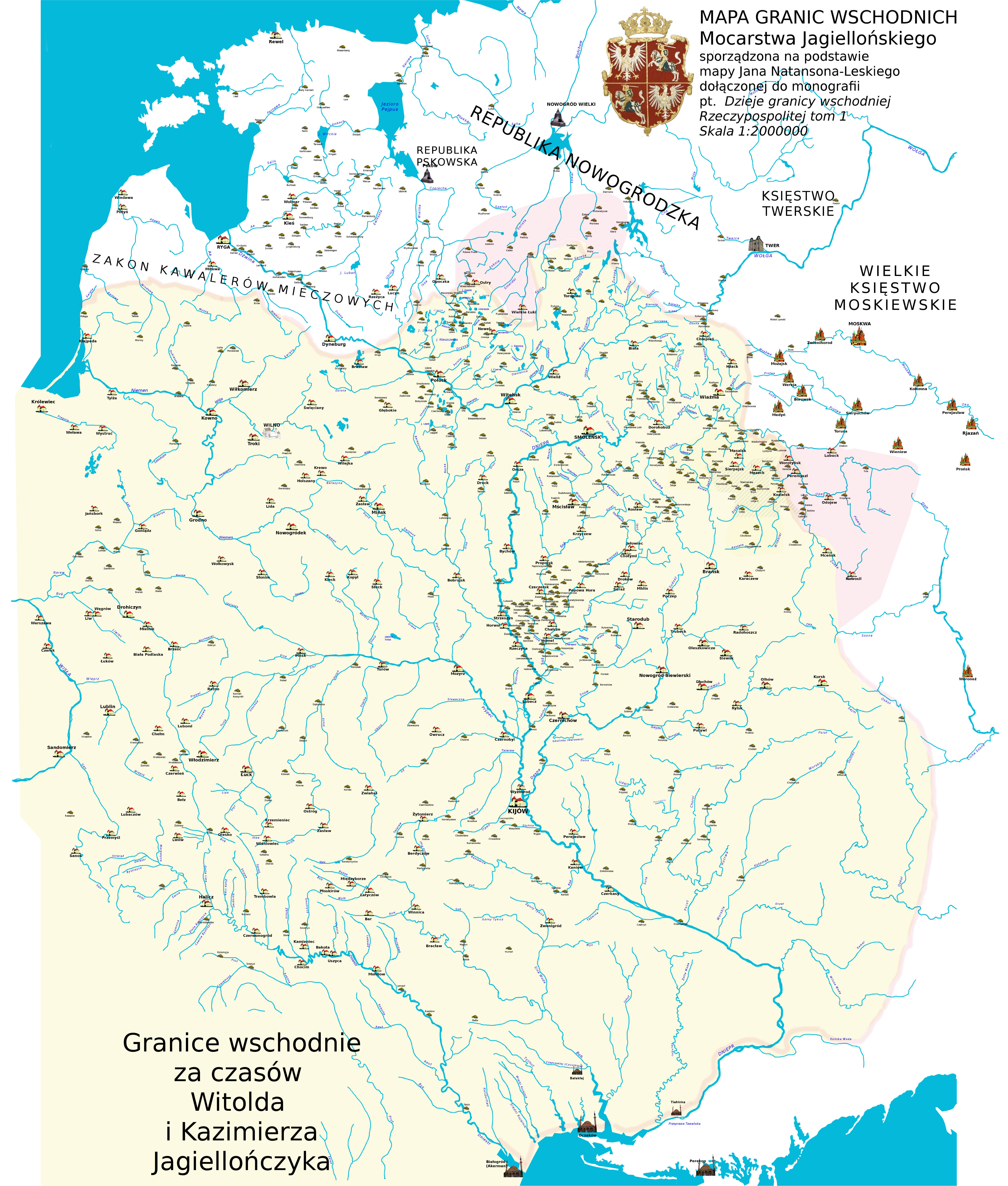
Wschodnie ziemie mocarstwa jagiellońskiego w XV wieku (w tym pogranicze litewsko-moskiewskie)

Jagiellonowie – gałąź dynastii Giedyminowiczów, wywodząca się od Władysława II Jagiełły, wielkiego księcia litewskiego i króla Polski. Jej przedstawiciele panowali w Polsce w latach 1386–1572, w Wielkim Księstwie Litewskim w latach 1377–1401 i 1440–1572, w Czechach w latach 1471–1526 oraz na Węgrzech i w Chorwacji w latach 1440–1444 i 1490–1526.
Założycielem dynastii był wielkolitewski książę Jogaiła, panujący w Polsce jako Władysław II Jagiełło, który w zawartej 14 sierpnia 1385 roku w Krewie umowie, zobowiązał się poślubić dziedziczkę tronu Królestwa Polskiego, Jadwigę Andegaweńską, przyjąć wraz z braćmi chrzest w obrządku katolickim i doprowadzić do chrztu Wielkiego Księstwa Litewskiego. Panując w Polsce, umocnił swoją pozycję ciągłym rozwiązywaniem sporów sądowych i wewnętrznych w czasie licznych objazdów królestwa oraz doprowadzając do odzyskania Rusi Czerwonej w 1387 roku i rozgromienia wojsk zakonu krzyżackiego w bitwie pod Grunwaldem w 1410 roku. Umocnił jednocześnie Litwę, narzucając Wielkiemu Księstwu Moskiewskiemu korzystny dla Litwy pokój nad rzeką Ugrą 1408 roku, ugruntowując litewską dominację nad księstwami ruskimi i Nowogrodem oraz doprowadzając do zawarcia 2 października 1413 roku unii w Horodle, zrównującej prawa Polski i Litwy. Po bezpotomnej śmierci Jadwigi Andegawenki, Władysław II podjął działania celem zapewnienia następstwa na tronie synom urodzonym przez czwartą żonę Sonkę Holszańską, udzielając szlachcie, rozczarowanej nieskuteczną polityką wobec Krzyżaków i domagającej się udziału w rządach, przywilejów, ograniczających władzę królewską. Po śmierci Władysława II Jagiełły w 1434 roku i jego starszego syna Władysława III Warneńczyka w 1444 roku, młodszy syn Kazimierz IV Jagiellończyk doprowadził do swojego wyboru na króla Polski w 1447 roku, przyłączył do Polski Pomorze Gdańskie 6 kwietnia 1454 roku i na skutek wyczerpującej wojny trzynastoletniej narzucił zwierzchność lenną państwu zakonu krzyżackiego. Jego pierworodny syn zrodzony z Elżbiety Habsburg, Władysław II Jagiellończyk objął po długotrwałych wojnach domowych trony Królestwa Czech w 1471 roku i Królestwa Węgier w 1490 roku.
Kosztowna polityka dynastyczna doprowadziła do osłabienia skarbu królewskiego i uniemożliwiła przeciwdziałanie wzrostowi znaczenia Wielkiego Księstwa Moskiewskiego i sprzymierzonego z nim Chanatu Krymskiego w latach siedemdziesiątych i osiemdziesiątych XV wieku. Kolejno panujący po sobie w Koronie Królestwa Polskiego i w Wielkim Księstwie Litewskim młodsi synowie Kazimierza IV, Jan I i Aleksander nie zdołali odwrócić zagrożenia od wschodnich obszarów Polski ani Litwy i zmuszeni zostali do zawarcia z polską szlachtą kompromisów ustrojowych znacznie zwiększających jej wpływ na politykę Polski, a ich najmłodszy brat Zygmunt I po wstąpieniu na tron Litwy i Polski w 1506 roku podpisał z Moskwą 14 września 1522 roku rozejm, w którym zrzekł się Smoleńszczyzny i 1/3 terytorium Litwy. 22 lipca 1515 roku w Wiedniu zawarł układ z Habsburgami gwarantujący im następstwo po czesko-węgierskiej linii Jagiellonów na Węgrzech i w Czechach, a w 1525 roku w Krakowie zgodził się nadać Prusy Książęce swojemu siostrzeńcowi Albrechtowi Hohenzollernowi, co było równoznaczne z likwidacją państwa krzyżackiego. Po wygaśnięciu w 1526 roku węgierskiej linii Jagiellonów Węgry zostały podzielone pomiędzy Habsburgów a Imperium Osmańskie, z którym Zygmunt I zawarł w 1533 roku pokój uznający turecką zwierzchność nad Mołdawią.

Śmierć ostatnich Piastów mazowieckich w 1526 roku umożliwiła Zygmuntowi I włączenie Mazowsza do Polski, a podjęta przez jego drugą żonę Bonę Sforzę akcje rewindykacji dóbr królewskich umożliwiły częściową odbudowę skarbu. W 1530 roku jedyny syn pary królewskiej, Zygmunt II August, został koronowany na króla Polski za życia ojca, jednakże sprzeciw szlachty wobec takiej formy elekcji i przewagi łączących wysokie stanowiska magnatów w Polsce, skutkował decyzją o konieczności powszechnego wyboru monarchy po śmierci króla. W okresie samodzielnych rządów Zygmunt August skonfliktowany ze szlacheckim stronnictwem egzekucyjnym podjął usilne starania o zachowanie pokoju religijnego w okresie Reformacji, przyłączył do Unii Jagiellońskiej Kurlandię i Inflanty oraz utracił na rzecz Moskwy ziemię połocką. W ostatniej dekadzie rządów we współpracy ze szlacheckim ruchem egzekucyjnym odebrał część dóbr magnatom, jednak nie zdecydował się na pozbawienie ich nabytych w pierwszej połowie XVI wieku pozycji politycznych. W 1569 roku doprowadził do zawarcia ustanawiającej Rzeczpospolitą Obojga Narodów unii w Lublinie i dołączenia do Korony Królestwa Polskiego Ukrainy, Wołynia i Podlasia. Ponieważ małżeństwa króla Zygmunta II z pochodzącymi z rodu Habsburgów siostrami, Elżbietą i Katarzyną, oraz z polską magnatką Barbarą Radziwiłłówną okazały się bezdzietne, a ustrój nie został uregulowany, śmierć władcy położyła kres dynastii Jagiellonów, rozpoczynając okres Wielkiego Bezkrólewia 1572–1575.

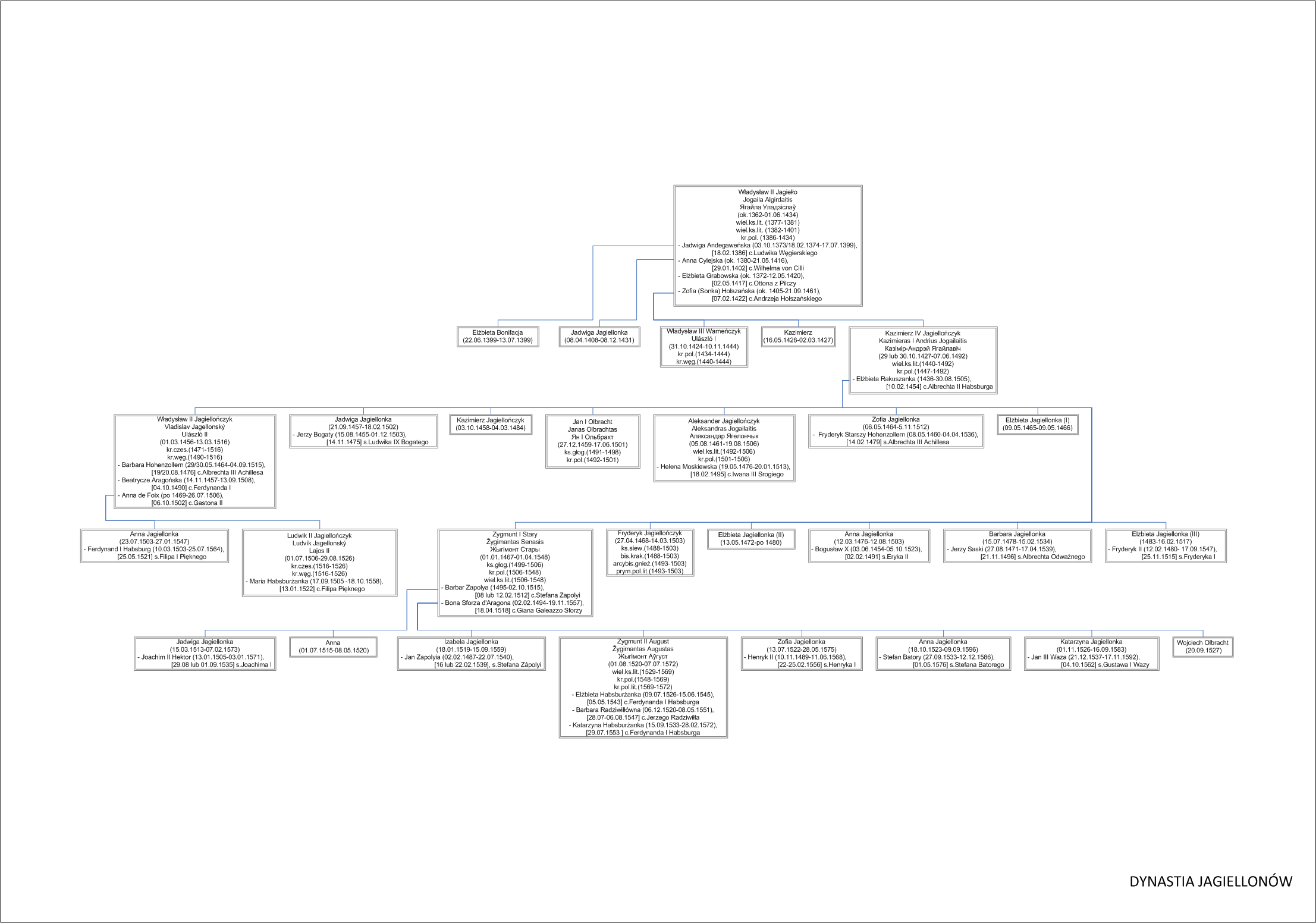
Drzewo genealogiczne Jagiellonów

Okres panowania dynastii Jagiellonów odznaczył się przemianami ustroju Polski, w którym na skutek negocjacji dynastycznych i przywilejów królewskich decydującą rolę zaczęła odgrywać szlachta, a miasta pozbawione zostały znaczenia politycznego. Koniec epoki jagiellońskiej zaznaczył się wzrostem znaczenia magnatów i nieuregulowaniem instytucjonalnym rozwoju polskiego parlamentaryzmu.
Trwałym pomnikiem nauki w okresie panowania dynastii Jagiellonów stał się odnowiony przez założyciela dynastii Uniwersytet Krakowski, którego uczeni pod panowaniem Jagiellonów uczestniczyli w przełomowych debatach intelektualnych Europy. Uniwersytet podupadł pod koniec epoki jagiellońskiej. Pod wpływem niepowodzeń militarnych Jagiellonów doszło do przełomowych zmian w staropolskiej wojskowości.
Monarchowie z dynastii Jagiellonów przyczynili się w znacznym stopniu do zachowania pokoju religijnego w Polsce w okresie reformacji, absorpcji prądów renesansu i wprowadzenia języka polskiego jako urzędowego. Okres panowania dwóch ostatnich monarchów jagiellońskich uważany jest za złoty wiek polskiej kultury.
Wielkie Bezkrólewie zakończył wybór na króla siostry Zygmunta II, Anny Jagiellonki. Po śmierci jej męża Stefana I Batorego tron objął siostrzeniec rodzeństwa ostatnich Jagiellonów, syn Katarzyny Jagiellonki i króla Szwecji – Zygmunt III Waza.

## Historia polityczna dynastii

Królestwo Polskie i Wielkie Księstwo Litewskie za panowania Jagiełły (1386–1434)

### Unia Jagiellońska

#### Następstwo po Piastach i Andegawenach
Śmierć ostatniego króla z dynastii Piastów, Kazimierza III Wielkiego w 1370 roku bez pozostawienia męskiego potomka, skutkowała – zgodnie z umowami zawartymi za życia monarchy – wstąpieniem na tron Polski siostrzeńca zmarłego króla – potężnego władcy Węgier z rodu Andegawenów, Ludwika I Węgierskiego. Nie rozwiązało to problemu sukcesji po Piastach, gdyż król Ludwik był chorowity i nie miał męskich dziedziców. Możnowładcy małopolscy zdecydowali się unieważnić testament Kazimierza III, promujący jego wnuka Kaźka Słupskiego i podjąć z królem negocjacje dotyczące następstwa tronu.
Ich efektem był, wydany w 1374 roku przez króla Ludwika I w porozumieniu z rycerstwem, przywilej generalny koszycki, w którym szlachta Królestwa Polskiego zgodziła się uznać córkę Ludwika I za następcę tronu, w zamian za zagwarantowanie integralności terytorialnej państwa, nadanie przywilejów ograniczających władzę króla i podatki oraz uzależniających nakładanie obowiązków podatkowych oraz udział w wyprawach wojennych od zgody szlachty. Otwarło to dalszy etap negocjacji pomiędzy przedstawicielami szlachty poszczególnych ziem Polski a królem i możnowładcami, dotyczących następstwa tronu dla jednej z córek Ludwika I i wybranego dla niej męża. Do dnia swojej śmierci w 1382 roku król Ludwik I nie zdołał zabezpieczyć andegaweńskiej sukcesji. Obalenie testamentu Ludwika I przez stany węgierskie i przyjazd do Polski niezamężnej młodszej córki króla Jadwigi Andegaweńskiej jesienią 1384 roku umożliwiły małopolskim magnatom swobodne dysponowanie ręką młodej dziedziczki tronu Królestwa i postawienie warunków ewentualnym kandydatom na jej męża i przyszłego władcę Polski.
Ostatecznie, wbrew zdaniu części szlachty wielkopolskiej, dokonano wyboru współpanującego od 1377 roku na pogrążonej w kryzysie Litwie dwudziestoparoletniego księcia Jagiełły (Jogaily), młodszego syna wielkiego księcia Olgierda (Algirdasa) i kuzyna księcia Witolda (Vytautasa). W umowie zawartej 14 sierpnia 1385 roku w Krewie Jagiełło zobowiązał się przybyć do Polski, przyjąć chrzest w obrządku katolickim i przyłączyć swoje litewskie władztwo do Korony Królestwa Polskiego.

#### Unia polsko-litewska
Ochrzczony jako Władysław i koronowany 4 marca 1386 roku na króla Polski, Jagiełło zyskał znaczną władzę i autorytet, pozwalający mu zyskać pełną władzę nad Litwą i 4 sierpnia 1392 roku, poprzez podporządkowanie sobie swojego ambitnego kuzyna Witolda, ostatecznie zakończyć litewską wojnę domową. Przejście z pogaństwa na katolicyzm pozwoliło litewskim możnowładcom utrwalić niekwestionowane panowanie nad zdobytymi przez Wielkie Księstwo Litewskie ziemiami w dorzeczu Dniepru, zamieszkałymi w przeważającej części przez prawosławnych Rusinów oraz zaadaptować do miejscowych warunków część przejętych z Polski rozwiązań prawnych, a polska pomoc militarna umożliwiła Litwie skuteczną obronę Auksztoty przed zakonem krzyżackim i podpisanie kompromisowego pokoju 12 października 1398 roku. Jednocześnie Królestwo Polskie odzyskało od Węgier Ruś Czerwoną w 1387 roku, a unia kończąc litewskie najazdy rabunkowe umożliwiła rozwój ziem koronnych położonych na prawym brzegu Wisły. Zgodną współpracę obydwu państw skomplikowała bezpotomna śmierć Jadwigi 17 lipca 1399 roku, pozbawiająca Polskę naturalnego dziedzica tronu.
Jagiełło zdołał wynegocjować z radą koronną korzystne dla obydwu państw utrzymanie się na tronie Polski poprzez zawarcie małżeństwa z wnuczką Kazimierza III, Anną, a Polska kontynuowała udzielanie zbrojnej pomocy Litwie przeciwko jej kolejnym wrogom. Rozbita przez Mongołów w sierpniu 1399 roku wyprawa litewsko-polska na południowy wschód poskutkowała zwiększeniem nacisku na nadmorskie ziemie Litwy przez Zakon, jednakże Jagiełło zdołał ustabilizować sytuację mianując Witolda wielkim księciem Litwy, narzucając Moskwie pokój nad rzeką Ugrą latem 1408 roku oraz odnosząc wielkie zwycięstwo nad zakonem krzyżackim w bitwie pod Grunwaldem 15 lipca 1410 roku. Zwycięstwa te zlikwidowały zagrożenie Litwy wojną na dwa fronty, uniezależniając ją czasowo od polskiej pomocy i umożliwiły zawarcie w 1413 roku unii w Horodle, zrównującej prawa obydwu partnerów, jednakże sytuację Unii coraz poważniej komplikował brak kandydata na następcę tronu. Pokój melneński zawarty w 1422 roku zakończył wojny litewsko-krzyżackie.
Dążąc do zachowania jedności Wielkiego Księstwa Litewskiego, Jagiełło doprowadził do obwołania Witolda królem Litwy i szukał poparcia dla tej decyzji wśród mocarstw europejskich, jednakże zanim koronacja została dokonana, Witold zmarł w 1430 roku, nie pozostawiając męskich potomków. Władanie Litwą Jagiełło powierzył swojemu najmłodszemu bratu, bezdzietnemu Świdrygielle, który objąwszy rządy wsparł pretensje prawosławnych Rusinów przeciwko katolikom i dążąc do zwiększenia niezależności Litwy, sprzymierzył się z Krzyżakami inflanckimi. Na skutek tych posunięć Polska w sojuszu z katolickimi Litwinami podjęła interwencję zbrojną, rozbijając rusko-inflanckie siły Świdrygiełły w bitwie pod Wiłkomierzem w 1435 roku. Namiestnikiem Litwy w imieniu króla został Zygmunt Kiejstutowicz, a przedstawiciele Królestwa Polskiego zgłosili pretensje wobec litewskiego Wołynia, odrzucane przez elity litewskie.

### Ustanowienie dynastii

#### Następstwo po Władysławie II Jagielle
Druga żona Władysława II Jagiełły Anna Cylejska zmarła w marcu 1416 roku, a para doczekała się jedynie jednej córki, z trzecią żoną król nie miał dzieci. W lutym 1422 roku Jagiełło poślubił młodą ruską księżniczkę Sonkę (Zofię), która 31 października 1424 roku urodziła starzejącemu się władcy pierwszego syna, a kolejni synowie pary królewskiej urodzili się w 1426 roku oraz 1427 roku. Ponieważ męscy potomkowie monarchy posiadali prawa dziedziczne jedynie na Litwie, król i królowa podjęli szereg działań, aby zapewnić pierworodnemu następstwo na tronie Polski.
Wysiłki te zakończyły się sukcesem, osiągniętym kosztem znacznego zubożenia skarbu koronnego i osłabienia autorytetu władzy królewskiej w przewlekle prowadzonych negocjacjach. Szlachta Królestwa Polskiego w zamian za nadanie przywilejów zwiększających jej swobody, zgodziła się wybrać królem syna Władysława Jagiełły. Założyciel i najwybitniejszy przedstawiciel dynastii Jagiellonów zmarł w 1434 roku.
Małoletni syn Jagiełły, Władysław III został ukoronowany po śmierci ojca. Władzę w jego imieniu objęli możnowładcy, na czele z biskupem krakowskim Zbigniewem Oleśnickim, który w bitwie pod Grotnikami w maju 1439 roku rozbił opozycję średniej szlachty. W styczniu 1440 roku Władysław III został także obrany królem Węgier i na zawsze opuścił Polskę, biorąc udział w wojnie przeciwko Habsburgom o koronę węgierską oraz w walkach przeciwko Turkom Osmańskim w obronie Węgier. Pomimo poniesienia olbrzymich wydatków, na które zaciągnięto pożyczki pod zastaw przeważającej części dóbr królewskich w Polsce, wojny te zakończyły się klęską i śmiercią Władysława III w bitwie pod Warną 10 listopada 1444 roku.

#### Objęcie władzy przez Kazimierza Jagiellończyka
Wyjazd króla Władysława III celem objęcia tronu węgierskiego oraz śmierć namiestnika Litwy Zygmunta Kiejstutowicza w 1440 roku wymusiły przyjęcie prowizorycznych rozwiązań dotyczących sprawowania władzy w Unii Jagiellońskiej. Po usunięciu Świdrygiełły i litewskich separatystów dążących do zerwania unii, stronnictwo opowiadające się za trwaniem związku Litwy z Polską wyniosło do władzy młodszego syna Jagiełły – Kazimierza Jagiellończyka, obwołując go wielkim księciem litewskim.
Wiadomości o klęsce pod Warną i wywołane brakiem rozstrzygających dowodów śmierci Władysława III Warneńczyka bezkrólewie umożliwiło Kazimierzowi Jagiellończykowi zgłoszenie pretensji do tronu w Krakowie i zdecydowane negocjowanie z polskimi możnowładcami. Z poparciem królowej matki Zofii Holszańskiej i wobec groźby zerwania unii z Litwą Polska zgodziła się na uznanie Kazimierza za dziedzica Królestwa Polskiego i jego koronację 25 czerwca 1447 roku. Nowy król doprowadził do załagodzenia konfliktu polsko-litewskiego, wymuszając na elitach litewskich oddanie Polsce trzech granicznych powiatów Wołynia. W 1454 roku zawarł małżeństwo z Elżbietą z dynastii Habsburgów.

### Dynastia w okresie mocarstwowości Unii Jagiellońskiej

#### Odzyskanie dostępu do Bałtyku
Narzucając Księstwu Moskiewskiemu pokój nad rzeką Ugrą latem 1408 roku oraz odnosząc wielkie zwycięstwo militarne nad zakonem krzyżackim w 1410 roku Unia Jagiellońska zdobyła pozycję europejskiego mocarstwa. Władysław II Jagiełło wykorzystał zwycięstwa koalicji do ostatecznej stabilizacji wewnętrznych relacji na Litwie, odzyskania dla niej Żmudzi od Krzyżaków i narzucenia litewskiej dominacji Twerowi, Riazaniowi i Nowogrodowi Wielkiemu. Polska nie uzyskała żadnych bezpośrednich korzyści terytorialnych z odniesionych sukcesów.
Kolejne konflikty zbrojne z zakonem krzyżackim (wojna głodowa i wojna golubska) pozwoliły Litwie odzyskać wszelkie straty i zawrzeć w 1422 roku ostateczny pokój. Jednocześnie król Władysław II konsekwentnie unikał rozproszenia sił Unii i pomimo włączenia się w ogólnoeuropejską politykę poprzez interwencję w pogrążonych w wojnie domowej Czechach, nie zdecydował się na zaangażowanie militarne. Zawarty w 1435 pokój w Brześciu Kujawskim z zakonem krzyżackim podkreślił przewagę Królestwa Polskiego, lecz ponownie nie przyniósł państwu korzyści terytorialnych.
Sytuację zmienił wybuch w lutym 1454 roku antykrzyżackiego powstania na Pomorzu i w Prusach, kierowanego przez miasta tworzące Związek Pruski – w ciągu miesiąca powstańcy opanowali całe państwo zakonu krzyżackiego poza jego stolicą Malborkiem, a następnie zdecydowali się poddać pod protekcję Królestwa Polskiego i złożyć hołd Kazimierzowi IV Jagiellończykowi. Odzyskanie przez Krzyżaków Chojnic i klęska dowodzonej przez króla armii w bitwie pod Chojnicami 18 września 1454 roku poskutkowały powrotem wielu miast w Prusach pod władzę wielkiego mistrza i długotrwałą wojną trzynastoletnią. W efekcie nabycia przez Królestwo Polskie krzyżackiej stolicy w 1457 roku oraz zwycięstwa floty Związku Pruskiego w bitwie na Zatoce Świeżej w 1463 roku Królestwo Polskie narzuciło Zakonowi II pokój toruński: zakon krzyżacki utracił ostatecznie pozycję regionalnego mocarstwa i stał się lennem Królestwa, a Pomorze Gdańskie oraz Powiśle i Warmia zostały przyłączone bezpośrednio do Polski. Odzyskawszy dostęp do Bałtyku i opanowawszy całe dorzecze Wisły Królestwo Polskie, kosztem znacznych wydatków i nadania szerokiej autonomii Gdańskowi, ugruntowało pozycję mocarstwa regionalnego. Jednocześnie będące następstwem opanowania Konstantynopola przez Turków w 1453 roku zamknięcie szlaków handlowych we wschodniej części Morza Śródziemnego oraz wzrost popytu na zboże i surowce w Europie zachodniej stworzyły warunki do bardzo szybkiego rozwoju handlu towarami spławianymi wzdłuż polskich rzek, co przyczyniło się do wzrostu zamożności społeczeństwa.
Pomimo podjęcia przez Inflanty polityki zbliżenia z Unią Jagiellońską i przejściowego narzucenia dominacji Nowogrodowi Wielkiemu, Kazimierz IV Jagiellończyk zaniechał dalszej ekspansji na północ i aktywnej polityki wschodniej, angażując siły głównie w opanowanie dla dynastii jagiellońskiej tronów Węgier i Czech. Skutkowało to wybuchem wojny z Węgrami, zjednoczonymi przez narodowego króla Macieja Korwina, która przyniosła Polsce znaczne zniszczenia oraz zainspirowała zakon krzyżacki do podjęcia próby odzyskania suwerenności na tle konfliktu o obsadę biskupstwa warmińskiego. Będąca efektem krzyżackiego wystąpienia wojna popia zakończyła się zwycięstwem Polski popartej przez miasta pruskie, ale Zakon zdołał utrzymać władanie posiadanych przez niego ziem.
Zaangażowany w liczne konflikty Kazimierz IV Jagiellończyk nie zdołał aktywnie przeciwdziałać wzrostowi znaczenia Księstwa Moskiewskiego – panujący w księstwie moskiewskim od 1466 roku książę Iwan III Srogi, rozbijając 14 lipca 1471 roku wojska nowogrodzkie nad Szełonią włączył Nowogród Wielki do moskiewskiej strefy wpływów, a w 1480 roku odpierając nad Ugrą mongolską interwencję odzyskał pełną suwerenność Moskwy, która zaczęła zagrażać integralności terytorialnej Wielkiego Księstwa Litewskiego.

#### Polityka dynastyczna

Kraje pod panowaniem Jagiellonów około 1490 roku

Żona Kazimierza IV, Elżbieta Habsburg, dziedziczyła po zmarłym bracie Władysławie Pogrobowcu prawa dynastyczne do tronów Węgier i Czech, które za jej pośrednictwem przejął pierwszy syn pary królewskiej – Władysław Jagiellończyk. Rządy w Czechach objął regent Jerzy z Podiebradów, lider utrakwistów, który zagrożony budowaną przez papieża Pawła II antyhusycką koalicją wszedł w porozumienie z Kazimierzem Jagiellończykiem w maju 1462 roku, otwierające Jagiellonom drogę do sukcesji w Czechach. Dyplomatyczny sukces Jagiellonów skutkował negatywną reakcją wybranego przez magnatów króla Węgier Macieja Korwina, który korzystając z poparcia katolickiej ludności Czech opanował Śląsk i Łużyce. Skutkowało to przewlekłą wojną, w trakcie której pretensje do dziedziczenia tronu Węgier zgłosił młodszy syn Kazimierza IV – Kazimierz Święty – jednakże jego wyprawa nad Dunaj, podjęta z poparciem części magnatów węgierskich, zakończyła się niepowodzeniem. W odwecie Maciej Korwin splądrował polską Ruś i zawarł antyjagiellońskie porozumienia z zakonem krzyżackim i Księstwem Moskiewskim.
Na mocy zawartego 7 grudnia 1478 roku pokoju w Ołomuńcu Władysław Jagiellończyk objął tron czeski, jednak jego władza uległa znacznym ograniczeniom. Bezpotomna śmierć Macieja Korwina umożliwiła Władysławowi objęcie tronu Węgier 15 lipca 1490 roku.

### Dynastia w okresie przełomu europejskiego

#### Schyłek mocarstwowości Unii Jagiellońskiej

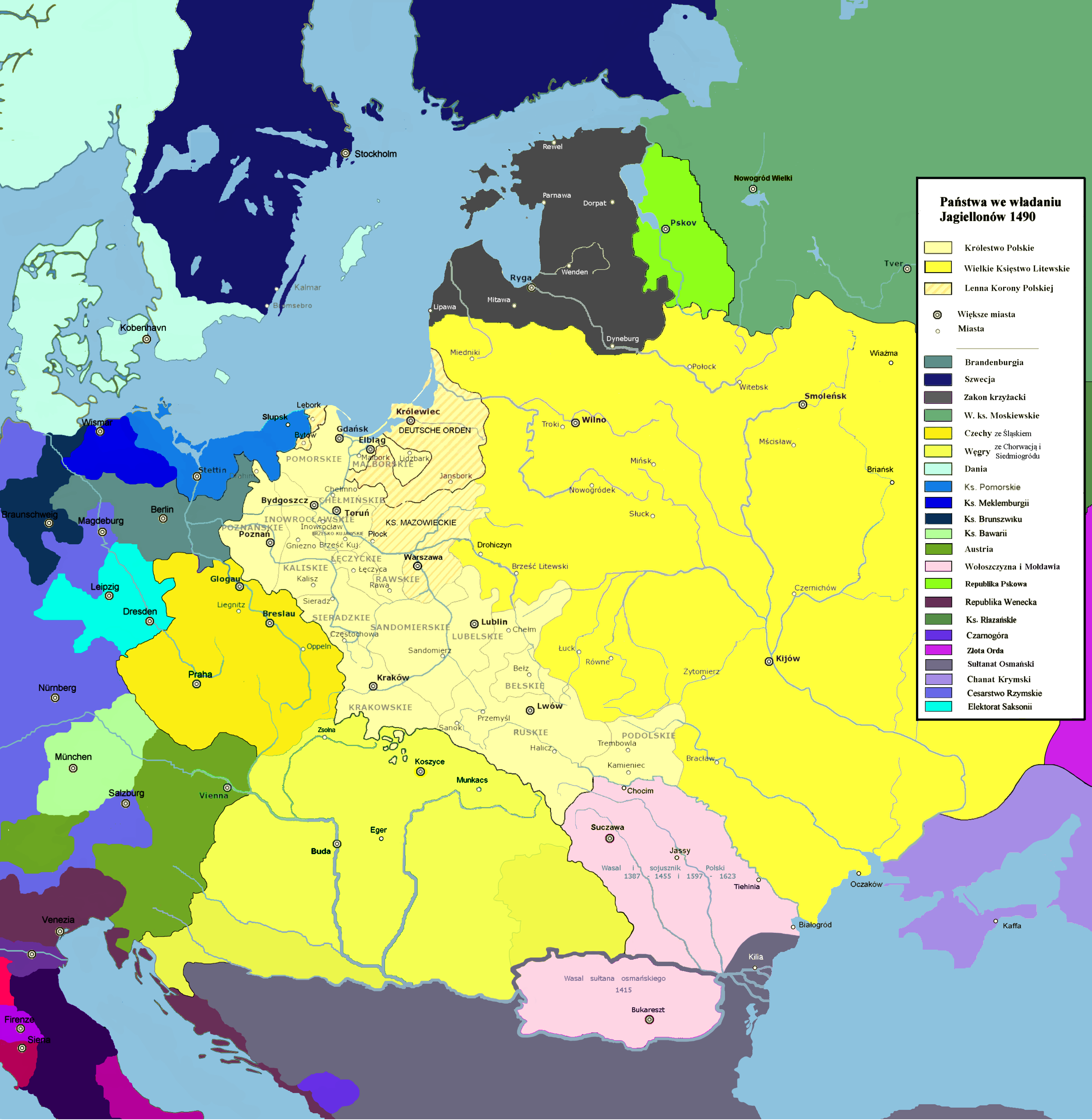
Państwa we władaniu dynastii Jagiellonów w 1490 roku

Wobec panowania Władysława Jagiellończyka na Węgrzech i w Czechach oraz śmierci syna Kazimierza, Kazimierz IV Jagiellończyk zasugerował Polakom objęcie tronu przez swojego trzeciego syna Jana Olbrachta, a wielkim księciem litewskim został czwarty syn króla – Aleksander. Wybór pierwszego elekcyjnego króla Polski odbył się 27 sierpnia 1492 roku podczas sejmu w Piotrkowie z udziałem szlachty i przedstawicieli miast. Pomimo osobnych monarchów Polska i Litwa pozostały w ścisłej unii ze względu na bliską współpracę braci Jana Olbrachta i Aleksandra oraz silne faktyczne związki pomiędzy oboma krajami, wzmacniane przez wspólne zagrożenia.
Odpowiadając na presję polityczną wywieraną przez państwa ościenne na pozbawioną sojuszników unię jagiellońską król Jan I Olbracht zdecydował się w porozumieniu z braćmi, Aleksandrem i Zygmuntem, na aktywne działania militarne na południowym wschodzie. Na skutek nadania średniej szlachcie przywilejów zwiększających władzę nad chłopami i umożliwiających pozyskanie dodatkowych gruntów pod uprawę, król uzyskał poparcie reprezentującego szlachtę sejmu i zdołał zgromadzić odpowiednie środki finansowe, jednakże podjęta w 1497 roku wyprawa zakończyła się porażkami pod Suczawą i na Bukowinie oraz ciężkimi stratami biorących udział w wojnie oddziałów.
Klęska wojsk polskich ukazała słabość państw unii jagiellońskiej i sprowokowała jej wrogów do aktywnego działania. Zakon krzyżacki podjął kolejną próbę odzyskania suwerenności w porozumieniu z Księstwem Moskiewskim, które zdołało zbudować sojusz z Tatarami Krymskimi przeciwko sprzymierzonym z Litwą Tatarom Nadwołżańskim. Litwa znalazła się ponownie w apogeum kryzysu, a śmierć króla Jana I Olbrachta pogrążyła unię jagiellońską w chaosie, umożliwiając polskim możnowładcom narzucenie w umowie z Mielnika ciężkich warunków, na jakich brat zmarłego króla, Aleksander I Jagiellończyk objął tron w Krakowie. Władza królewska uległa bardzo daleko idącemu ograniczeniu, a zgromadzone na cele wojenne środki zostały przejęte przez oligarchów. Niezdolne do większej aktywności militarnej Polska i Litwa nie mogły zapobiec zniszczeniu sojuszniczej Ordy Nadwołżańskiej, ani uwolnieniu się dotychczasowego lenna Mołdawii, a najazdy Tatarów Krymskich zaczęły plądrować ziemie ruskie. Najazd turecki wiosną 1498 roku splądrował Ruś Czerwoną dochodząc do Sanu.
Aleksander Jagiellończyk w trakcie krótkiego panowania zdołał odbudować władzę królewską z poparciem średniej szlachty i w 1505 roku doprowadził do zreformowania ustroju i uchwalenia konstytucji Nihil Novi, ustanawiając konieczność współpracy króla, magnackiego senatu i posłów szlacheckich w rządzeniu państwem. Po jego bezpotomnej śmierci 20 sierpnia 1506 roku władzę nad Litwą objął najmłodszy syn Kazimierza Jagiellończyka – Zygmunt. Chcąc zachować unię polscy możnowładcy również wybrali go na króla Polski 7 grudnia 1506 roku. Sojusz z zasiadającymi w senacie magnatami stał się podstawą rządów nowego władcy, który długo nie zwoływał pospolitego ruszenia i nie przestrzegał antymagnackiego prawa zabraniającego łączenia urzędów.
Zygmunt I na początku panowania popadł w konflikt z litewskim magnatem Michałem Glińskim, co uniemożliwiło skuteczną obronę wschodnich granic Wielkiego Księstwa Litewskiego: w lipcu 1514 roku wojska Wielkiego Księstwa Moskiewskiego zdobyły Smoleńsk – najważniejszą twierdzę w dorzeczu górnego Dniepru i opanowały około jednej trzeciej terytorium Litwy. Dalszą ekspansję Moskwy powstrzymało zwycięstwo wojsk unii jagiellońskiej w bitwie pod Orszą 8 września 1514 roku, jednakże Litwa zmuszona została do zawarcia niekorzystnego rozejmu 14 września 1522 roku w Moskwie.
Jednocześnie na przełom XV i XVI w. przypada odrodzenie politycznego znaczenia Brandenburgii: 6 kwietnia 1511 roku syn margrabiego brandenburskiego i siostrzeniec Zygmunta I, Albrecht Hohenzollern został wielkim mistrzem Zakonu, w 1519 roku małżeństwo dynastyczne związało Śląsk z panującą w Brandenburgii dynastią Hohenzollernów. Polska nie zdecydowała się na przeciwdziałanie, aby uniknąć popadnięcia w konflikt z kolejnym państwem ościennym. W 1521 roku książę Pomorza Zachodniego Bogusław X złożył hołd lenny cesarzowi Karolowi V.
Celem rozbicie otaczającego unię jagiellońską systemu wrogich sojuszy Zygmunt I i jego starszy brat Władysław Jagiellończyk zawarli z dynastią Habsburgów w lipcu 1515 roku umowę w Wiedniu, dotyczącą sukcesji tronów w Budzie i Pradze w przypadku wygaśnięcia węgiersko-czeskiej linii Jagiellonów. Umożliwiło to podjęcie zdecydowanych działań militarnych przeciwko zakonowi krzyżackiemu w grudniu 1519 roku, jednakże pomimo zwycięskiej wojny i oblężenia Królewca, na skutek kontrowersyjnych decyzji Zygmunta I podjętych wbrew stanowisku sejmu w Piotrkowie, zakon nie został całkowicie zniszczony, a Polska kolejny raz nie osiągnęła korzyści terytorialnych.
Począwszy od drugiej dekady XVI w. reformacja pogrążyła w chaosie Rzeszę Niemiecką i wpłynęła na daleko idące przemiany w Europie. 10 kwietnia 1525 roku ostatecznie zlikwidowane zostało państwo zakonu krzyżackiego, a polskie lenno w Prusach objął nawrócony na protestantyzm Albrecht Hohenzollern, uniemożliwiając inkorporację dawnych Prus Zakonnych do Polski. Zwolennikami nowego wyznania początkowo byli głównie mieszczanie północnej Polski, w 1527 roku król Zygmunt I przeprowadził w Gdańsku interwencję wojskową przeciwko władzy protestantów, ale nie zmniejszył przywilejów miasta.
W 1526 roku do Królestwa Polskiego włączone zostało Mazowsze po wygaśnięciu Piastów Mazowieckich. 26 sierpnia 1526 roku ostatni Jagiellon czesko-węgierski Ludwik Jagiellończyk zginął w bitwie pod Mohaczem. Zgodnie z umową z 1515 roku do sukcesji zgłosił się Ferdynand Habsburg, obwołany królem Czech jesienią 1526 roku, a Węgier 16 grudnia 1526 roku. W 1528 roku Ferdynand pokonał konkurenta w walce o tron w Budzie, Jana Zapoyla, szwagra Zygmunta I. Wygnany z Węgier Jan zyskawszy schronienie w Polsce, w 1539 roku poślubił najstarszą córkę Zygmunta I i królowej Bony – Izabelę. Pomimo że wnuk króla Zygmunta nie miał praw do korony węgierskiej, w jego obronie wystąpiło rządzone przez sułtana Sulejmana Wspaniałego Imperium Osmańskie, zajmując w 1541 roku środkowe Węgry wraz Budą.
Zagrożenie granicy tureckiej skłaniało Habsburgów do szukania sojuszników przeciwko Imperium Osmańskiemu. Udało im się znaleźć licznych zwolenników wśród polskich magnatów, tworząc stronnictwo sprzyjające sukcesji Habsburgów w przypadku wygaśnięcia polskiej linii Jagiellonów. Przeciwna temu kierunkowi politycznemu była średnia szlachta, której początkowo przewodził prymas Jan Łaski, zwolennik zawarcia pokoju z Imperium Osmańskim. Konflikt pomiędzy średnią szlachtą a magnatami koncentrował się w coraz większym stopniu wobec zagadnienia polityki tureckiej.
W 1531 roku wojska polskie dowodzone przez hetmana Jana Tarnowskiego odparły mołdawski najazd na ziemie południowo-wschodnie. Wykorzystując śmierć wielkiego księcia Wasyla III Litwa rozpoczęła w 1534 roku działania wojenne przeciwko Księstwu Moskiewskiemu, ale pomimo znacznej zbrojnej pomocy Polski, uzyskała jedynie niewielkie zdobycze terytorialne.

#### Reformy wewnętrzne w Polsce
Starzejący się król Zygmunt I w trzeciej dekadzie XVI w. coraz częściej powierzał sprawy Polski i Litwy królowej Bonie, która na bazie będących jej zwolennikami magnatów, zbudowała własne stronnictwo, prowadzące politykę antyhabsburską. Jednocześnie królowa przeprowadziła szeroką akcję odbudowy domeny królewskiej poprzez wykup strategicznie położonych dóbr i reformy gospodarcze, a dążąc do zapewnienia jedynemu synowi Zygmuntowi Augustowi sukcesji, przeprowadziła sprzeczną z polską tradycją elekcję małoletniego królewicza na króla jeszcze za życia ojca na sejmie w Piotrkowie w grudniu 1529 roku. Polityka ta wywoła ostry sprzeciw mas szlacheckich, które wykorzystały zwołane w 1537 roku do Lwowa pospolite ruszenie na wojnę z Mołdawią do wypowiedzenia posłuszeństwa królowi Zygmuntowi I Staremu, zgłoszenia własnych postulatów, upaństwowienia przejętych przez królową Bonę majątków i narzucenia idei elekcji powszechnej po zgonie panującego.
Wobec postępującego braku aktywności politycznej króla Zygmunta I średnia szlachta sformułowała szereg postulatów dotyczących reformy ustroju. Jego zwolennicy, określani od podstawowego postulatu wykonywania („egzekucji”) uchwalonych praw ruchem egzekucyjnym dążyli do zmniejszenia roli magnatów i odebrania im niesłusznie dzierżonych dóbr i bezprawnie łączonych funkcji.

Ruch egzekucyjny nie uzyskał poparcia młodego króla Zygmunta II Augusta, który objął samodzielne rządy po śmierci ojca, gdyż większość sejmowa opowiedziała się zdecydowanie przeciwko zawartemu sekretnie małżeństwu monarchy z jego poddanką Barbarą Radziwiłłówną. Król, zdeterminowany aby koronować wybrankę serca, pozyskał poparcie niektórych magnatów i został ich politycznym sojusznikiem, ignorując dążenia zdominowanego przez średnią szlachtę Sejmu. Pomimo szlacheckich żądań wzmocnienia władzy centralnej, przywrócenia dóbr państwu i powołania Kościoła narodowego, monarcha nie zdecydował się na przeprowadzenie żadnej politycznej reformy, a blokowanie żądań większości średniej szlachty przełożyło się na ponowne wzmocnienie roli sejmików ziemskich, udzielających posłom na sejm walny instrukcji głosowania.

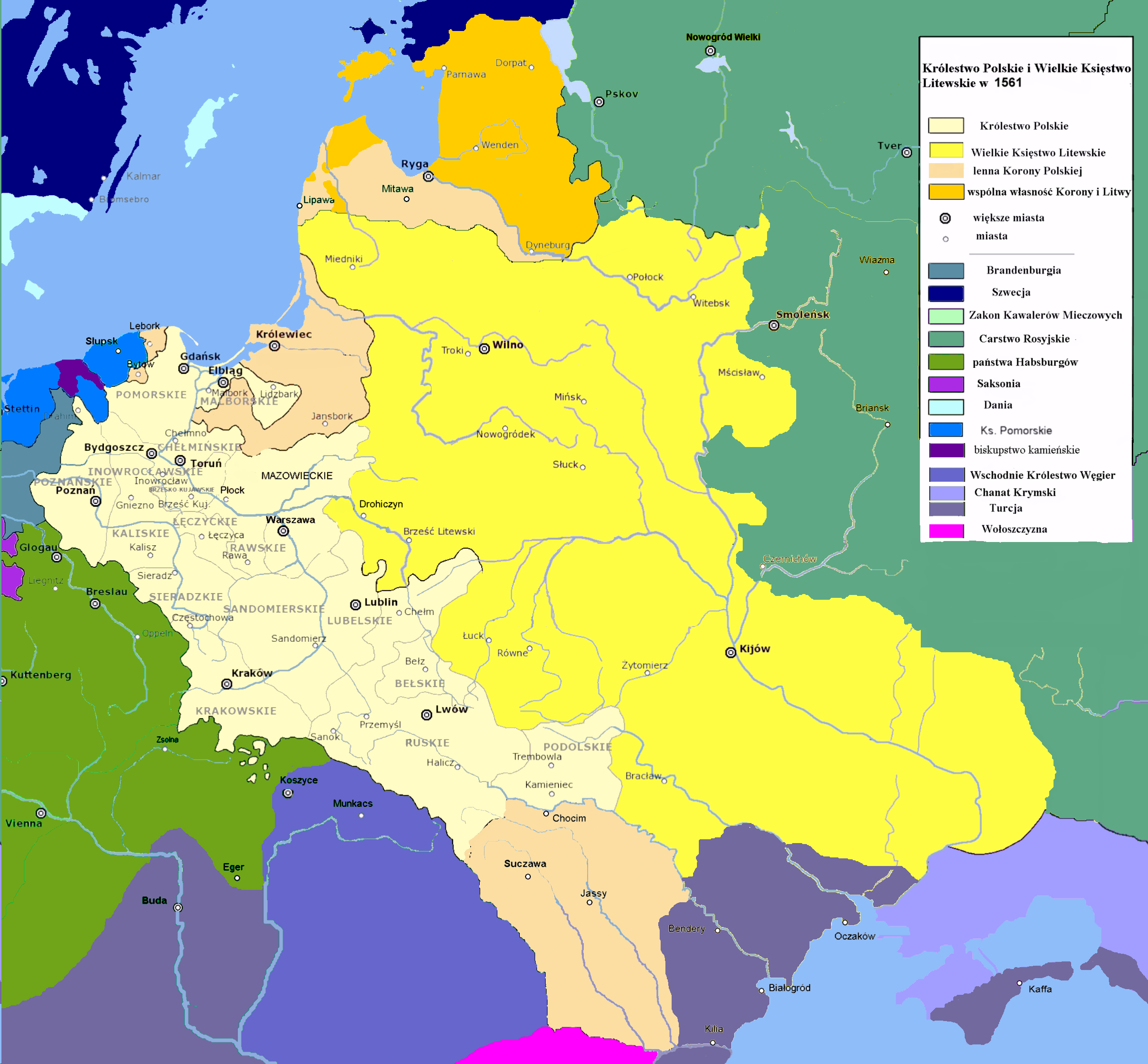
Korona Królestwa Polskiego i Wielkie Księstwo Litewskie przed unią lubelską (1561)

Na skutek opanowania biegu środkowej Wołgi Wielkie Księstwo Moskiewskie osiągnęło potęgę zagrażającą graniczącym z nią na północy Inflantom, którym narzuciło 1554 roku protektorat. W reakcji król Zygmunt II rozpoczął szerokie przeciwdziałania dyplomatyczne i podjął demonstrację zbrojną, których efektem był zawarty 28 listopada 1561 roku układ w Wilnie, w wyniku którego byłe państwo Zakonu Kawalerów Mieczowych zostało zsekularyzowane, północne Inflanty włączone do Polski i Litwy, a południowe stały się lennem. Uzyskując szerszy dostęp do Morza Bałtyckiego Unia Jagiellońska włączyła się w konflikt o Dominium Maris Baltici. Potrzeba zgromadzenia środków na powołanie armii oraz zagrożenie wojenne zbliżyły króla Zygmunta Augusta do szlachty średniej, co poskutkowało sejmami egzekucyjnymi w latach 1562–1564, w trakcie których przeprowadzono w Polsce egzekucję części dóbr koronnych, nieprawnie dzierżonych przez magnatów i reformy w administrowaniu królewszczyznami. Przeprowadzono jednocześnie reformę finansowania wojska stałego. Rozpoczęte w 1563 r, działania zbrojne w trakcie pierwszej wojny północnej przyniosły Litwie utratę zdobytego przez Rosjan Połocka. Kontrofensywa polsko-litewska podjęta w 1568 roku nie odzyskała strat, z powodu niespełnienia żądań szlachty litewskiej przez króla, jednakże doprowadziła do zawarcia kompromisowego pokoju w 1570 roku w Szczecinie, na mocy którego Unia Jagiellońska zachowywała większą część Inflant. Północną ich część opanowała Szwecja, której królem w 1568 roku został Jan III Waza, mąż siostry króla Zygmunta II.
W trakcie konfliktu o Inflanty, by zapewnić poparcie w toczonej o nie wojnie, Polska 4 marca 1563 roku zgodziła się na następstwo berlińskiej linii Hohenzollernów w Prusach Książęcych.

### Schyłek dynastii

#### Unia realna Polski z Litwą
Bezpotomne małżeństwo z Barbarą Radziwiłłówną oraz równie bezdzietne trzecie małżeństwo Zygmunta II z Katarzyną Habsburg postawiło unię jagiellońską wobec kluczowego zagadnienia reakcji na spodziewane wygaśnięcie dynastii. Pomimo postulatów szlacheckich Zygmunt II nie zdecydował się na rozwód, odrzucił także przedkładane mu przez sejm propozycje powołania Kościoła narodowego. W tej sytuacji sejm przy zdecydowanym poparciu średniej szlachty litewskiej, wyrażanym podczas zwoływania pospolitego ruszenia, domagać zaczął się zawarcia ścisłej unii Polski z Litwą i wspólnego wyboru przyszłej dynastii. W 1564 roku król Zygmunt II zgodził się zrzec dziedzicznego prawa Jagiellonów do Litwy na rzecz Królestwa Polskiego, co zablokowało możliwość narzucenia przez litewskich magnatów władcy całej Unii Jagiellońskiej i otworzyło drogę do dalszych negocjacji.
Ich finałem był zwołany 10 stycznia 1569 roku do Lublina wspólny sejm posłów litewskich i polskich. Po fiasku długotrwałych negocjacji król Zygmunt II August doprowadził do włączenia do Polski tych województw litewskich z nią graniczących, które były przychylne ścisłej unii. Następnie do Polski przyłączono południowo-wschodnie ziemie ruskie, a posłowie reprezentujący inkorporowane do Polski województwa dołączyli do wspólnych obrad. Skutkowało to zawarciem kompromisu powołującego aktem unii lubelskiej 1 lipca 1569 roku wspólne państwo Korony Polskiej i Wielkiego Księstwa Litewskiego, mającego jednego monarchę, wspólny sejm walny oraz prowadzącą jedną politykę zagraniczną, ale osobne wojsko i urzędy.

#### Wielkie bezkrólewie

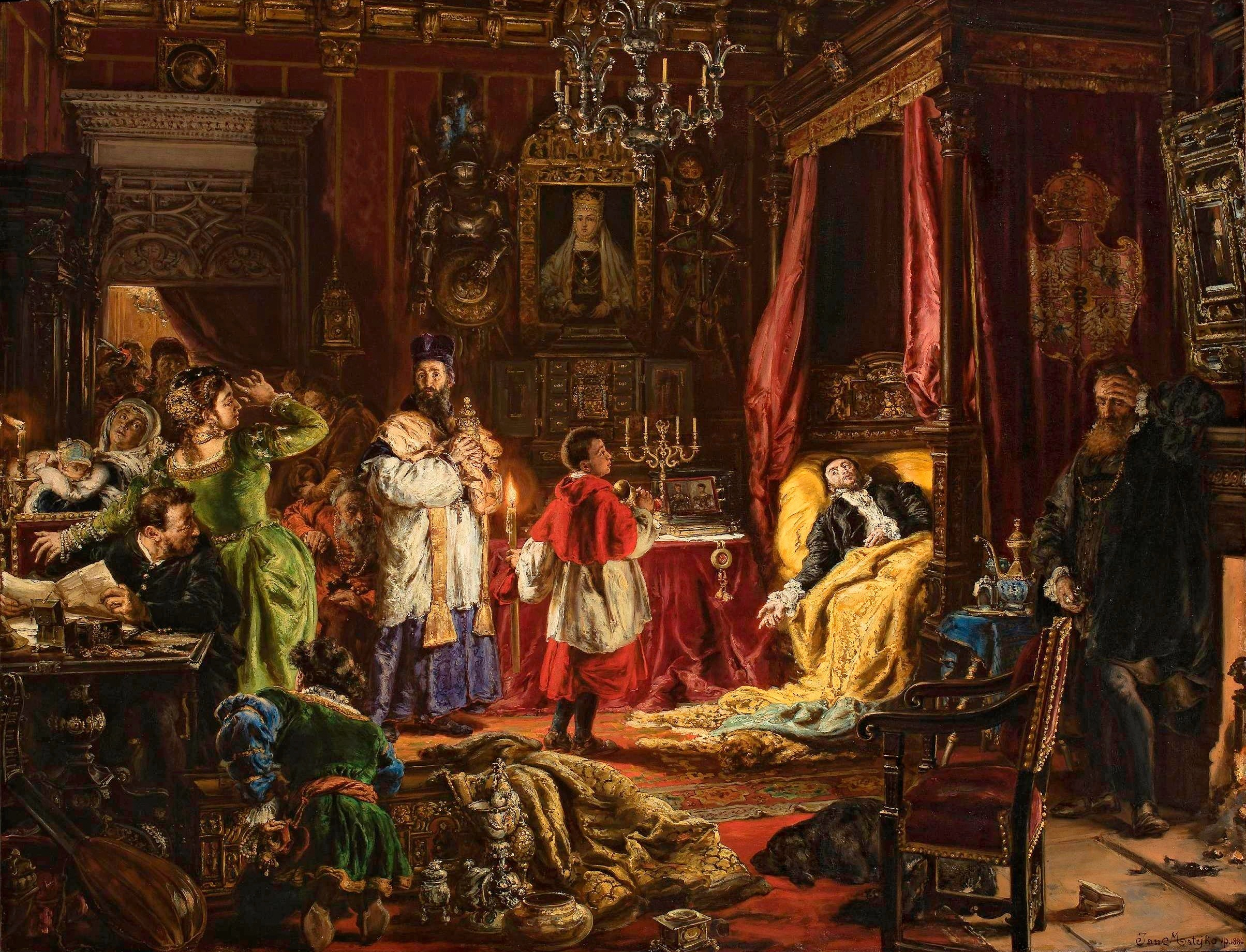
Śmierć Zygmunta Augusta w Knyszynie na obrazie Jana Matejki – symboliczne przedstawienie końca dynastii: w trakcie ostatniego namaszczenia monarchy dworzanie i karierowicze z otoczenia króla rozkradają jego klejnoty

Faktyczna separacja króla Zygmunta II z Katarzyną Habsburg, trwająca od 8 października 1566 roku pozbawiła szlachtę złudzeń co do możliwości przedłużenia dynastii. Nie zmieniła tego śmierć królowej 28 lutego 1572 roku, gdyż król Zygmunt II pomimo średniego wieku był już ciężko chory. Nie podjął współpracy z ostatnim, zwołanym przez siebie w 1572 roku do Warszawy, sejmem w sprawie uregulowania ustroju i pomimo nieformalnie podjętych przez senatorów ustaleń dotyczących pierwszych działań w przypadku śmierci króla, ostatni Jagiellon Zygmunt II August zmarł 7 lipca 1572 roku w Knyszynie, pozostawiając państwo bez sformalizowania elekcji, kandydata na króla, stałych sojuszników i uregulowań okresu bezkrólewia.

## Polityka ustrojowa Jagiellonów

### Rozwój centralnych instytucji państwa stanowego pod rządami Jagiellonów
Zmiana panującej dynastii oraz unia ze słabym wewnętrznie, ale terytorialnie rozległym Wielkim Księstwem Litewskim wywarła znaczący wpływ na modyfikację ustroju Polski. Władysław II Jagiełło objęte w 1385 roku rządy w Polsce zmuszony był dzielić z działającymi w nowych warunkach instytucjami monarchii stanowej tworzonymi wiele lat celem przełamania separatyzmu regionalnego przez jednoczących królestwo po okresie rozbicia dzielnicowego ostatnich Piastów. Wymuszona współpraca sprzyjała rozwojowi idei rozdzielenia władzy monarchy od interesu królestwa – państwa, rozumianego jako niezależny podmiot, reprezentowany przez magnatów, przedstawicieli szlachty, patrycjat niektórych miast i uczonych uniwersyteckich, działających w ramach ukształtowanych prawem zwyczajowym instytucji. Główną zwyczajową instytucją konsultacyjną Korony stanowiła stała rada doradców monarchy (consilii regis) – zapewniała ona konsultację władcy z magnatami i ustalenie sposobu wdrożenia podjętych decyzji, równoważąc jednocześnie wpływy lokalne i rodowe. Udział w konsultacjach zobowiązywał do lojalności wobec uchwalonych jednomyślnie postanowień. Skład rady był przedmiotem sporu pomiędzy monarchą a rywalizującymi wzajemnie stanami, doprowadzając do wytworzenia się dwóch odmiennych niesformalizowanych instytucji: Władysław II Jagiełło dobierał autonomicznie skład tajnej (wąskiej, prywatnej) rady (privatum concilium), lecz musiał liczyć się ze zdaniem wszystkich osób politycznie aktywnych tworzących nieformalną „wielką radę” (colloquium, conventio).
W okresie panowania do 1399 roku jako król-małżonek królowej Jadwigi Władysław II Jagiełło pozostawał pod kontrolą magnackiej grupy współtwórców Unii w Krewie, widzących w nowym królu dowódcę wojskowego i wykonawcę ich postulatów politycznych. Sytuację zmienił uroczysty hołd przedstawicieli szlacheckich elit i reprezentacji społeczeństwa na zjeździe w Korczynie w sierpniu 1399 roku, który po śmierci Jadwigi potwierdził dalsze uprawnienie króla Władysława II do sprawowania władzy w Polsce. Zapewniwszy sobie poparcie stanu szlacheckiego król Władysław II Jagiełło doprowadził do rozszerzenia grupy doradców i współpracowników o konkurujących ze sobą reprezentantów wszystkich ziem i rodów Królestwa, oficjalnie dokumentując to deklaracją radomską z 11 marca 1401 roku będącej polskim aktem unii wileńsko-radomskiej. Uniezależniwszy się w ten sposób od grupy najwybitniejszych oligarchów król uzyskał możliwość pozyskania we własnym zakresie wiedzy o stanie kraju. Dążąc do unikania zebrań wielkiej rady i presji szlachty, do końca panowania Władysław II Jagiełło rządził za pomocą ciągłych objazdów i spotkań z wybranymi doradcami, w czasie których rozstrzygano spory i podejmowano bieżące decyzje polityczne w niewielkim, zależnym od króla gronie.
Autorytet Jagiełły znacznie wzrósł w wyniku decydującego zwycięstwa nad zakonem krzyżackim w 1410 roku i w dalszych latach panowania samodzielne nominacje królewskie i objazdowy system rządów nie były kwestionowane. Władysław II uznając tradycyjny system awansów magnatów w Małopolsce podejmował decyzje personalne co do innych dzielnic według własnego uznania, tworząc własne stronnictwo, i tym samym system rządów skutkował wzrostem znaczenia małopolskich oligarchów, będących najbliższymi doradcami króla w stosunku do innych dzielnic oraz tworzonej przez nich nieformalnej wąskiej rady przy decydującym wpływie autorytetu króla na rozstrzyganie spraw królestwa.
Sytuację zmieniła fala niezadowolenia z prowadzonej w latach 1411–1419 nieskutecznej polityki wobec zakonu krzyżackiego – regularnie spotykająca się na wyprawach pospolitego ruszenia i coraz bardziej świadoma swojego znaczenia szlachta wystąpiła z własnymi żądaniami politycznymi, wymuszając zmiany w grupie doradców królewskich, gdyż żądania prawne zmierzały do zagwarantowania osobistej i majątkowej wolności w obrębie całego stanu szlacheckiego i ochrony przed nadużyciami królewskich urzędników.
W październiku 1423 roku zjazd dostojników koronnych w Warcie podjął uchwały prawodawcze pomimo nieobecności króla Władysława II Jagiełły. Wytworzony w czasie panowania Jagiełły zwyczaj sejmowania i osiągania konsensu zakończył monopol dworu królewskiego na możliwość budowania kariery i dysponowanie najważniejszymi informacjami o państwie. Sejm za pośrednictwem osób zgromadzonych miał możliwość pozyskania wiadomości z prowincji oraz dawał osobom zaangażowanym w politykę możliwości uzyskania awansu, chociaż monarcha pozostawał głównym dysponentem stanowisk, intratnych dóbr i dochodów.

### Wpływ polityki sukcesyjnej Jagiellonów na ustrój Polski
Do radykalnej zmiany stosunków politycznych w Polsce doszło w wyniku urodzenia przez czwartą żonę króla Władysława II synów 31 października 1424 roku i 30 listopada 1427 roku – para królewska odtąd dążyła do zabezpieczenia sukcesji Władysława III i przywrócenia zasady naturalnego dziedziczenia. Magnaci wspierani przez szlachtę stanęli zdecydowanie na gruncie elekcyjności tronu, nie wahając się wypominać starzejącemu się królowi zaproszenia na tron przez stany i późnego nawrócenia się na Chrześcijaństwo.
Decydujący wpływ na rozwój polskich instytucji miał konflikt polityczny, do jakiego doszło na sejmach walnych (conventio generalis) w latach 1425–1426. Dwór z poparciem niektórych starostów i części miast postulował uznanie przez panów praw sukcesyjnych rodu jagiellońskiego w Polsce w zamian za ceremonialne, suwerennie nadane przez monarchę potwierdzenie praw i przywilejów Królestwa. W odpowiedzi 30 kwietnia 1425 roku w Brześciu Kujawskim zebrani communites regni Polonie pisemnie uznali syna Władysława II Jagiełły za następcę tronu, podkreślając jednocześnie zwierzchnią władzę reprezentacji stanu szlacheckiego w Królestwie nad monarchą i zażądali potwierdzenia praw oraz przywilejów w formie dokumentu regulującego ustrój. Pomimo wydania przez kancelarię Władysława II przywileju potwierdzającego konieczność zaprzysiężenia przez królewskiego syna przywilejów i swobód wydanych dotychczas przez monarchów przed objęciem przez niego władzy król Władysław II Jagiełło podjął próbę wycofania się z zobowiązania do zaprzysiężenia przez syna ustroju Królestwa Polskiego oraz usunięcia z dokumentów rozróżnienia pomiędzy władcami naturalnymi a elekcyjnymi. Nie zgadzając się na te postulaty, zebrani na sejmie walnym w Łęczycy w czerwcu 1426 roku magnaci demonstracyjnie wycofali swoją zgodę na uznanie następstwa królewskiego syna, przecinając mieczami królewski dokument. W reakcji król Władysław II Jagiełło podjął kilkuletnie próby rozbicia solidarności stanowej poprzez uzyskanie uznania sukcesji wewnątrz dynastii od poszczególnych magnatów i miast, osiągając na tej drodze pewne sukcesy, jednakże spotkało się to ze zdecydowanym sprzeciwem spotykającej się na sejmie opozycji, żądającej uznania ustroju Królestwa. Jagiełło potrzebujący coraz bardziej poparcia stanów w sporze o sukcesję na Litwie uległ presji opozycji i 4 marca 1430 roku wydał przywilej jedliński gwarantujący dotychczasowe prawa szlachty i elekcyjność tronu Królestwa Polskiego.
Znaczenie elity Królestwa Polskiego w dalszym ciągu wzrastało w wyniku sporów o pozycję ustrojową Litwy: wbrew królowi Władysławowi II szlachta nie dopuściła do koronowania Witolda Kiejstutowicza na króla Litwy, zwołując pospolite ruszenie celem niedopuszczenia do przesłania na Litwę przeznaczonej dla niego korony. Po śmierci Witolda 27 października 1430 roku i objęciu władzy na Litwie przez brata Władysława II – Świdrygiełłę, zwołany 6 grudnia 1430 roku do Warki zjazd panów koronnych samodzielnie uchwalił udzielenie królowi pomocy w konflikcie z młodszym bratem oraz wbrew woli króla Władysława II zbrojne zajęcie i przyłączenie do Polski Podola. Rada również samodzielnie prowadziła negocjacje polsko-litewskie, które doprowadziły do zawarcia unii grodzieńskiej. Śmierć króla Władysława II Jagiełły 1 czerwca 1434 roku zakończyła rządy monarsze w formie objazdów krajów jagiellońskich i ostatecznie wysunęła na czoło królestwa małopolskich magnatów, którzy przejęli rządy w królestwie w imieniu małoletniego następcy tronu. Biskup Zbigniew Oleśnicki doprowadził do szybkiej koronacji Władysława III 25 lipca 1434 roku, przy zobowiązaniu króla do potwierdzenia zwyczajowych praw po osiągnięciu 15 roku życia oraz oddania władzy w Królestwie całej radzie koronnej – grupie cieszących się najwyższym autorytetem starszych doradców (maiores consiliarii): dostojników dobranych według zwyczajów, potrzeby politycznej i dzierżonych urzędów. Otaczało ich grono młodszych panów, „juniorów” (iuniores nobilesi) niedopuszczanych do faktycznego podejmowania decyzji, łącznie tworzących niesformalizowany sejm, liczący około 250-300 „doradców królestwa” (consiliarii regni) – najwyższych dostojników, urzędników przebywających okazjonalnie przy królu, aktywnych przywódców i urzędników terytorialnych, przedstawicieli możnych rodów, aktywne politycznie osoby z królewskiego dworu, Kościoła Katolickiego oraz ekspertów z Uniwersytetu i kancelarii. Oligarchia kierowana przez Zbigniewa Oleśnickiego dążyła także do podporządkowania szlachty w drodze zdominowania przez siebie sądownictwa oraz zmonopolizowania urzędów Królestwa i zabezpieczenia swojej pozycji majątkowej poprzez przejęcie części dóbr królewskich, powołała także zarządców (tutorów – provisores) poszczególnych ziem Królestwa. W okresie małoletniości króla sejm utwierdził nadrzędną nad monarchą pozycję reprezentanta Królestwa, władnego wyrażać zgodę na suwerenne rządy króla, co potwierdziło uroczyste zaprzysiężenie praw Królestwa przez Władysława III na sejmie rozpoczętym 8 grudnia 1438 roku w Piotrkowie.
Osiągnięcie przez Władysława III pełnoletniości zaostrzyło konflikt polityczny pomiędzy realnie sprawującymi władzę „starszymi doradcami” a pozbawionymi wpływów przy młodym królu „juniorami”. Próba osłabienia pozycji oligarchicznej wyższej rady koronnej poprzez wprowadzenie do sądów delegatów „juniorów” postulowana w zawiązanej 3 maja 1439 roku konfederacji nowokorczyńskiej została zbrojnie odparta przez wierne biskupowi Oleśnickiemu oddziały w bitwie pod Grotnikami 4 maja 1439 roku. Kolejnych prób zmiany ustroju na drodze militarnej w Polsce nie podejmowano.
Rola sejmów wzrosła ponownie w okresie faktycznego bezkrólewia po wyjeździe Władysława III na Węgry celem wzięcia udziału w wojnie o sukcesję po zmarłym 27 października 1439 roku królu Albrechcie II Habsburgu, do czego dążyli zainteresowani przejęciem władzy oligarchowie przewodzeni przez biskupa Oleśnickiego. Zjazdy doradców królestwa (consiliarii regni) odbywające się w kwietniu 1442 roku w Sieradzu i w dniach 24–29 sierpnia 1444 roku w Piotrkowie celem suwerennego ustalenia polityki finansowej i obronnej, zostały zwołane bez udziału monarchy przez namiestników Królestwa Jana z Czyżowa i Wojciecha Malskiego. Podjęły one uchwały zmieniające prawo celem ochrony granic i spokoju wewnętrznego, zajęły stanowisko ograniczające kompetencje króla w polityce zagranicznej i skarbowej oraz uchwaliły w tej sferze wiążące króla postanowienia, jednakże zgromadzeni nie zdecydowali się na przejęcie władzy w państwie, zobowiązując monarchę do wykonania podjętych decyzji. Ponadto sejm piotrkowski 1444 roku podkreślił swą nadrzędną rolę ustrojową w Królestwie, zakazując królowi zastawiania miast i zamków oraz uznając już dokonane zastawy za nielegalne, a także zabraniając przyjmowania hołdu lennego od Mołdawii w imieniu Węgier. Rzeczywista władza utrzymywana była jednak przez oligarchiczną grupę tworzącą tajną radę (privatum concilium) i przedstawiającą arbitralnie pozostałym uczestnikom sejmu decyzje do zatwierdzenia przez aklamację.
Śmierć króla Władysława III Warneńczyka 10 listopada 1444 roku w bitwie pod Warną zmusiła sejm koronny do objęcia pełnej władzy w Polsce, ustalenia początkowo niepewnych losów monarchy i podjęcia decyzji o przyszłości tronu oraz prowadzenia negocjacji z bratem zmarłego monarchy – Kazimierzem. Rozszerzył tym samym swoje kompetencje do podejmowania decyzji we wszystkich sprawach państwa. W konsekwencji bezkrólewia w latach 1444–1447 Sejm był już w pełni niezależną od dynastii instytucją Królestwa, posiadającą pełne i suwerenne uprawnienia do zarządzania Polską i reprezentujący Królestwo także wobec monarchy. Nowy król nie miał już możliwości zignorowania znaczenia sejmu i zmuszony został do stałej współpracy z przedstawicielami Królestwa, bez współdziałania których nie mógł wprowadzić w życie ani zmian prawnych ani postulatów politycznych. Pozycja monarchy zredukowana została do roli przywódcy elity, dążącego do wypracowania korzystnego dla siebie konsensusu pomiędzy frakcjami, chociaż król zachował pełnię władzy w decydujących sprawach nominacji na urzędy, sprawach skarbowych i polityki zagranicznej. Niemożność ominięcia przez króla reprezentacji społeczeństwa stanowego skutkowała walką polityczną Kazimierza IV o kształt sejmu walnego – król starał się o samodzielny wybór czasu, miejsca oraz składu sejmu. W odpowiedzi możni reagowali czasowym bojkotem udziału w radzie oraz niewykonywaniem podjętych pod ich nieobecność decyzji. Dążąc do pozbawienia rady nabytego w okresie bezkrólewie prawa do zwoływania sejmu, król usiłował przekształcić ją w swój pomocniczy organ doradczy, aby pozbawić ją suwerennego prawa do reprezentowania Królestwa.

## Polityka dynastyczna Jagiellonów

### Jagiellonowie w rywalizacji dynastii europejskich

#### Spadek po Ludwiku I Wielkim
Wygaśnięcie linii męskiej Andegawenów wraz ze śmiercią Ludwika I Wielkiego 10 września 1382 roku rozpoczęło zmagania pomiędzy dynastiami o objęcie tronów w państwach pod dotychczasowym panowaniem wygasłej dynastii. Plan podziału władztwa króla Ludwika I tworzył dwa dynastyczne bloki krajów rozdzielone Karpatami – luksemburski obejmujący Polskę i Brandenburgię, przeznaczony margrabiemu Zygmuntowi Luksemburczykowi oraz Węgry i Austrię zjednoczone pod panowaniem księcia Wilhelma Habsburga. Powołanie na tron Węgier starszej córki Ludwika, Marii, przez szlachtę węgierską 15 września 1382 roku obaliło te plany, a wybór Jagiełły na króla przez szlachtę polską wprowadził do dynastycznych zmagań nową dynastię – Jagiellonów. Sława zwycięstwa grunwaldzkiego oraz atrakcyjna dla odmiennych kulturowo peryferyjnych prowincji Unii Jagiellońskiej tolerancyjna forma rządów Jagiełły w Polsce spowodowała zainteresowanie opozycji na Węgrzech i w krajach czeskich polskim władcą, jako potencjalnym konkurentem panujących Luksemburgów. Otwierało to drogę do wpływów Jagiełły i jego rodziny w krajach Europy Środkowej.

#### Wojna domowa o sukcesję po Albrechcie II Habsburgu
Rywalizacja dynastyczna o trony Europy Środkowej została wznowiona na skutek bezpotomnej śmierci cesarza oraz króla Węgier i Czech, Zygmunta Luksemburczyka 9 grudnia 1437 roku. Władzę na Węgrzech po zagwarantowaniu praw węgierskiej szlachty objął mąż jedynej córki cesarza i jego wieloletni sojusznik, Albrecht II Habsburg. W królestwie czeskim doszło do konfliktu pomiędzy stronnictwem opowiadającego się za Habsburgiem Oldřicha z Rožmberka i kierowanym przez Jana z Rokcyan odłamem husytów przeciwnych tej decyzji, którzy powołali na tron młodszego z synów Jagiełły – Kazimierza Jagiellończyka. Wojnę domową trwającą do 24 czerwca 1439 roku wygrał Albrecht II Habsburg, poparty przez niechętną polsko-czeskiemu zbliżeniu Rzeszę Niemiecką. Zwycięzca odmówił udzielenia zgody na projektowane przez polskich możnowładców ze Zbigniewem Oleśnickim na czele małżeństwo polskiego królewicza Kazimierza z jego córką Elżbietą. Śmierć Albrechta II 27 października 1439 roku pozwoliła Oleśnickiemu wznowić plany przejęcia przez Jagiellonów tronu w Budzie i osadzenie na nim króla Polski, Władysława III. Sytuację zmieniły narodziny syna Albrechta II, Władysława V Pogrobowca, do których doszło po śmierci węgierskiego króla – pojawienie się męskiego następcy tronu przekształciło rywalizację dynastyczną w dwuletnią wojnę domową o panowanie na Węgrzech pomiędzy zwolennikami Jagiellonów a Habsburgów. Zakończył ją 8 września 1442 roku forsowany przez papieża Eugeniusza IV rozejm w Bratysławie. Po śmierci Władysława III Warneńczyka 10 września 1444 roku królem Węgier został Władysław Pogrobowiec, a jego starszą siostrę Elżbietę poślubił 10 lutego 1454 roku w Krakowie młodszy syn Jagiełły, Kazimierz IV Jagiellończyk.
Realna władza królewska w Czechach po śmierci Albrechta II Habsburga zanikła, krajem rządziły rady okręgów (landfrydów) pomimo formalnego uznania Władysława V Pogrobowca dziedzicem korony. W wyniku krótkotrwałej wojny domowej pomiędzy okręgami katolickimi i husyckimi czeskie stany uznały w 1448 roku regencję zwycięskiego husyckiego magnata Jerzego z Podiebradów. Elekcja władców narodowych nie zmieniła tradycji bliskich kontaktów dynastycznych pomiędzy Polską, Czechami i Węgrami, która przetrwała jako możliwy wybór dalszej drogi politycznej, postulowany przez poszczególne frakcje we wszystkich trzech królestwach. Szczególną sympatią w Polsce i w Czechach cieszyła się wspólna walka przeciwko niemczyźnie, jednakże sukcesją na tronie w Pradze w istotnym stopniu zainteresowani byli wszyscy władcy niemieccy ze względu na wykonywane przez króla Czech prawa elektorskie w Rzeszy. Odmiennie przedstawiała się sytuacja Węgier – zdaniem Henryka Wereszyckiego unia Węgier i Austrii leżała we wspólnym interesie miast i rycerstwa obydwu naddunajskich krajów naciskanych przez zagrożenie osmańskie, w związku z czym naturalnym dążeniem stanów było usunięcie przeszkód dla bliskiego związku.

### Rywalizacja Jagiellonów o sukcesję w Czechach i na Węgrzech w drugiej połowie XV wieku

#### Podstawy polityki dynastycznej Kazimierza IV
Kolejną fazę konfliktu dynastycznego otworzyła bezpotomna śmierć Władysława Pogrobowca 23 listopada 1457 roku. Prawa dynastyczne Jagiellonów wynikały z odziedziczenia ich przez syna Kazimierza IV Jagiellończyka i Elżbiety Habsburżanki Władysława Jagiellończyka, urodzonego 1 marca 1456 roku, natomiast prawa dynastyczne Habsburgów z pokrewieństwa ze zmarłym władcą czesko-węgierskim Albrechtem II. Sytuację komplikowało nieuznanie zasady dynastycznej sukcesji przez większą część elit możnowładczych i szlachty węgierskiej oraz czeskiej, niegodzącej się na uprzedmiotowienie krajów w ramach polityki dynastycznej rodów i zdecydowanie opowiadających się za elekcyjnością tronów w Budzie i Pradze.
24 stycznia 1458 roku królem Węgier wybrany został Maciej Korwin, natomiast w Czechach 2 marca 1458 roku tron objął dotychczasowy regent Jerzy z Podiebradów. Zaangażowany w kosztowną i przewlekłą wojnę trzynastoletnią oraz związany układem głogowskim z Jerzym z Podiebradów z maja 1462 roku Kazimierz IV Jagiellończyk początkowo nie podjął przeciwdziałania wobec elekcyjnych narodowych władców, jednakże narodziny kolejnych synów Kazimierza (ur. 3 października 1458), Jana Olbrachta (ur. 27 grudnia 1459), Aleksandra (ur. 5 sierpnia 1461) i Zygmunta (ur. 1 stycznia 1467) skłoniły parę królewską do walki politycznej o pozyskanie tronów dla dynastii. Król Kazimierz IV skorzystał ze starań papieża Pawła II o utworzenie anty-czeskiej koalicji i obalenie wyklętego 23 grudnia 1466 roku utrakwisty Jerzego z Podiebradów, podejmując negocjacje z zagrożonym krucjatą praskim władcą celem uzyskania następstwa dla swojego najstarszego syna. W odmienny sposób politykę papieża i wystosowane wiosną 1468 roku wezwanie katolickiego stronnictwa zawiązanego w Zelenej Horze wykorzystał król Węgier, Maciej Korwin: dysponując znacznymi środkami pieniężnymi oraz bazując na niechęci katolickich krajów Korony Świętego Wacława preszburską deklaracją o obronie katolików w Czechach z 8 kwietnia 1468 roku wypowiedział wojnę Jerzemu z Podiebradów i doprowadził do swojego wyboru na króla Czech przez katolickie stronnictwo 3 maja 1469 roku w Ołomuńcu.
W tej sytuacji uznanie przez czeskich utrakwistów zgromadzonych na sejmie w Pradze 5 czerwca 1469 roku następstwa Władysława II Jagiellończyka po Jerzym z Podiebradów oraz będąca konsekwencją śmierci Jerzego z Podiebradów 22 marca 1471 roku rywalizacja stronnictw skutkowały konfliktem pomiędzy Jagiellonami a Maciejem Korwinem. Węgierska propozycja pokojowa małżeństwa niepochodzącego z królewskiego rodu Korwina z córką pary królewskiej Jadwigą została odrzucona przez ambitną królową Elżbietę. Sytuację Jagiellonów pogarszało wystąpienie wraz z utrakwistami przeciwko wspierającej Węgry oficjalnej polityce papieskiej, skutkujące brakiem poparcia polityki dynastycznej w Polsce. W efekcie polityka dynastyczna Jagiellonów w drugiej połowie XV wieku prowadzona była chaotycznie, wbrew możliwościom politycznym, finansowym i militarnym Unii Jagiellońskiej oraz bez upewnienia się co do lojalności rodowej i bez sprecyzowanej strategii, w ściśle rodzinnym celu.

#### Konflikt o koronę Świętego Wacława
Pomimo uznania Władysława II Jagiellończyka za następcę tronu w Pradze stronnictwo utrakwistyczne, rozczarowane nieskutecznością polskiej pomocy dyplomatycznej i brakiem wsparcia w wojnie z Węgrami, podjęło po śmierci Jerzego z Podiebradów jeszcze jedną próbę porozumienia ze stronnictwem katolickim. Na skutek związków rodowych i terytorialnych pomiędzy przedstawicielami rywalizujących stronnictw doszło do wspólnej elekcji w Kutnej Horze, która rozważając różne kandydatury, nie doprowadziła do zgodnego wyboru. Pomimo próby zerwania obrad przez zwolenników Macieja Korwina większość uczestników obrała 27 maja 1471 roku Władysława II Jagiellończyka królem Czech, na co stronnictwo katolickie odpowiedziało w Jihlavie 28 maja 1471 roku wyborem Korwina. Żadna z elekcji nie uzyskała uznania papieża.
Po przyjęciu w Krakowie 16 czerwca 1471 roku warunków elekcji, obejmujących spłacenie długów Jerzego z Podiebradów oraz zobowiązanie do działań dyplomatycznych celem doprowadzenia do uznania w Europie kompaktów praskich, królewicz Władysław Jagiellończyk na czele polskiego wojska wspartego przez Piastów górnośląskich wyruszył do Pragi, gdzie 22 sierpnia 1471 roku został przez polskich biskupów ukoronowany na króla Czech jako Władysław II. Młodemu królowi zabrakło w obcym środowisku oparcia polskich oddziałów, które zostały wycofane do Polski celem wzięcia udziału w nieudanej wyprawie węgierskiej jego brata, królewicza Kazimierza. Brak szans na decydujące rozstrzygnięcie militarne i wyczerpanie obydwu stron oraz nacisk papieża Sykstusa IV doprowadziły 31 marca 1472 roku do zawarcia przez króla Polski Kazimierza IV i króla Węgier Macieja Korwina rozejmu, do którego włączono też króla Czech Władysława II. W Czechach skłócone stronnictwa przedłużyły zawieszenie broni do 1 maja 1473 roku.
Wskazując na konieczność solidarności krajów chrześcijańskiej Europy wobec wzrastającej presji Imperium Osmańskiego dyplomacja papieska usiłowała w drugiej połowie 1472 roku doprowadzić do porozumienia skonfliktowane stolice. Zjazd dyplomatyczny w Nysie trwający od 13 marca do 14 kwietnia 1473 roku ani kolejny zjazd w Opawie we wrześniu 1473 roku nie doprowadziły jednak do porozumienia. Na skutek akcji dyplomatycznej Jagiellonów cesarz Fryderyk III nieoficjalnie przyznał Władysławowi II tytuł króla będących częścią Rzeszy Niemieckiej Czech oraz uprawnienia elektora Rzeszy.
W odpowiedzi na uznanie godności Władysława II jako króla Czech, Maciej Korwin wsparł opozycję antyhabsburską w Austrii, co skłoniło cesarza Fryderyka III do zawarcia antykorwinowskiego sojuszu z Władysławem II 5–9 grudnia 1476 roku oraz udzielenia królowi Czech inwestytury wraz z przekazaniem dokumentów i regaliów 10 czerwca 1477 roku w Wiedniu. W reakcji król Maciej I 12 czerwca 1477 roku wypowiedział Austrii wojnę, zmusił rozproszone siły Władysława II do odwrotu do Czech i po zajęciu części terytorium Habsburgów wymusił na cesarzu Fryderyku III uznanie go 2 grudnia 1477 roku w Gmunden elektorem Rzeszy i królem Czech.
Pomimo toczących się u granic Czech wojen dynastycznych przywódcy skonfliktowanych stronnictw czeskich konsekwentnie przedłużali zawarty w 1474 roku pokój wewnętrzny i wymusili na Władysławie II i Macieju Korwinie uznanie stałości utrzymywanego stanu w układzie zawartym 28 marca 1478 roku w Brnie oraz uznanie powszechnej amnestii. Traktat pokojowy pozwalający obydwu monarchom zachować tytuł króla Czech, Władysławowi II panowanie w Czechach właściwych, a Maciejowi Korwinowi kontrolę nad Morawami, Śląskiem i Łużycami ratyfikowano podczas zjazdu w Ołomuńcu 21 lipca 1479 roku.

#### Wojna o koronę Świętego Stefana
W październiku 1470 roku Jagiellonowie i skonfliktowany z Maciejem I Korwinem cesarz Fryderyk III zawarli w Grazu porozumienie przeciwko węgierskiemu królowi. Kosztowna i prowadzona bez wyraźnych sukcesów wojna z Czechami, narastający konflikt z cesarstwem i pomijanie zagrożenia tureckiego wywołały na Węgrzech falę niezadowolenia z polityki króla Macieja I. Skutkował on spiskiem części magnatów pod przywództwem prymasa Jana Viteza, zmierzającym do detronizacji. Polska para królewska w porozumieniu z węgierską opozycją doprowadziła do wydania przez swojego drugiego syna Kazimierza 20 września 1471 roku w Krakowie proklamacji o objęciu dziedzicznego tronu Węgier i 2 października 1471 roku najemne wojska polskie, wycofane z Czech, wkroczyły na Węgry, aby poprzeć spiskowców. Dotarły wraz z królewiczem w rejon Nitry. Sejm w Budzie opowiedział się jednak we wrześniu 1471 roku po stronie króla Macieja I, uchwalając podatki, na skutek czego Korwin z łatwością pokonał wewnętrzną węgierską opozycję i zdążył przygotować się do obrony. Kazimierz Święty został wyparty przez Węgrów i powrócił do Polski w grudniu 1471 lub w styczniu 1472 roku. Pomimo że żadna strona nie była zdolna do dalszej ofensywy, rozpoczęcie wojny dynastycznej z Maciejem Korwinem skutkowało niszczącymi najazdami Węgrów na południowe pogranicze Polski oraz bazujących na Dolnym Śląsku czeskich oddziałów Korwina na Wielkopolskę. Ograniczający zniszczenia pokój polsko-węgierski magnaci obydwu stron zawarli w Spiskiej Starej Wsi nad Dunajcem 21 lutego 1474 roku, jednakże pokój dotyczył jedynie granicy polsko-węgierskiej. Na jego mocy Jagiellonowie zrzekli się pretensji do tronu Węgier za życia Macieja I Korwina.
Jagiellonowie wykorzystując zaniepokojenie wzrostem potęgi Korwina wśród sąsiadów Węgier wykorzystali czas na uzyskanie poparcia dyplomatycznego i po zawarciu antykorwinowskiego sojuszu z cesarzem Fryderykiem III, na zjeździe trwającym w dniach 11–13 marca 1474 roku w Norymberdze, Kazimierz IV i Władysław II Jagiellończyk zdecydowali się na wspólne polsko-czeskie decydujące uderzenie na utrzymywany przez Węgrów Wrocław. Pomimo zmobilizowania znacznych sił przez Jagiellonów, Maciej Korwin zdołał odeprzeć trwającą od września do listopada 1474 roku polsko-czeską ofensywę i strony zawarły 8 grudnia 1474 roku rozejm. Kosztowna polityka dynastyczna i konflikt z Węgrami były niepopularne wśród polskiej szlachty, która sprzeciwiając się wydatkom na ten cel, blokowała utworzenie stałego skarbu. W przedostatniej dekadzie XV wieku zrujnowany finansowo Kazimierz IV musiał zastawić suknię królowej i pieniądze pozyskiwać osobistymi zabiegami w sejmikach, kosztem poddania kontroli ich deputatów sposobów wydatkowania pozyskanych środków. Brak pieniędzy na dalsze finansowanie wojny oraz brak możliwości ich uzyskania w coraz bardziej przeciwnej polityce dynastycznej Polsce zmusił Kazimierza IV do czasowego odłożenia dalszych planów i zawarcia 2 kwietnia 1479 roku pokoju z Maciejem Korwinem. Zwycięski w prowadzonej od 1480 roku wojnie z Austrią król Węgier podpisał w 1483 roku antyjagielloński sojusz z władcą Moskwy, Iwanem III, umocnił swoją władzę na Węgrzech, w 1485 roku zajął Wiedeń i usunąwszy w latach 1488–1489 Piastów śląskich z Oleśnicy, Głogowa i Żagania, utworzył zależne od Węgier księstwo śląskie, jednakże nie zdołał zapewnić sukcesji swojemu nieślubnemu synowi Janowi.

#### Pozorny sukces polityki dynastycznej Jagiellonów
Po śmierci króla Macieja I Korwina 6 kwietnia 1490 roku pretensje do korony Świętego Stefana zgłosili – poza jego naturalnym synem Janem – legitymujący się układem z 1463 roku o następstwo po Korwinie Habsburgowie, Kazimierz IV Jagiellończyk, działający w imieniu swojego trzeciego syna Jana Olbrachta oraz występujący wbrew ojcu, najstarszy syn polskiej pary królewskiej Władysław II Jagiellończyk.
Pomimo wyboru przez część szlachty zebranej w Rakos 7 czerwca 1490 rok królewicza Jana Olbrachta i wkroczenia w lipcu 1490 roku wojsk polskich na Węgry, dążąca do osłabienia władzy królewskiej magnateria Węgier kierowana przez Stefana Zápolya, zdecydowała się obsadzić na tronie mało energicznego i pozbawionego silnego oparcia w Czechach Władysława II Jagiellończyka. Unia personalna czesko-węgierska pozwalała Węgrom także zażegnać konflikt z Czechami o zajęte przez Korwina Śląsk, Łużyce i Morawy i była silnie popierana przez magnaterię czeską. Po wymuszeniu na kandydacie daleko idących ustępstw 9 sierpnia 1490 roku Władysław II wjechał do Budy i 18 września 1490 został koronowany na króla Węgier. Wyparty przez czesko-węgierskie siły na Górne Węgry, Jan Olbracht zrzekł się pretensji do korony Świętego Stefana ugodą zawartą w Koszycach na skutek mediacji ojca obydwu kandydatów 26 lutego 1491 roku, w zamian za co otrzymał tytuł zwierzchniego księcia Śląska (dux supreus in Silesia) i władzę w zajętych przez Węgry śląskich księstwach głogowskim, żagańskim, opawskim i oleśnickim. Kolejna próba zbrojnego opanowania Budy przez Jana Olbrachta, podjęta bez współpracy z ojcem, została odparta przez Węgrów w bitwie pod Preszowem 1 stycznia 1492 roku, po której władztwo młodszego brata króla Węgier zostało ograniczone do księstwa głogowskiego.
Konflikt na dwa fronty uniemożliwił Władysławowi skuteczną obronę austriackich zdobyczy Macieja I Korwina przed Habsburgami i zmusił do zawarcia 7 listopada 1491 roku niekorzystnego pokoju w Pozsony, który pozwolił królowi Niemiec Maksymilianowi I Habsburgowi formalnie zachować tytuł króla Węgier i dał mu podstawę do ingerowania w wewnętrzne sprawy królestwa.
Wraz z koronacją Władysława II Jagiellończyka na króla Węgier w 1490 roku pod panowaniem Jagiellonów lub w krajach zależnych od nich znalazło się łącznie ponad 13 milionów ludzi, a władztwo dynastii objęło obszar ponad 1 500 000 kilometrów kwadratowych, jednakże jagiellońskiemu blokowi dynastycznemu brakowało także spójności politycznej. Elity poszczególnych krajów niechętne były dalszej integracji, a kraje rządzone przez Jagiellonów pozostawały we wzajemnych sporach o pograniczne ziemie. Realną władza w Czechach i na Węgrzech sprawowana była przez magnatów, niezależnie od woli króla Władysława II Jagiellończyka, wschodnie granice Litwy były silnie zagrożone przez Moskwę związaną z Habsburgami antyjagiellońskim sojuszem zawartym 22 kwietnia 1491 roku w Norymberdze, a zwierzchnictwo polskie nad sporną z Węgrami i silnie naciskaną przez napór Imperium Osmańskiego Mołdawią było jedynie teoretyczne.

### Klęska polityki dynastycznej Jagiellonów

#### Konflikty dynastyczne wewnątrz Domu Jagiellońskiego
W latach 1490–1493 południowe Węgry padły ofiarą tureckich najazdów, znacznie osłabiających państwo. W 1495 roku Węgry zawarły trzyletni rozejm z Turcją, nie koordynując polityki tureckiej z Polską. Uwikłany w liczne konflikty Władysław II Jagiellończyk nie zdołał przeciwdziałać stopniowemu zagarnianiu dochodów skarbu przez węgierskich magnatów.
Wysunięta przez niektórych możnowładców kandydatura króla czeskiego i węgierskiego Władysława II do objęcia także tronu w Polsce, po śmierci Kazimierza IV 7 czerwca 1492 roku, nie zyskała poparcia. Nieudolne panowanie oraz wyjazd Władysława II na Węgry doprowadziły do ostatecznego zniesienia praktycznej władzy królewskiej w Czechach – na mocy Konstytucji Władysławowskiej z 1500 roku realne zarządzanie przeszło w ręce stanów zorganizowanych w dwie izby z decydującym głosem magnatów, chociaż pewne wpływy na decyzje zachowały czeskie miasta.
Próbę koordynacji polityki rządzonych przez siebie państw przedstawiciele Domu Jagiellońskiego podjęli na zjeździe w Lewoczy, do jakiego doszło w okresie kwiecień–maj 1494 roku. Zjazd, w którym udział wzięli król Węgier i Czech Władysław II, król Polski Jan I Olbracht, ich młodszy brat Zygmunt Jagiellończyk, kardynał Fryderyk Jagiellończyk oraz mąż ich siostry Zofii, Fryderyk Hohenzollern, utwierdził pokój polsko-węgierski, ale nie doprowadził do wspólnych ustaleń w kluczowych sprawach: spornej pomiędzy Polską a Węgrami zależności lennej Mołdawii oraz przyszłości Zygmunta Jagiellończyka. W efekcie braku porozumienia pomiędzy państwami Domu Jagiellońskiego, dowodzone przez Jana I Olbrachta wojska polskie, prowadzące wyprawę do Mołdawii w sierpniu 1497 roku zostały podczas oblężenia Suczawy we wrześniu 1497 roku zaatakowane przez posiłkujące Mołdawian siły węgierskie, a poselstwo z Budy zażądało opuszczenia Mołdawii przez Polaków. Pod wpływem mołdawskiej klęski i niszczącego najazdu Turków na Lwów i Przemyśl w maju 1498 roku król Jan I Olbracht zmuszony został do zrzeczenia się tytułu zwierzchniego księstwa Śląska 20 listopada 1498 roku, który król Węgier Władysław II Jagiellończyk zobowiązał się przywilejem nadanym stanom śląskim w 1498 roku powierzać miejscowemu księciu, przekazując jednocześnie wszystkim książętom prawo bicia monety, a przedstawicielstwom stanowym władzę sądowniczą i administrację podatkową.
Zawarty 15 kwietnia 1498 roku w Krakowie traktat polsko-węgierski przywrócił pokój, ustanawiając wspólną strefę wpływów w podporządkowanej Węgrom Mołdawii, a działający znów wspólnie Jagiellonowie podjęli próbę umocnienia swojej pozycji poprzez zawarcie 14 lipca 1500 roku skierowanego przeciwko Turcji i Habsburgom traktatu jagiellońsko-francuskiego w Budzie, umocnionego małżeństwem Władysława II Jagiellończyka z kuzynką królowej Francji Anną de Foix w 1502 roku. Trwałą współpracę w ramach Domu Jagiellońskiego uniemożliwiały odmienne strategie polityczne wobec ekspansji Imperium Osmańskiego: po zawarciu 19 lipca 1501 roku trwałego rozejmu w Stambule Polska unikała dalszych konfliktów z Turcją, permanentnie przedłużając rozejm, podczas gdy Węgry w 1501 roku zaangażowały się w prowadzoną do 1503 roku koalicyjną wojnę antyturecką po stronie Państwa Kościelnego i Republiki Weneckiej. Wojna wypowiedziana z inicjatywy króla Władysława II bez poparcia szlachty nie przyniosła Węgrom żadnych korzyści wobec niemożności zmobilizowania szlacheckich oddziałów lub zgromadzenia funduszy na opłacenie wojska.
Po śmierci Jana I Olbrachta 17 czerwca 1501 roku wielki książę Aleksander Jagiellończyk, ignorując starszeństwo brata Władysława II, przyjął 3 października 1501 roku koronę Królestwa Polskiego i na wiosnę 1502 roku odrzucił węgierską propozycję ustanowienia utrzymywanego przez dwór w Budzie Zygmunta Jagiellończyka księciem Litwy, co skutkowało wzrostem napięcia w Domu Jagiellońskim. Kolejna propozycja węgierska nadania Zygmuntowi namiestnictwa Prus Krzyżackich utrudniała Polsce przywrócenie permanentnie kwestionowanej zwierzchności lennej nad zakonem krzyżackim i także została odrzucona, więc ostatecznie Władysław II Jagiellończyk zgodził się osadzić swojego brata na Śląsku jako namiestnika węgierskiego. Interwencja dyplomatyczna Władysława II w obronie praw dzieci zmarłego 23 października 1503 roku księcia Konrada III Rudego uniemożliwiła inkorporację Mazowsza do Polski w 1504 roku i wymusiła na królu Aleksandrze podjęcie jesienią tego samego roku decyzji o oddaniu gubernatorstwa Prus Zygmuntowi, do czego jednak ostatecznie nie doszło. We wrześniu 1502 roku wojska hospodara mołdawskiego Stefana III Wielkiego z nieoficjalnym poparciem magnatów węgierskich zajęły polskie Pokucie. Projekt dyplomatycznego rozwiązania kryzysu pokuckiego i przywrócenie zwierzchności lennej Polski nad Mołdawią poprzez małżeństwo następcy Stefana III Bogdana III Jednookiego z siostrą królów Władysława II i Aleksandra Jagiellończyka, Elżbietą Jagiellonką, pomimo zawarcia 16 lutego 1506 roku traktatu przedmałżeńskiego, nie doszedł do skutku.
Konflikty dynastyczne i dyplomatyczne uniemożliwiły Królestwu Polskiemu koordynację polityki jagiellońskiej wobec konfliktów wewnętrznych na Węgrzech. Średnia szlachta wystąpiła przeciwko warunkom pokoju z Habsburgami, tworząc antymagnackie stronnictwo narodowe, kierowane przez Jana Zápolya. Grożąc detronizacją króla Władysława II doprowadziło ono do zerwania w 1505 roku warunków pokoju z Pozsony i wojny z Austrią, zakończonej węgierską przegraną w 1506 roku i umocnieniem wpływów cesarza Maksymiliana nad Dunajem. Wobec walki szlachty ze wspieraną przez Habsburgów magnaterią reformy wojskowe i skarbowe Macieja I Korwina zostały obalone, stałe wojsko najemne uległo likwidacji i Węgry przestały być zdolne do skutecznej reakcji na turecki nacisk militarny.

#### Katastrofa Jagiellonów czesko-węgierskich
Po śmierci Aleksandra Jagiellończyka 20 sierpnia 1506 roku objęcie tronu Litwy 20 października 1506 roku oraz Polski 7 grudnia 1506 roku przez Zygmunta I Starego zakończyło konflikty w obrębie Domu Jagiellońskiego – Władysław II sprzyjał kandydaturze najmłodszego brata i jego sukcesję uzgodnił wcześniej z królem Aleksandrem. Jednocześnie Zygmunt I bardzo poważał najstarszego brata, któremu zawdzięczał utrzymanie na dworze w Budzie po śmierci ojca oraz namiestnictwo księstwa głogowskiego i opawskiego. Do ściślejszej współpracy Litwy i Polski oraz Węgier jednak już nie doszło z uwagi na odmienne cele polityczne – Polska zmuszona była do zaangażowania w konflikty na północy z Zakonem i północnym zachodzie z Moskwą, a kluczowym problemem Węgier pozostawała silna presja Imperium Osmańskiego najeżdżającego południowe granice. Skonfliktowana z magnatami partia szlachecka Jana Zápolya nie uzyskała poparcia króla Władysława II, który usiłował oprzeć politykę na poparciu Habsburgów. Niepewna pozycja Jagiellonów na Węgrzech zmusiła Zygmunta I do potwierdzenia węgierskiej zwierzchności nad Mołdawią, pomimo pokonania wspieranych przez Turków Mołdawian przez wojska polskie pod Chocimiem 4 października 1509 roku.
Naciskany przez Osmanów król Władysław II Jagiellończyk, licząc w 1509 roku na wsparcie papieża Juliusza II i cesarza Maksymiliana I w organizacji krucjaty antytureckiej, dyplomatycznie poparł zakon krzyżacki w staraniach o zrzucenie obowiązku złożenia hołdu królowi polskiemu i bronił stanowiska Zakonu na zjeździe pojednawczym w Poznaniu w czerwcu 1510 roku. Słabość sił węgierskich uniemożliwiła jednak podjęcie istotnych działań zbrojnych. Zgoda Władysława II Jagiellończyka na ślub Zygmunta I z poddaną węgierską Barbarą Zápolya, siostrą Jana, do którego doszło 8 lutego 1512 roku, naruszała prohabsburską politykę króla Węgier umacniając pozycję przywódcy szlachty.
Próby sformowania przeciwko presji tureckiej wojska opartego na szlachcie nie powiodły się, a próba zmobilizowania chłopów pod hasłami antymuzułmańskiej krucjaty, doprowadziła 23 maja 1514 roku do wybuchu wojny chłopskiej przeciwko obciążeniom fiskalnym, co zakończyło się dezorganizacją królestwa węgierskiego. Pozbawiony przez magnatów finansów Władysław II Jagiellończyk zmuszony został do poszukiwania poparcia dyplomatycznego u brata Zygmunta I w sporze z Habsburgami. Wspólna dyplomatyczna akcja jagiellońska wobec Austrii umożliwiła 22 lipca 1515 roku zawarcie układu, na mocy którego cesarz Maksymilian I wycofał się z wrogich Polsce sojuszy z Moskwą i Zakonem za cenę potwierdzenia układów o następstwie Habsburgów w przypadku wygaśnięcia Jagiellonów węgierskich. Dynastię Jagiellonów w 1515 roku reprezentowali już jedynie trzej męscy przedstawiciele, co dawało znacznie liczniejszym Habsburgom pewność następstwa.
Śmierć Władysława II Jagiellończyka 13 marca 1516 roku i sukcesja jego młodocianego syna Ludwika pogorszyły sytuację Węgier, umożliwiając przejęcie całości władzy i dochodów przez otaczających króla magnatów. W 1519 roku wybuchła otwarta wojna pomiędzy stronnictwem szlacheckim a partią magnacką. Nie udała się wspólna jagiellońska akcja dyplomatyczna zmierzająca do zawarcia trwałego pokoju obydwu królestw jagiellońskich z Turcją, a słabość pogrążonego w chaosie królestwa przyciągnęła kolejny najazd turecki. Imperium Osmańskie, pod rządami panującego od 1520 roku sułtana Sulejmana Wspaniałego wznowiło zdecydowany nacisk militarny na Europę i w sierpniu 1521 roku Turcy zdobyli twierdze Belgrad i Zemun. Pomoc przysłana na Węgry przez Polskę przybyła za późno, aby obronić kluczowe węgierskie twierdze chroniące królestwo od południa.
W 1525 roku zaangażowana w wojnę pruską i sukcesję mazowiecką Polska nie była w stanie udzielić Węgrom żadnej pomocy. Wspólna dyplomatyczna akcja jagiellońska w 1525 roku mająca na celu uniknięcie wojny z Turcją nie powiodła się – Polska i Imperium Osmańskie zawarły 18 października 1525 roku trzyletni rozejm z Turcją w Stambule, ale sułtan Sulejman Wspaniały odmówił zawarcia rozejmu z Węgrami. Ostrzeżony o wyniku misji dyplomatycznej Ludwik II Jagiellończyk nie był w stanie przygotować królestwa do obrony, a partia szlachecka Jana Zápolya walczyła przede wszystkim z prohabsburską partią dworską. W lipcu 1526 roku najazd turecki zdobył twierdzę Pétervárad, a Ludwik II wyruszył z odsieczą nie czekając na posiłki z Czech, Siedmiogrodu i Chorwacji. Ostatni z Jagiellonów czesko-węgierskich Ludwik poległ w bitwie pod Mohaczem 29 sierpnia 1526 roku.

### Następstwa jagiellońskiej polityki dynastycznej
Zgodnie z umową wiedeńską z 1515 roku królem Czech po śmierci Ludwika II został decyzją sejmu czeskiego z 23 października 1526 roku arcyksiążę Ferdynand I Habsburg. Usiłując zachować elekcyjną zasadę obioru monarchy szlachta węgierska powołała 10 listopada 1526 roku na tron byłego szwagra Zygmunta I, Jana Zápolya, jednakże wspierany przez magnatów Ferdynand I Habsburg pokonał jego zwolenników i zmusił go do emigracji do Polski. Przejęcie władzy w królestwach czeskim i węgierskim przez Habsburgów pozbawiło Polskę jakichkolwiek korzyści politycznych z jagiellońskiej polityki dynastycznej.
Jan Zápolya uzyskał w styczniu 1528 roku z pomocą polskiej dyplomacji obietnicę poparcia ze strony Sulejmana Wspaniałego. Polska wzmocniła pozycję Jana Zápolya poprzez małżeństwo z córką Zygmunta I Izabelą Jagiellonką, zawarte w 1539 roku. Ofensywa turecka wiosną 1541 roku odparła oblegające Budę wojska Habsburgów i trwale zajęła środkowe Węgry. Władza węgierska utrzymała się w Siedmiogrodzie, który stał się lennem tureckim.
Po trzecim małżeństwie Zygmunta II z Katarzyną Habsburg w 1551 roku Izabela Jagiellonka została przez zwolenników Habsburgów zmuszona do emigracji z Siedmiogrodu do Polski. Po zawarciu w marcu 1554 roku przedłużonego pokoju polsko-tureckiego Izabella Jagiellonka 22 października 1566 roku z synem Janem Zygmuntem Zápolya wróciła do Siedmiogrodu, który pozostał ośrodkiem węgierskiej tożsamości i niezależności politycznej. Po śmierci Izabeli w 1559 roku i bezpotomnej śmierci Jana Zygmunta Zápolya w 1571 roku niezależny sejm siedmiogrodzki wybrał Stefana Batorego nowym księciem Siedmiogrodu.

## Następstwa epoki jagiellońskiej w Polsce
Kluczowy problem całej dynastii Jagiellonów polegał na braku męskich potomków monarchów. Już Władysław Jagiełło nie mógł doczekać się syna. Dopiero z czwartą żoną doczekał się trzech synów, z których tylko jeden miał dzieci. Wieloletnia niepewność co do następcy tronu doprowadziła do trwałej likwidacji ustrojowej zasady dziedziczności tronu w Królestwie Polskim. Z sześciu synów Kazimierza Jagiellończyka, tylko trzech w ogóle się ożeniło, a jedynie Władysław i Zygmunt mieli dzieci. Zarówno Ludwik, jak i jego kuzyn Zygmunt II nie mieli legalnych potomków.
W roku 1573 dokonano pierwszej wolnej elekcji. Na króla został wybrany Henryk Walezy, królewicz francuski. Miał on poślubić Annę Jagiellonkę, siostrę Zygmunta II Augusta. Po ucieczce Walezego do Francji, królem został wybrany Stefan Batory książę siedmiogrodzki. Poślubił Annę Jagiellonkę, która wcześniej została ogłoszona królem Polski.
Anna Jagiellonka doprowadziła w 1587 roku do wyboru na króla Polski Zygmunta III Wazy, królewicza szwedzkiego, syna Katarzyny Jagiellonki, siostrzeńca swojego i Zygmunta Augusta oraz wnuka Zygmunta Starego.

## Finanse Jagiellonów

### Podstawy skarbowości Unii Jagiellońskiej

#### Wydatki i dochody monarchów jagiellońskich
W schyłkowym średniowieczu Król Polski zobowiązany był do realizowania wszelkich wydatków korony. W szczególności utrzymywał dwór królewski i przybyłych posłów zagranicznych oraz uposażał posłów wysyłanych za granicę i wynagradzał osoby zasłużone królowi lub królestwu. Wynagrodzenie osób sprawujących funkcje państwowe finansowały dobra lub opłaty związane z urzędami, a wyjątkowo krakowskie kopalnie soli. Króla najsilniej obciążała konieczność ponoszenia rosnących wydatków na wojskowość, związanych z koniecznością utrzymywania od połowy XV wieku wojsk najemnych i zaciężnych.
Monarcha na potrzeby obciążających go wydatków swobodnie dysponował dochodami z należących do niego nieruchomości (dóbr królewskich), a ponadto dochodami z małopolskich kopalń i ruskich warzelni soli oraz częścią dochodów kopalń ołowiu i srebra. Źródłem poważnych dochodów króla były wpływy z ceł i opłat drogowych, opłat uiszczanych przez królewskie miasta, niektóre klasztory i Żydów w zamian za stosowane w okresie Piastów świadczenia na rzecz podróżującego króla i jego posłańców. Sporadycznie król pozyskiwał dochody z bicia monety, miasta królewskie płaciły także daninę z okazji koronacji królewskiej. Szlachta zgodnie z przywilejem koszyckim z 1374 roku zobowiązana była do opłacania stałego podatku w wysokości 2 groszy rocznie od uprawianego łanu chłopskiego, przywilej z 1381 roku ograniczył podatki płacone przez duchowieństwo do 2 groszy z łanu chłopskiego oraz 4 groszy z łanu dóbr klasztornych. Inkorporacja Pomorza w 1454 roku i Inflant w 2 połowie XVI wieku roku zwiększyła dochody króla o opłaty portowe.

#### Znaczenie dóbr królewskich dla finansowania wydatków państwowych
Najistotniejszym źródłem dochodów monarchów z dynastii Jagiellonów w Polsce były dochody z dóbr królewskich – nieruchomości znajdujących się w jego bezpośrednim posiadaniu. Jagiellonowie odziedziczyli po Piastach prawo do dużych tronowych majątków ziemskich, obejmujących scaloną w 1368 roku przez Kazimierza III Wielkiego domenę, na którą składały się pola uprawne, lasy i łąki oraz kopalnie. Własne majątki Jagiellonów na Litwie stanowiące majątek ziemski stopniowo przeszły w ręce magnaterii jako darowizny, zastawy lub zabezpieczenie wydatków dostojników. Władcom pozostały dobra przejmowane po wygasłych rodach oraz majątek osobisty hospodarski finansowany z danin, ceł, myt i karczem.
Szacunkowo ocenić można rozmiar domeny królewskiej na około 30% powierzchni Królestwa Polskiego. Obejmowała ona około 300 miast i ponad 3500 wsi. Po reformie Kazimierza III Wielkiego kompleksami dóbr królewskich administrował starosta lub wielkorządca, oddając część dochodów skarbowi. Pozostała część stanowiła utrzymanie budynków publicznych i twierdz oraz administracji sądowej i policyjnej, a także dochód starosty.

### Jagielloński kryzys finansów

#### Upadek domeny koronnej podczas rządów Jagiellonów
Piastowska domena ulegała stopniowemu zmniejszeniu od czasów panowania Ludwika I, jej redukcję pogłębiły nadania i alienacje na rzecz magnatów i sojuszników z okresu panowania Władysława II Jagiełły. Do znacznego zubożenia domeny królewskiej doszło w trakcie prowadzonej przez Władysława III wojny domowej na Węgrzech w latach 1440–1444: poprzez masowe zastawy na rzecz możnych osób prywatnych finansujących węgierską politykę królewską pożyczkami, król pozbawił się posiadania znacznej części dóbr. Upadek domeny osłabił państwo, a fortuny magnackie powstawały kosztem dóbr koronnych. Jak wskazuje Paweł Jasienica w „Polsce Jagiellonów”: „Skarb koronny popadł w ruinę, z której nie miał się już nigdy podźwignąć. Na zawsze przepadł główny wspornik polityki piastowskiej, czyli zdecydowana przewaga materialna panującego nad poddanymi. W przyszłości miało być w Polsce akurat odwrotnie – bogate możnowładztwo, szczególnie duchowne, nędzarskie państwo”.
Polska szlachta konsekwentnie żądała zakazu oddawania dóbr pod zastaw, uzyskując ustanowienie prawa o zakazie zbywania przez monarchę finansujących zaopatrzenie dworu królewskiego wielkorządów w 1440 roku. Rujnujące skarb państwa finansowanie udziału w wojnie domowej na Węgrzech zmusiło sejm (radę doradców Królestwa) obradujący w Piotrkowie w sierpniu 1444 roku do zajęcia stanowiska ograniczającego kompetencje króla w polityce skarbowej oraz uchwalił wiążące króla postanowienia. Wdrożenie środków zmierzających do sanacji skarbowości szlachta pozostawiła nowemu królowi, zmuszonemu do współpracy z przedstawicielami Królestwa, pozostawiając mu władzę w sprawach skarbowych.
W trakcie swojego panowania Kazimierz IV usiłował we współpracy ze szlachtą odzyskać zastawione dobra królewskie, lecz nieustanna konieczność ponoszenia wysokich kosztów prowadzenia wojen z zakonem krzyżackim oraz wojen dynastycznych uniemożliwiła mu konsekwentne dążenie do tego celu. Ponadto pod koniec panowania rosnące trudności zmusiły go do pozyskiwania poparcia magnatów drogą rozdawnictwa dóbr nowo zasiedlanych. Pod wpływem żądań szlachty Kazimierz IV w statutach nieszawskich z 1454 roku zgodził się nie zastawiać starostw grodowych, w których funkcjonowały sądy i dobra królewskie traktować także jako źródło finansowania obrony królestwa. W 1478 roku Kazimierz IV nieważność zastawów rozszerzył na dobra królewskie położone w ziemi sandomierskiej. Jagiellonowie konsekwentnie dążyli też do uzależniania nominacji biskupów, administrujących dochodowymi uposażeniami (beneficia) biskupimi, jedynie od woli monarchy.

#### Reakcja szlachty na kryzys finansów Unii Jagiellońskiej
Przewaga polityczna wywodzącej się z budujących majątek na posiadanych dobrach królewskich urzędników magnaterii budziła niechęć mas średniej szlachty, utrzymującej się z dochodów z własnych folwarków. Ruch szlachecki, zmierzając do pozbawienia znaczenia politycznego starych magnatów podjął działania podkopujące ekonomiczne podstawy potęgi możnowładztwa oferując w zamian za realizację swoich postulatów współpracę w przezwyciężaniu narosłych problemów politycznych młodszym synom Kazimierza IV. Wykorzystując te tendencje król Jan I Olbracht antymagnacką propagandą skłonił sejmiki do udzielenia posłom na sejm w lutym 1493 roku w Piotrkowie mandatu do uchwalenia podatków na wykup zastawionych dóbr królewskich. Szlacheckie żądania ograniczeń łączenia urzędów utrzymywanych z dochodów z określonych dóbr (incompatibilia) zakończyły się wywalczeniem generalnego zakazu zbywania i zastawiania dóbr bez zgody Senatu lub izby poselskiej na zjeździe w Piotrkowie w 1496 roku, gdzie król Jan I potwierdził nieważność zastawów starostw grodowych. Skonfiskowane przez Jana I Olbrachta majątki szlachciców którzy nie stawili się na wyprawę bukowińską nie wzmocniły majątku królewskiego, gdyż monarcha rozdał je swoim zwolennikom budując stronnictwo królewskie.
Pomimo podjętych działań zaradczych i wprowadzonych ograniczeń w zbywaniu majątków domeny królewskiej negatywne skutki jej umniejszania przez cały okres panowania Jagiellonów osiągnęły apogeum za panowania Aleksandra Jagiellończyka. Ruina finansów Królestwa, rządzonego przez magnatów w zastępstwie nieobecnego króla, wywołała zdecydowaną reakcję średniej szlachty. Pod wpływem podjętej przez nią na sejmie piotrkowskim w 1504 roku uchwały król uznał dalsze darowizny i zastawy dóbr królewskich za nielegalne, z wyjątkiem zastawów za zgodą senatorów lub izby poselskiej na pilne potrzeby. Nawet w takim przypadku jedynym dopuszczalnym sposobem dokonania zastawu było zawarcie umowy o potrącaniu przez zastawnika dochodów z zastawionej nieruchomości do czasu całkowitej spłaty długu. Uszczegółowione zostały też kompetencje zarządzających domeną urzędników.
W konsekwencji skutecznych działań kierowanego przez Jana Łaskiego obozu szlacheckiego szlachta uzyskała prawne możliwości kontrolowania domeny królewskiej i skutecznego zapobiegania jej dalszemu pomniejszaniu. Przestrzeganie zakazu zbywania dóbr i walka o odzyskanie bezprawnie zbytych przez monarchów nieruchomości stały się głównym postulatem ruchu egzekucyjnego.

### Pierwsze reformy finansowe w okresie jagiellońskim

#### Znaczenie podatków
Pobór podatków od czasu przywileju koszyckiego z 1374 roku każdorazowo wymagał zgody szlachty, przeznaczającej zgromadzone środki na określony cel, wymagający nadzwyczajnych wydatków. W pierwszej połowie XV wieku szlachta zgadzała się na opodatkowanie sporadycznie, później opodatkowanie zdarzało się coraz częstsze, a w niektórych okresach corocznie. Szlachta uchwalała pobór w wyższej niż 2 grosze wysokości z każdego uprawianego łanu kmiecego oraz od poszczególnych przedsięwzięć – wiatraków, młynów, tartaków czy foluszy. Wraz z uchwaleniem podatku od szlachty ustanawiano proporcjonalne podatki miejskie od znajdujących się w miastach warsztatów, domów i majątku. Podatki miejskie od XVI wieku kontyngentowano, uchwalając ich zbiorczą wysokość i pozostawiając wybór sposobu poboru od mieszczan władzom miast, a od Żydów regularnie pobierano pogłówne. Dochody podatkowe z bogatych miast uszczuplało nadawanie im przez monarchów jagiellońskich przywilejów statuujących ulgi podatkowe celem utrzymania i modernizacji piastowskich fortyfikacji. Podatki od alkoholu uchwalano wraz z poborem podatków od szlachty począwszy od drugiej połowy XV wieku. Jedynie wyjątkowo podatki płaciło duchowieństwo w formie zasiłku dobrowolnego (subsydium charitativum).
Szlachta w trakcie panowania Kazimierza IV pod wpływem klęsk poniesionych przez pospolite ruszenie w trakcie wojny trzynastoletniej kilkakrotnie zgodziła się na opodatkowanie czynszów, celem opłacenia oddziałów najemnych, odmówiła jednak uchwalenia podatków na cele wojny dynastycznej o opanowanie przez Jagiellonów Czech i Węgier w marcu 1472 roku oraz kwietniu 1477 roku. Pomimo pozyskania przez koronę bogatych dóbr odebranych zakonowi krzyżackiemu na Pomorzu po wojnie trzynastoletniej, monarcha w wyniku zastawów utracił dochody i aktywna polityka była możliwa jedynie po uchwaleniu nadzwyczajnych podatków przez szlachtę. Kryzys finansów będący efektem kosztów polityki dynastycznej Kazimierza IV sięgnął takich rozmiarów, że zmusił króla do zastawienia sukni królowej Elżbiety Habsburżanki i kupowania żywności dla dworu na kredyt.

#### Próby reformy skarbowości koronnej w drugiej połowie XV wieku
Częściową próbę uzdrowienia finansów podjął następca Kazimierza IV – Jan I Olbracht. Objąwszy panowanie jako król elekcyjny, pozbawiony rodowych dochodów z Litwy i nie dysponujący zasobami krajowymi zmuszony był zwrócić się o finansowanie swojej polityki do szlachty. Celem uzyskania poparcia król przedstawił sejmikom wybierającym posłów na zjazd do Piotrkowa w 1493 roku cele swojej polityki i wezwał sejmiki do udzielenia posłom mandatów do uchwalenia odpowiednich podatków. W odpowiedzi na zaprzysiężenie 14 lutego 1493 roku dotychczasowych uprawnień szlachty i zobowiązanie się do ich rozszerzenia zgromadzenie sejmowe poparło królewskie plany i uchwaliło podatki, a także powierzyło królowi prawo do dysponowania zgromadzonymi funduszami bez żadnej kontroli. Pozwalało to na czas działań wojennych zmobilizować zawodowe oddziały wojskowe, jednak utrzymanie stałego wojska najemnego wymagało uchwalenia stałych podatków przeznaczonych na ten cel. Projekty takiego podatku przedstawiane od czasów wojny trzynastoletniej nie doszły do skutku. Jedynie wyjątkowo monarchowie potrącali utrzymanie wojska z danin i opłat kościelnych za zgodą papieży. Rosnące koszty prowadzenia działań wojennych stopniowo zwiększały znaczenie sporu politycznego o rozstrzygnięcie kwestii finansowania wojska – jedynie zapewnienie stałego utrzymania żołnierzy zawodowych pozwalało zreformować ustrój, gdyż w przeciwnym przypadku król zmuszony był do corocznego kierowania do szlachty apelu o zgodę na podatki.

### Skarbowość Unii Jagiellońskiej w okresie przełomu

#### Polityka skarbowa Zygmunta I Starego
Obejmując tron Polski 7 grudnia 1506 roku król Zygmunt I Stary odziedziczył bardzo trudną sytuację skarbową, na którą składały się niskie dochody z pozostałych w dyspozycji monarchy królewszczyzn i wysokie długi skarbu oraz konieczność ponoszenia wysokich wydatków związanych z wojną z Moskwą. Priorytetowa konieczność szybkiego pozyskania środków celem finansowania wojska nie pozwoliła czekać na wpływ uchwalonych przez sejm podatków i zmusiła króla do zmian w grupie nieudolnie rządzących wcześniej oligarchów. Najważniejsze stanowiska we władzach objęli współpracownicy Zygmunta I, którzy uprzednio zarządzali księstwem głogowskim i reprezentowali królewicza Zygmunta w negocjacjach z braćmi o własne władztwo. Praktykowany przez monarchę zwyczaj nieformalnego nadania starostw wybranym osobom pozwalał królowi zapewnić sobie dalszą lojalność wynagrodzonych nimi królewskich stronników, którym w przypadku niepodporządkowania się polityce króla groziło łatwe odebranie nadań. Wdrożeniem programu uzdrowienia skarbu i pozyskaniem pożyczek na opłacenie wojsk zawodowych oraz wykupem dla skarbu zastawionych dóbr królewskich kierowali Andrzej Kościelecki oraz Jan Boner, zaufany pożyczkodawca Zygmunta I z czasów przedkrólewskich. Akcję odzyskiwania dóbr należących do domeny król Zygmunt I przeprowadził poprzez zawieranie korzystnych dla skarbu ugód z wierzycielami.
W 1520 roku królowi Zygmuntowi I udało się uzyskać jednorazową zgodę szlachty na zapłatę podatku pogłównego, jednak zawieszenie broni w wojnie pruskiej 10 kwietnia 1521 r. ostatecznie skonfliktowało Zygmunta I ze stronnictwem szlacheckim. Przedstawiciele średniej szlachty wystąpili przeciwko otaczającej króla oligarchii powiązanej wzajemnie osobistymi związkami magnatów oraz odmówili dalszych prac nad reformą skarbowo-wojskową. Podjęte przez króla próby przeprowadzenia reformy wojskowej pospolitego ruszenia zakończyła się niepowodzeniem. Pomimo że sejmik wielkopolski w Kole zgodził się zamienić obowiązek stawienia szlachty w ramach pospolitego ruszenia na obowiązek podatkowy pod rygorem konfiskaty majątku, to nie zgodził się uchwalić ponoszenia kosztów utrzymania wojsk do momentu utworzenia osobnego skarbu na ten cel. Król Zygmunt I nie był w stanie udzielić szlachcie gwarancji opłacania odpowiednich kwot przez magnatów. W tej sytuacji szlachta obawiająca się nadużywania sankcji konfiskaty majątku oraz tego, że w konsekwencji uchwalenia stałych podatków utraci narzędzie politycznego nacisku w postaci konieczności zabiegania przez króla o coroczne uchwały podatkowe, odmówiła dalszych prac nad reformą. Dodatkowo szlachtę oddalało od króla jego fachowe zaplecze mieszczańskie – szlachta obawiała się zdobycia przez patrycjat krakowski wpływów na kierowanie polityką.

#### Odbudowa domeny królewskiej w okresie panowania Zygmunta I Starego
Po zawarciu rozejmu z Wielkim Księstwem Moskiewskim jesienią 1522 roku po raz pierwszy od objęcia panowania przez Zygmunta I Unia Jagiellońska nie była zmuszona do prowadzenia kosztownych wojen na dwa fronty. Nie mogąc uzyskać zgody na całościową reformę finansów od skłóconej z jego magnackim otoczeniem izby poselskiej, król Zygmunt I Stary przekształcił ją w organ stabilizacji finansowej, podejmujący coroczne uchwały podatkowe celem utrzymanie oddziałów broniących granic. Osiągnął to skutecznie wpływając na wybór posłów przez sejmiki przy pomocy wiernych sobie magnatów oraz szantażował masy szlacheckie możliwością zwołania pospolitego ruszenia za zgodą senatu w przypadku odmowy poparcia polityki podatkowej króla. Król Zygmunt I skutecznie omijał także sprzeciw izby poselskiej co do uchwał podatkowych poprzez odwoływanie się do poszczególnych sejmików. Dodatkowe środki na obronę granic król Zygmunt I do 1543 roku pozyskiwał potrącając, za zgodą Kościoła, kwoty na obronę przed niewiernymi ze świętopietrza. Z kwot tych utrzymano stałą armię zawodową liczącą 2-3 tysiące kawalerii i kilkuset żołnierzy piechoty oraz przeprowadzono reformę polskiej artylerii.
Osobny majątek stworzyła druga małżonka króla Zygmunta I Starego – królowa Bona – inwestując po 1518 roku swój posag w nabycie nieruchomości w zacofanych ziemiach Polski oraz w wykup zastawionych królewszczyzn. Powiększała swoją własność uzyskując nadania królewskie na przyłączonym do Korony w 1526 roku Mazowszu oraz wymuszając od litewskich magnatów zwrot części bezprawnie dzierżonych dóbr jagiellońskich w Wielkim Księstwie Litewskim. Na skutek racjonalnej polityki gospodarczej podnoszącej poziom cywilizacyjny posiadanych majątków i korzystnych wymian nieruchomości Bona zgromadziła duży majątek, przynoszący jej roczny dochód 54 000 złotych w Polsce i 34 000 złotych na Litwie. Ponadto czerpała roczne dochody w wysokości 20 000 złotych ze swoich rodowych majątków w Bari. Z dochodów tych sfinansowała dalsze inwestycje w posiadanych nieruchomościach oraz budowę i unowocześnienie twierdz broniących Podola od strony Tatarów i Mazowsza od strony Prus.
Pomimo że sejm 1538 roku w reakcji na konflikt z królem w czasie wojny kokoszej ograniczył możliwość wykupu zastawionych królewszczyzn przez króla znosząc procedurę dowodzenia przez szlachtę praw do ziemi i uznał dobra królowej Bony za dzierżawioną przez nią własność Korony, król Zygmunt I Stary zakończył swoje panowanie z uporządkowanymi i wzrastającymi dochodami koronnymi oraz rezerwami finansowymi. W czasie jego panowania znacznie zwiększył się także osobisty majątek ruchomy monarchy, składający się z klejnotów i dzieł sztuki bardzo dużej wartości.

### Walka parlamentarna o reformę finansową w XVI wieku –ruch egzekucyjny

#### Formułowanie postulatów skarbowych i finansowych ruchu egzekucyjnego
Zarzucenie szerszego programu reform skarbowo-wojskowych przez nieuznającego izby poselskiej za politycznego partnera króla Zygmunta I spotkały się z niezadowoleniem mas szlacheckich. W kontrze do opierającego się na magnatach króla, szlachta w trzeciej dekadzie XVI wieku rozpoczęła formowanie własnego programu reform. W jego ramach izba poselska konsekwentnie upominała się o realizację zasady incompatibilitas, żądając efektywnego sprawowania urzędu zamiast praktyki łączenia urzędów przez jednego możnowładcę, traktującego je jako dochodowe synekury Uchwalając podatki pod wrażeniem najazdów tatarskich w 1525 roku, posłowie ograniczyli uprawnienia podskarbiego i hetmana do dysponowania zebranymi środkami. Wraz z rosnącym poziomem uniezależnienia posłów od możnych postulaty szlacheckie zostały rozszerzone: szlacheccy posłowie żądali ponoszenia kosztów utrzymania wojska także przez autonomiczne Prusy Królewskie i przez Wielskie Księstwo Litewskie. Sprzeciw egzekucjonistów budziło, że Litwa permanentnie domagała się wsparcia przez Polskę obrony przed Wielkim Księstwem Moskiewskim, ale nie finansowała obrony koronnych kresów przed najazdami Tatarów. Kolejnym postulatem średniej szlachty było żądanie równego udziału także senatorów i duchownych w podatkach. Przeciwko majątkowi Kościoła Katolickiego, posiadającego ok. 15% ziemi Królestwa Polskiego, nastawiały szlachtę wpływy idei protestanckich.
Król Zygmunt I Stary z poparciem senatu nie przeciwdziałał praktyce niezamieszkiwania starostów w siedzibie starostw oraz łamał zasady niełączenia najważniejszych godności, zapewniając tym samym wysokie dochody filarom swojego stronnictwa kosztem królewszczyzn i wbrew postulatom szlachty. Uchwalona w latach dwudziestych XVI wieku dwukrotnie przez sejm uchwała o otaksowaniu dóbr szlacheckich i kościelnych celem ustalenia sprawiedliwego podatku, została zbojkotowana przez senatorów i w konsekwencji nie została zrealizowana.
Wykorzystując zabezpieczenie południowej granicy po zawarciu pokoju polsko-tureckiego w Stambule w maju 1533 roku oraz zamieszanie w Moskwie po nagłej śmierci rosyjskiego księcia Wasyla III w grudniu 1533 roku, zdominowany przez magnatów sejm litewski w styczniu 1534 roku podjął decyzję o rozpoczęciu wojny przeciwko Moskwie i uchwalił na cele wojenne trzyletnie podatki oraz zwołanie pospolitego ruszenia. Niepowodzenie samodzielnej akcji militarnej Litwy i niszczycielskie najazdy odwetowe wojsk moskiewskich w listopadzie 1534 roku zmusiły litewskich magnatów do zwrócenia się z prośbą o wsparcie do Polski. Uniezależniający się stopniowo od presji magnatów posłowie wielkopolscy uniemożliwili na sejmach w Piotrkowie w styczniu 1533 roku i w styczniu 1534 roku realizację senackich postulatów skorygowania konstytucji Nihil Novi poprzez usunięcie wymagalności zgody izby poselskiej na ustanowienie nowego prawa. Podczas kolejnego sejmu w grudniu 1534 roku w Piotrkowie Wielkopolanie stanęli na czele opozycji przeciwko sojuszowi królewsko-senatorskiemu i dotychczasowej praktyce ignorowania postulatów szlacheckich, ale uchwalili podatek na wsparcie Litwy w wojnie z Moskwą kontyngentem liczącym 1500 żołnierzy.
Sformułowany na sejm w 1535 roku program szlachty jako naczelny postulat postawił odzyskanie przez króla dochodów z przysługujących mu dóbr, dotychczas permanentnie odwlekane przez króla Zygmunta I i stronnictwo dworskie. Polskie wsparcie umożliwiło Litwie zdobycie w lipcu i sierpniu 1535 roku głównych twierdz Siewierszczyzny, ale nie było wystarczające do organizacji decydującej ofensywy, a brak odpowiedniego finansowania przez Litwę uniemożliwił dalszy udział w wojnie zwerbowanego za litewskie środki pięciotysięcznego kontyngentu polskich zaciężnych. W maju 1537 roku Wielkie Księstwo Litewskie i Wielkie Księstwo Moskiewskie zawarły kompromisowy rozejm.
Podstawy programu stronnictwa egzekucyjnego, uzgodnione na sejmie w Krakowie obradującym od listopada 1536 do lutego 1537 obejmowały żądanie sekularyzacji uzyskanego po 1382 roku majątku Kościoła Katolickiego, przeznaczenie wszystkich opłat dla papiestwa na obronę granic przeciwko pogańskim Tatarom, likwidację ułatwiających unikania podatków ustrojowych odrębności Prus, księstw śląskich i Litwy. Na skutek sprzecznych interesów reprezentantów szlachty, króla Zygmunta I, senatu oraz stronnictwa królowej Bony żadnego z postulatów egzekucjonistów nie udało się uchwalić.

#### Polityka finansowa ostatnich Jagiellonów po presją ruchu egzekucyjnego
Próba podporządkowania mas szlacheckich polityce dworu, podjęta poprzez zwołanie pospolitego ruszenia w sierpniu 1537 roku i wymuszenie na nim ustępstw w sprawie uchwał podatkowych spotkała się ze zdecydowanym przeciwdziałaniem zebranej pod Lwowem szlachty. Pomimo że król Zygmunt I Stary po uzyskaniu opinii sejmików obozowych 10–11 września 1537 roku zdemobilizował pospolite ruszenie, nie decydując się na organizację sejmu zgromadzona pod Lwowem szlachta wykorzystywała mobilizację jako okazję do konfrontacji politycznej i uchwaliła żądanie realizacji postulatów egzekucyjnych. Bez ich realizacji odmawiała uchwał podatkowych. Począwszy od 1538 roku sejmy wybierane przez ignorujące naciski dworu i magnatów szlacheckie sejmiki uregulowały prawnie postępowanie o wykup dóbr ziemskich przez króla przed sądami ziemskimi. Uznały też dóbr wykupionych przez królową Bonę za własność Królestwa, a nie dynastii Jagiellonów.
Malejące zagrożenie wschodnich granic Litwy, związane z czasowym zaprzestaniem zachodniej ekspansji przez Wielkie Księstwo Moskiewskie w okresie małoletniości nowego jej władcy Iwana IV oraz znacznie poprawiona sytuacja majątkowa królewszczyzn w efekcie rządów Zygmunta I umożliwiły królowi Zygmuntowi I zignorowanie postulatów egzekucjonistów dotyczących integracji Litwy. Niewymagające materialnego wsparcia Polski Wielkie Księstwo Litewskie pozostało dziedziczną własnością Jagiellonów.
Sytuacja domeny królewskiej w Polsce uległa znacznemu pogorszeniu w następstwie objęcia 1 kwietnia 1548 roku samodzielnych rządów przez Zygmunta II Augusta. Skonfliktowany z krytykującą jego decyzję małżeńską izbą poselską i częścią senatu król Zygmunt II nie zrealizował swoich wcześniejszych zapowiedzi o realizacji programu egzekucyjnego. Budował w opozycji do średniej szlachty własne stronnictwo magnackie kosztem królewszczyzn, zapewniając dochodowe uposażenie awansowanym przez siebie ludziom oraz przekazując część dóbr senatorom, których chciał przeciągnąć do swojego obozu politycznego. Aby osiągnąć ten cel często rezygnował z domagania się spłacania zastawów z dochodów z przekazanych dożywotnio majątków. Powiększał także majątki politycznych sojuszników poprzez proces alienacji, polegający na wyłączaniu poszczególnych miasteczek, wsi i pól lub lasów z klucza starościńskiego i przekazywaniu ich na własność osobom prywatnym.
W efekcie rozdawnictwa prowadzonego przez Zygmunta II Augusta dochody królewskie zmniejszyły się ponownie do niecałych 90 000 złotych rocznie, pomimo włączenia do domeny mazowieckich dóbr zmarłej 19 listopada 1557 roku królowej Bony. Sojusz monarchy z możnowładcami uniemożliwiał mu skuteczne odzyskiwanie utraconych majątków. W konsekwencji brak dochodów wymuszał zaciąganie kolejnych pożyczek pod zastaw królewszczyzn na wyjątkowe wydatki Królestwa i wobec niekorzystnej dla majątku królewskiego rezygnacji z zasady spłacania pożyczki z bieżących dochodów – domena utraciła tą drogą kolejne 30 miast i ponad 200 wsi. Odziedziczone po rządach Zygmunta I Starego rezerwy finansowe monarchy zostały ostatecznie wyczerpane na sfinansowanie artylerii i wojska zaciężnych uczestniczących w wyprawie pozwolskiej w sierpniu 1557 roku. Pożyczki pod zastaw królewszczyzn w Prusach i kredyty zaciągnięte u gdańskich kupców znacznie obciążyły majątek króla, uniemożliwiając dalsze zadłużanie.
Rozrzutna polityka majątkowa Zygmunta II Augusta i rosnące długi królewskie były jedną z najważniejszych przyczyn konsolidacji szlacheckiego ruchu egzekucyjnego i utworzenia programu politycznego odzyskania nielegalnie utraconych dóbr przez domenę i zmiany sposobu jej zagospodarowania. Skłócony ze szlachtą Zygmunt II uzyskał poparcie senatorów niechętnych postulatom ruchu egzekucyjnego, natomiast egzekucjoniści, opanowawszy izbę poselską stworzyli, korzystając z doświadczeń poprzedniego panowania, program reform oraz zdolne do jego prezentowania stronnictwo. Jednakże wobec trwającego od sejmu piotrkowskiego w maju 1550 roku konfliktu szlachty z królem, ruch egzekucyjny nie był w stanie przeprowadzić własnego programu.
Król Zygmunt II na zwołanym do Krakowa, trwającym od lutego do marca 1553 roku sejmie przedstawił własny program reform skarbowo-wojskowych: zażądał od szlachty uczestnictwa w pospolitym ruszeniu albo uchwalania podatków na sfinansowanie zawodowych żołnierzy, zobowiązując się do utrzymania artylerii i twierdz oraz ich wyposażenia ze środków pochodzących z majątku króla. W odpowiedzi marszałek Mikołaj Siennicki w imieniu Izby poselskiej przedstawił szlachecki program centralizacji, usprawnienia administracji, zwiększenia uprawnień szlachty kosztem magnatów i mieszczan. Izba poselska w zamian za poparcie królewskiego programu żądała wykonania swoich postulatów odzyskania przez monarchę bezprawnie zastawionych majątków oraz reformy wymiaru sprawiedliwości i unifikacji ustrojowej. Przeciwna umacnianiu niezależności Litwy izba poselska wskazywała na konieczność integracji Unii Jagiellońskiej jako warunek finansowania działań wojennych. Uchwalając w geście dobrej woli żądany przez króla podatek izba poselska podkreśliła swoją rolę ustrojową.

### Reformy finansowe w końcowym okresie epoki jagiellońskiej

#### Konflikt Zygmunta II Augusta z ruchem egzekucyjnym
Niespełnienie przez króla Zygmunta II postulatów izby poselskiej uniemożliwiło zebranie sejmu w Lublinie w 1554 roku – zjazd zwołany w lutym w ramach protestu zbojkotowali posłowie z Wielkopolski oraz doprowadziło do konfliktu na sejm piotrkowskim w 1555 roku – Izba poselska kierowana przez Siennickiego w reakcji na bierność króla Zygmunta II w sprawie odzyskiwania zastawionych królewszczyzn odmówiła podjęcia uchwały podatkowej. Król Zygmunt II spróbował przełamać jej opór poprzez odwołanie się do sejmików, ale te poparły stanowisko izby poselskiej.
W reakcji na opór szlachty król Zygmunt II August podjął próby kontynuowania rządów jedynie z poparciem senatorów i zaprzestał regularnego zwoływania sejmu. Rządy finansowane wyłącznie z normalnych dochodów króla możliwe były tylko w okresie mniejszego zagrożenia wojennego ze strony Moskwy, z którą rozejm trwał do 25 marca 1556 roku. Świadomy konieczności pozyskania dochodów podatkowych niezbędnych dla skutecznego prowadzenia grożącej wojny o Inflanty, król Zygmunta II postulaty finansowania wojny moskiewskiej przedłożył sejmowi zwołanemu na 6 grudnia 1556 do Warszawy. Sejm przedstawiając własne postulaty egzekucyjne zaproponował Zygmuntowi II program współpracy ze szlachtą i celem osiągnięcia porozumienia uchwalił zwiększone podatki w zamian za obietnicę rozpoczęcia egzekucji królewszczyzn. Wysokość uchwalonych podatków była jednak niższa niż połowa postulowanych przez króla, co zmusiło Zygmunta II do uzupełnienia braków pożyczkami.
Niepodjęcie przez króla programu współpracy ze szlachtą ani egzekucji skutkowało odrzuceniem królewskiego projektu uchwały o nadzwyczajnych podatkach na wojnę inflancką przez sejm rozpoczęty 5 grudnia 1558 roku w Piotrkowie. Posłowie zażądali najpierw przeprowadzenia zwrotu nieprawnie zastawionych królewszczyzn. Próbując zmusić króla do wykonania programu egzekucji poprzez fakty dokonane, posłowie samorzutnie oddali królowi własne akty nadania królewszczyzn. Zygmunt II August w porozumieniu z magnatami ofertę szlachty odrzucił. W reakcji izba poselska odmówiła podjęcia jakichkolwiek uchwał podatkowych i ostatecznie została przez króla Zygmunta II w lutym 1559 roku rozpuszczona w atmosferze narastającego konfliktu pomiędzy obozem królewskim a średnią szlachtą.
W konsekwencji w latach 1557–1562 izba poselska nie podjęła żadnej uchwały podatkowej, pozbawiając króla istotnych dochodów.

#### Sejmy egzekucyjne
W połowie 1560 roku polski senat odmówił współpracy z królem i radą Wielkiego Księstwa Litewskiego w sprawie wydatków wojennych i wsparcia politycznego. Uznał podatkową prerogatywę izby poselskiej oraz wydatki jako szkodliwe dla Polski wzmocnienie pozycji Litwy. Senatorowie na przełomie 1561 i 1562 roku jednoznacznie uznali za błąd decyzję o rozpoczęciu wojny bez konsultacji z Senatem. Podkreślili, że sejm koronny ma decydujące zdanie w sprawie poboru podatków i utrzymania sił zbrojnych Unii Jagiellońskiej środkami pozyskiwanymi w Królestwie Polskim – jedynej części składowej Unii Jagiellońskiej zdolnej do finansowania aktywnej polityki zagranicznej.
Pogłębiające się problemy finansowe króla Zygmunta II uniemożliwiły mu skuteczne kontynuowanie polityki inflanckiej – najważniejszego przedsięwzięcia w polityce zagranicznej Zygmunta Augusta, mającego na celu wzmocnienie pozycji Litwy w Unii Jagiellońskiej i jej obronę przed Moskwą. Po początkowych sukcesach dyplomatycznych króla w podporządkowaniu Inflant w latach 1557–1561 inkorporacja prowincji podjęta siłami i środkami samej Litwy we współpracy króla z litewską elitą przekształciła się w kosztowną wojnę moskiewsko-litewską. Akcja dyplomatyczno-militarna prowadzona siłami Litwy wspomagana była intensywną eksploatacją zasobów Wielkiego Księstwa Litewskiego, dodatkowym obciążeniem podatkowym mieszkańców Litwy oraz obciążeniem ludności wiejskiej zwiększonymi powinnościami feudalnymi. Dodatkowym źródłem jej finansowania były pożyczki pozyskiwane z zagranicy i od Gdańska, zaciągnięte w latach 50. XVI wieku pod zastaw królewszczyzn w Polsce i Prusach. Zgromadzone w ten sposób środki finansowe okazały się niewystarczające, co prowadziło do porażek militarnych na froncie inflanckim i litewskim oraz do odmowy dalszego kredytowania wojny przez Gdańsk. W kryzysowej sytuacji finansowej i wobec konieczności intensyfikacji wydatków wojennych na obszarze Inflant, król Zygmunt II zwrócił się bez powodzenia o wsparcie finansowe do monarchów Rzeszy oraz ostatecznie zaapelował o poparcie do polskiej szlachty. W listopadzie 1562 roku na sejmie w Piotrkowie, król Zygmunt II August poparł postulaty egzekucjonistów i we współpracy z izbą poselską przystąpił do konfiskaty królewszczyzn dzierżonych bez podstawy prawnej oraz uporządkował ich zarząd. 20 marca 1563 roku ruch egzekucyjny doprowadził do uznania za nielegalne wszystkich przekazań majątków królewskich dokonanych po 1504 roku. Narzucono lustrację dóbr królewskich celem urealnienia czynszu dzierżawnego, która przeprowadzona w latach 1564–565 ujawniła znacznie większą liczbę łanów, niż dzierżawcy wcześniej ujawniali. 30 listopada 1563 roku rozpoczął się w Warszawie trwający do marca 1564 roku kolejny sejm egzekucyjny, na którym Zygmunt II ponownie poparł żądania posłów.
Sejmy piotrkowski w latach 1562–1563 oraz warszawski w latach 1563-1564 przeprowadziły akcję utworzenia listy majątków utraconych przez domenę wbrew prawu i narzuciły procedurę ich odzyskiwania. Uznanie części zastawów za nielegalne negatywnie wpłynęło na wizerunek króla Zygmunta II jako kredytobiorcy i zmusiło go do negocjacji z wierzycielami, celem stworzenia nowych sposobów kredytowania wydatków królewskich. Jednocześnie długotrwała procedura powrotu majątków do domeny pozbawiła skarb królewski bieżących dochodów i możliwości efektywnego zarządzania zasobami, pomimo skutecznej reformy administracji domeny i ograniczenia dochodów dzierżawców do 20% dochodów z majątku.
Przełomem w postawie króla i litewskiej oligarchii był upadek Połocka, zdobytego przez Rosjan 15 lutego 1563 roku. Klęska militarna wskazała na niemożność przetrwania jagiellońskiego dziedzictwa Litwy bez finansowego i militarnego wsparcia Korony Królestwa Polskiego. Król zwrócił się o sfinansowanie obrony do sejmu i po rozstrzygnięciu na korzyść szlachty sporu o jurysdykcję kościelną, uzyskał zgodę posłów na podatek z łanów chłopskich i potrąceń z kościelnej dziesięciny, jednak kwoty te były niewystarczające na pokrycie potrzeb militarnych. Sejmy szlacheckie stanęły zdecydowanie w obronie zasady immunitetu gruntowego szlachty i wbrew zdaniu monarchy przeforsowały petryfikację systemu obciążającego jedynie chłopów podatkiem od łanów. Sejm współpracując z królem zdołał zreformować zasady utrzymania wojska zawodowego poprzez przeznaczenie na ten cel 25% z przysługujących królowi dochodów z królewszczyzn i utworzenie osobnego skarbu wojska w Rawie Mazowieckiej.
Pomimo początkowych sukcesów w 1564 roku tempo egzekucji bezprawnie utraconych przez koronę dóbr zaczęło słabnąć, na co złożyły się czasochłonne oraz skomplikowane procesy windykacyjne oraz lojalność króla Zygmunta II wobec dotychczasowych magnackich sojuszników. Król uznał protest wpływowych senatorów i doprowadził do obalenia uchwalonego w 1563 roku prawa o taksacji dochodów oddanych w dożywocie i dzierżawionych królewszczyzn. Ponieważ ściąganie uchwalonych w 1563 roku podatków liczonych od uaktualnionych wykazów majątków było długotrwałe, a izba poselska wzywana przez króla do podejmowania uchwał podatkowych konsekwentnie domagała się najpierw kontynuacji egzekucji królewszczyzn, król Zygmunt II August nie miał dostatecznych środków na zwycięskie zakończenie wojny północnej.

#### Finansowe efekty reform ruchu egzekucyjnego
Sejm zwołany w styczniu 1565 roku do Piotrkowa zażądał zdecydowanie kontynuacji egzekucji i zagroził senatowi oraz królowi samodzielnym powołaniem poselskich instygatorów celem kontroli magnackich urzędników. Po szczegółowym rozliczeniu się przez króla Augusta II z wydatków sfinansowanych przez poprzedni podatek i w zamian za zgodę króla na współdecydowanie w kwestii zastawów królewszczyzn sejm zgodził się na obciążenie dóbr królewskich krótkoterminowymi zastawami i uchwalił podatek celem ich spłaty. Uzyskano tą drogą kwotę 500 000 złotych, a senatorowie, duchowieństwo i miasta podczas kolejnego sejmu w Lublinie 23 maja 1566 roku zobowiązali się do uiszczenia dobrowolnej składki na poczet spłaty zaległości tytułem żołdu wobec wojsk zaciężnych i zebrali na ten cel 64 000 florenów.
Na kolejnych sejmach izba poselska usatysfakcjonowana zmuszeniem króla Zygmunta II Augusta do przeprowadzenia egzekucji bezprawnie zastawionych królewszczyzn odmawiała uchwalania dalszych podatków, żądając, aby najpierw została przeprowadzona unia realna Polski i Litwy. Doprowadzenie przez króla do Unii Lubelskiej 1 lipca 1569 roku oraz narzucenia Gdańskowi ograniczających przywileje miasta Statutów Karnkowskiego nie przywróciło energii ruchowi egzekucyjnemu. Królewszczyzny zastawione po 1565 roku nie uczestniczyły w finansowaniu kwarty. Ostateczną strukturę finansującego stałe wojsko Skarbu Rawskiego nadało wykonanie przyjętych na sejmie 1569 roku konstytucji. Równolegle pod koniec XVI wieku spadło tempo rozwoju gospodarczego Litwy, po wygaśnięciu impulsu rozwojowego związanego z przeprowadzeniem pomiary włócznej i kolonizacji pustek oraz puszcz i zakładaniem nowych miasteczek. Coraz silniej ograniczały go negatywne zjawiska wynikające ze zwiększenia obciążeń pańszczyźnianych. Trzyletni konflikt pomiędzy królem Zygmuntem II Augustem a obozem egzekucyjnym w latach 1569–1572 utrudniał dalsze reformy skarbowości, a śmierć króla Zygmunta II 7 lipca 1572 roku ostatecznie przerwała wdrażanie reform egzekucyjnych, zanim ujawniły się ich następstwa.
W dniu śmierci Zygmunta II Augusta pozostające po nim długi z tytułu pożyczek na cele państwowe i osobiste przekraczały kwotę 430 000 florenów. Osobisty majątek dużej wartości, zdeponowany w Tykocinie, król Zygmunt II August zapisał swoim siostrom, a po ich śmierci – Rzeczypospolitej. Sejm zebrany w Warszawie 6 stycznia 1573 roku, prowadząc śledztwo w sprawie przepadku znacznej części osobistego skarbu monarchy, oskarżył o kradzież precjozów mającą duże wpływy na dworze rodzinę Mniszków.

## Szkolnictwo i nauka w Unii Jagiellońskiej
Władysław II Jagiełło wykonał testament swojej pierwszej żony Jadwigi Andegawenki i 26 lipca 1400 roku przeznaczył jej osobiste kosztowności na odnowienie wegetującego od śmierci Kazimierza III Uniwersytetu Krakowskiego. Odnowienie Uniwersytetu zmieniło jego profil – mające osiem katedr prawa studium kazimierzowskie, stworzone dla szkolenia kadr dla administracji otrzymało bullą z 11 stycznia 1397 roku prestiżowy wydział teologiczny. Głównym zadaniem uczelni stało się kształcenie duchownych. Zawarte w unii krewskiej zobowiązania króla do popierania chrystianizacji, wobec przyłączenia do polskiego organizmu państwowego rozległych obszarów pogańskiej Litwy i zamieszkałych przez ludność prawosławną ziem ruskich wymagało znacznego zwiększenia liczby księży.
Rozkwit uniwersytetu w Krakowie nastąpił w drugiej dekadzie XV wieku, gdy niskie uposażenie mistrzów ze strony króla zostało zwiększone prywatnymi dotacjami możnych. Rektorzy Uniwersytetu Paweł Włodkowic i Stanisław ze Skarbimierza uczestniczyli aktywnie w ogólnochrześcijańskim sporze o kształt Kościoła oraz w procesie polsko-krzyżackim o Pomorze Gdańskie, tworząc głośne traktaty dotyczące prawa międzynarodowego, nawracania pogan i historycznych praw Polski do Pomorza i Powiśla. Wystąpienia akademików na stanowiącym apogeum sporu w Kościele soborze w Konstancji przyczyniły się do zakwestionowania głównej doktryny średniowiecznej – uniwersalizmu. Jednocześnie praca intelektualna uniwersytetu wspierała politykę zagraniczną władz Unii Jagiellońskiej. Uniwersytet stał się słynnym ośrodkiem nauki astronomii i matematyki, badań historycznych oraz pierwszym miejscem rozwoju humanizmu, absorbowanego przez Polskę w wyniku złączenia w ramach Domu Jagiellońskiego z pozostającymi pod włoskimi wpływami Węgrami.
Pod koniec XV wieku Polska została pokryta siecią szkół parafialnych, w prowincjach koronnych gęstością odpowiadających standardowi ówczesnej Europy, ale rzadszej na Rusi. Znajomość pisma stała się powszechna wśród zaangażowanej urzędniczo szlachty oraz mieszczan, w tym kobiet ze stanu mieszczańskiego, ze względu na konieczność zawodową rzemieślników i kupców, powstała w Poznaniu Akademia Lubrańskiego, miała perspektywę przekształcenia w kolejny uniwersytet. Jednocześnie w drugiej połowie XV wieku mistrzowie uniwersytetu krakowskiego w coraz mniejszym stopniu intelektualnie współpracowali z monarchią.
Na początku XVI w. głównym ośrodkiem polskiego renesansu stał się dwór Zygmunta I Starego, rezydujący w zbudowanym z rozkazu króla renesansowym zamku wawelskim. Rozwojowi kultury towarzyszył pogłębiony upadek szkolnictwa powszechnego. Uniwersytet Krakowski przestał być atrakcyjny dla studentów zagranicznych, ze względu na konkurencję przyjmujących reformację uczelni niemieckich. Pozbawiony mecenasów i źródeł finansowania, pozostawał przy archaicznych metodach nauczania i nie mógł sprostać konieczności wykształcenia nauczycieli szkół niższych. Sytuacji nie poprawiło przyznanie szlachectwa wszystkim profesorom przez króla Zygmunta I w 1535 roku, gdyż z braku funduszy coraz częstszym źródłem utrzymania studentów i wykładowców było żebractwo. Zamożni polscy szlachcice zainteresowani byli jedynie poza programowymi wykładami w kolegiach, pozwalającymi poszerzyć wiedzę humanistyczną. Wydziały o tradycyjnych wymaganiach, kształcące kadry duchowne, nauczycieli i lekarzy, cieszyły się zainteresowaniem głównie mieszczan i plebejuszy. W połowie XVI w. Akademia Krakowska przestała być ośrodkiem badań i nie zatrudniała ambitnych mistrzów, a najwięksi odkrywcy działali poza uniwersytetem. Rewolucyjne dla nauki dzieło Mikołaja Kopernika powstało dzięki utrzymaniu zapewnianym przez kanonię kapituły warmińskiej.
Niskie płace i wyższy poziom nauczania w innych szkołach oraz naruszanie autonomii Uniwersytetu przy obojętności Zygmunta II Augusta stały się przyczyną buntu studentów i masowego opuszczenia uczelni 4 czerwca 1549 roku oraz upadku uniwersytetu. Magnaci kształcili się w szkołach zagranicznych nawiązując liczne kontakty osobiste, a zwyczajem szlacheckim w XVI wieku stawała się szkoła praktyczna w działalności publicznej na dworach magnackich, sprzyjająca powstawaniu zjawiska klientyzmu szlachciców zależnych od możnowładcy.

## Wojskowość Jagiellonów

### System wojskowości Królestwa Polskiego

#### Siły zbrojne Królestwa Polskiego
System wojskowości XV-wiecznej Polski ukształtował się ostatecznie za rządów ostatnich Piastów i został przejęty przez nową dynastię bez znaczących zmian. Siły zbrojne w epoce jagiellońskiej składały się z pocztów właścicieli tych dóbr ziemskich, którzy posiadali je na prawie rycerskim, niezależnie od przynależności do stanu, zmobilizowanych wraz z prywatnym uzbrojeniem w ramach pospolitego ruszenia. Duchowni oraz kobiety posiadający dobra ziemskie nie służyli osobiście, ale opłacali uzbrojonego zastępcę.
Jednoczenie ziem polskich przez ostatnich Piastów umożliwiło unifikację obowiązków wojskowych, a istniejąca we wcześniejszej epoce drużyna książęca przed XIV wiekiem uległa całkowitemu zanikowi. Król na stałe dysponował jedynie gwardią przyboczną – nielicznym wojskiem nadwornym (curienses), złożonym ze służących na królewskim dworze młodych szlachciców z rodzin możnowładczych oraz załogami twierdz, zbudowanych podczas akcji fortyfikacyjnej w okresie panowania Kazimierza III Wielkiego. Ufortyfikowane miasta bronione były przez milicje miejskie, oparte na organizacji cechowej, liczniejsze niż załogi zamkowe. Bezpieczeństwa granic Królestwa Polskiego strzegła sieć ufortyfikowanych miast i zamków. Szczególnie silna linia fortyfikacji przebiegająca wzdłuż jury krakowsko-wieluńskiej chroniła obszar Korony od południowego zachodu. Wielkie Księstwo Litewskie było jedynie nieznacznie ufortyfikowane, pod koniec XIV wieku znajdowało się w nim tylko pięć murowanych twierdz.

#### Pospolite ruszenie w okresie jagiellońskim

##### Organizacja pospolitego ruszenia
Brak silnych ośrodków miejskich uniemożliwiał stworzenie systemu wojsk najemnych na wzór zachodnioeuropejski. Jednocześnie pierwsi monarchowie jagiellońscy przekonani o skuteczności militarnej pospolitego ruszenia nie dostrzegali potrzeby zmian strukturalnych. Obrona terytorium Królestwa (defensio terrae) w odpowiedzi na najazd nieprzyjaciela była obowiązkiem wszystkich mieszkańców Królestwa, niezależnie od przynależności do stanu i zajęcia. Wyprawa (expeditio), zarówno o charakterze zaczepnym na terytorium nieprzyjaciela (expeditio extra terram), jak i wyprawa obronna (expeditio infra terram) polegała na mobilizacji określonych grup ludności, zazwyczaj z ziem, które znajdowały się w pobliżu celu wyprawy. Monarchowie dążyli przy tym do zmobilizowania głównie tych poddanych, którzy dysponowali środkami na odpowiednie wyekwipowanie i uzbrojenie się. Sporadycznie mobilizowano zobowiązanych do udziału w pospolitym ruszeniu ze wszystkich ziem Królestwa na wyprawę powszechną (expeditio generalis).
Wyprawa poza granice Królestwa Polskiego wymagała wynagrodzenia uczestników żołdem lub każdorazowego przekonania szlachty do zgody na dobrowolny udział w wyprawie. Monarchowie jagiellońscy starali się omijać wymóg wynagrodzenia uczestników poprzez nieokreślanie w przywilejach granic Królestwa. Niezależnie od wyników wyprawy rycerze ze swymi pocztami zainteresowani byli jak najkrótszym w niej uczestnictwem.
Najmniejszą jednostką pospolitego ruszenia był poczet (hasta) złożony z ciężkozbrojnego kopijnika i wspierających go lekko zbrojnych strzelców. Zmobilizowani uczestnicy grupowani byli w chorągwie królewskie, oparte na rycerstwie poszczególnych ziem Królestwa oraz możnowładcze, złożone z klientów, najemników i krewnych poszczególnych magnatów. Rycerze nadworni monarchy tworzyli osobną chorągiew. Na czas wyprawy chorążym poszczególnych zgrupowań w specjalnej ceremonii król powierzał chorągwie.

##### Mobilizacja pospolitego ruszenia
W Polsce nie obowiązywało spisane prawo wojenne i obowiązki szlachty każdorazowo określane były podczas zwoływania wyprawy, na podstawie praw zwyczajowych. Próby ustawowego uregulowania ilości i charakteru uzbrojenia oraz liczebności pocztów w zależności od majątku, podjęte dopiero w połowie XV wieku nie wyszły poza sferę projektów. Ich praktyczna realizacja nie była możliwa, z powodu braku rejestru dóbr. Tradycja pozyskiwania zgody przedstawicielstwa szlachty na zwołanie i określenie zasad expeditio dopiero w 1454 roku przekształcona została w obowiązujące spisane prawo, utwierdzane w kolejnych przywilejach szlacheckich. W 1496 roku król Jan I Olbracht wyznaczył miejsca zebrań sejmików poszczególnych ziem celem udzielenia zgody na zwołanie pospolitego ruszenia.
Mobilizację pospolitego ruszenia przeprowadzono po uprzednim zapowiedzeniu poprzez rozesłanie listów zobowiązujących posiadaczy ziemskich do stawiennictwa. Obowiązkiem miast było dostarczenie wozów z zaopatrzeniem i pieszej obsługi. Na mocy lokalnych zwyczajów i przywilejów do darmowego osobistego udziału w wyprawie zobowiązani byli także wybrani rzemieślnicy, w szczególności kowale, cieśle i młynarze. Cześć sołtysów zamiast osobistego udziału zobowiązana była do dostarczenia królowi lub panom wyposażenia lub koni.
Technika efektywnego użycia pospolitego ruszenia wymagała uprzedniego sprecyzowania celów wyprawy, zapewnienia uczestnikom w miejscu koncentracji wystarczającej bazy zaopatrzeniowej i technicznej oraz szybkiego przeniesienia działań na terytorium nieprzyjaciela. Długotrwałość wyprawy (expeditio) lub jej nieprecyzyjny cel oraz brak odpowiedniego zaplecza technicznego lub zaopatrzenia skutkowały długotrwałym zbieraniem się zobowiązanych do udziału w pospolitym ruszeniu, rabunkami lub konfiskatami dokonywanymi przez uczestników wyprawy oraz niską dyscypliną w trakcie przemarszów i działań zbrojnych.

##### Efektywność pospolitego ruszenia
Wojsko zebrane w formie pospolitego ruszenia było przypadkowo wyekwipowane, zależnie od możliwości uczestniczących w nim rycerzy, niedoświadczone, niezdyscyplinowane i nieświadome potrzeby stosowania jakiejkolwiek taktyki. Nie miało też możliwości przeprowadzenia ćwiczeń współdziałania oddziałów, a wyszkolenie pojedynczego uczestnika wyprawy zależało od jego osobistych doświadczeń. Jedynie finansowane przez miasta oddziały strzelców trenowały w ramach związków strzeleckich. Dodatkową wadą pospolitego ruszenia było dokonywanie przez jego uczestników rabunków mienia prywatnego, kościelnego i żywności. Żadne normy nie określały długości trwania wyprawy, jednak jej długotrwałość skutkowała niechęcią szlachty do dalszej służby.
Głównym zadaniem ciężkiej jazdy rycerskiej było złamanie szyku przeciwnika szarżą. Strzelcy osłaniali rycerzy, a piechota pełniła rolę pomocniczą przy oblężeniach i obsłudze wozów i obozowiska. Słabą stroną pospolitego ruszenia była organizacja transportu i zaopatrzenia: ogromne tabory złożone z prywatnych wozów rycerzy i konieczność obozowania dłużej w tej samej okolicy podczas oblężenia skutkowała niemożnością właściwej aprowizacji. Szczególnie dotkliwy był brak odpowiedniej ilości paszy dla koni.
Litwa przyswajała sobie zachodnioeuropejski system militarny od krzyżackich najeźdźców, a w obronie przeciwko Moskwie i Tatarom opierała się na litewskim pospolitym ruszeniu – służbie ziemskiej. Wspólny udział w kolejnych działaniach wojennych sprzyjał unifikacji polskiego i litewskiego systemu wojskowości.

#### Kryzys wojskowości opartej na pospolitym ruszeniu w XV wieku

##### Zmierzch pospolitego ruszenia
W pierwszej połowie XV wieku narastającymi wadami obniżającymi wartość bojową pospolitego ruszenia okazały się nieumiejętność wykorzystywania nowoczesnego uzbrojenia i taktyki oraz generowane przez dużą liczebność wojska problemy logistyczne. Nastąpiła przemiana modelu udziału w działaniach wojennych – rycerska szlachta przekształcająca się w ziemiaństwo niechętnie odnosiła się do idei zwołania pospolitego ruszenia. Wskazywała na duże koszty i uciążliwość udziału w wyprawie oraz postulowała uchwalenie podatku na zaciąg wojska. Wraz ze spadkiem dyscypliny pospolitego ruszenia nasiliły się jego negatywne efekty w postaci zniszczeń i grabieży dóbr prywatnych i kościelnych – ciągnąca na punkt zbiorczy szlachta rekompensowała sobie w ten sposób wydatki związane z mobilizacją. Oddolna niechęć szlachty do uczestnictwa w expeditio, nieopłacalność i nieskuteczność jej udziału w wojnie wymusiły na monarchach jagiellońskich reformy wojskowości.
Do połowy XV wieku niestawienie się na wyprawie, opuszczenie jej przedwcześnie lub brak udziału w bitwie skutkowały grzywną wymierzoną przez urzędników królewskich bądź uwięzieniem. W okresie wojny trzynastoletniej i późniejszym coraz powszechniejsza stawała się konfiskata majątku, a powszechną praktyką stawało się wszczynanie sprawy sądowej na skutek donosu szlachcica chcącego przejąć dobra osoby zaniedbującej obowiązek udziału w wyprawie (expeditio). System ten nie sprawdził się, gdyż sprawy prywatne wywołane donosami nadmiernie obciążały sądownictwo, a dyscyplina pospolitego ruszenia nie wzrosła.

##### Dowodzenie pospolitym ruszeniem przez Jagiellonów
Wyprawą (expeditio) dowodził król osobiście, z ważnych przyczyn powierzał dowodzenie innej osobie. Sukces działań militarnych zależał w znacznej mierze od umiejętności utrzymania dyscypliny wśród amatorskich oddziałów przez dowódcę oraz od właściwego wykorzystania terenu.
Król Władysław II Jagiełło w trakcie swojego panowania wykazał się dużymi umiejętnościami wojskowymi i dowódczymi, skutecznie organizując polską pomoc zbrojną dla Litwy w jej konfliktach z Krzyżakami, z Moskwą i ze Złotą Ordą oraz w wojnach domowych. Osobiście dowodził wyprawami w Wielkiej Wojnie 1409-1411, odzyskując w 1409 roku po krótkim oblężeniu Bydgoszcz 6 października 1409 roku i prowadząc wojska Unii Jagiellońskiej do decydującego zwycięstwa w bitwie pod Grunwaldem 15 lipca 1410 roku. Kolejne wyprawy prowadzone przez Jagiełłę na terytorium zakonu krzyżackiego nie przyniosły tak spektakularnych sukcesów, jednakże Paweł Jasienica zauważa, że wynikało to nie ze złego dowodzenia, ale z sytuacji politycznej, a zdaniem Krzysztofa Baczkowskiego i Henryka Samsonowicza Jagiełło osiągał zakładane przed wojną cele.
Obaj synowie Jagiełły wykazywali się osobistą odwagą podczas działań wojennych, jednakże nie posiadali zdolności dowódczych. Ich współdowodzenie w bitwach pod Warną 10 listopada 1444 roku, w której zginął Władysław III oraz pod Chojnicami 18 września 1454 roku, przyczyniło się do największych klęsk militarnych w epoce jagiellońskiej. Osobiste dowodzenie wojskami przez Kazimierza IV do 1461 roku w trakcie kolejnych kampanii wojny trzynastoletniej i podczas wyprawy na Wrocław w 1474 roku podczas wojen dynastycznych nie przyniosło mu żadnych sukcesów.

### Wojskowość jagiellońska w okresie przełomu

#### Przyczyny przemian w wojskowości
Wpływy organizacji wojskowości husyckiej początkowo nie wpłynęły znacząco na technikę militarną w Polsce. Zostały wyparte wraz ze zdławieniem sympatyzujących z husytyzmem ruchów społecznych po bitwie pod Grotnikami w maju 1439 roku, w której usiłujące bronić się według husyckich wzorów wojska Konfederacji Nowokorczyńskiej zostały rozbite atakiem zmobilizowanej przez biskupa Zbigniewa Oleśnickiego w imieniu króla Władysława IV chłopskiej piechoty i pospolitego ruszenia. Dopiero klęski zadane wojskom polskim przez walczące po stronie zakonu krzyżackiego najemne oddziały czeskie i śląskie w trakcie wojny trzynastoletniej zmusiły polskich dowódców do przyjęcia elementów husyckiej taktyki, w szczególności oparcia obrony na umocnionym obozie z wykorzystaniem wozów taborowych. Powolną zmianę taktyki wymuszała wzrastająca rola militarna broni palnej i piechoty na europejskich polach bitew oraz strategii prowadzenia działań wojennych. Średniowieczne rajdy kawaleryjskie zostały zastąpione przez nowożytne oblężenia ufortyfikowanych miast i twierdz.
Pospolite ruszenie okazało się całkowicie nieefektywne w przypadku przedłużającej się wojny. Pomimo negatywnych doświadczeń z udziału wojny trzynastoletniej i coraz mniejszego zainteresowania szlachty udziałem w pospolitym ruszeniu jedynie uprzednie zgromadzenie odpowiednich środków finansowych umożliwiało zmobilizowanie wojsk zawodowych. Pospolite ruszenie pozostało głównym składnikiem sił zbrojnych. Chociaż nowsze formy organizacji wojskowości nie zostały wytworzone, klęski poniesione przez Królestwo Polskie w trakcie działań zbrojnych w latach 1454–1461 wymusiły trwałą zmianę modelu organizacji wypraw – od czasu nieudanego oblężenie Chojnic w 1461 roku expeditio powoływano tylko wyjątkowo, jako wzmocnienie armii zawodowej. Pospolite ruszenie traktowane było głównie jako ostateczna rezerwa militarna i siła nacisku politycznego.

#### Wojska zawodowe

##### Geneza jagiellońskich wojsk zawodowych
Opłacenie w latach 1461–1466 niewielkiej polowej armii zawodowej, utworzonej doraźnie na potrzeby działań oblężniczych w wojnie trzynastoletniej, możliwe było dzięki środkom dostarczonym przez zaangażowane w wojnę miasta pruskie. Brak środków finansowych w dyspozycji króla Kazimierza IV uniemożliwiał finansowanie stałej armii podczas wojen dynastycznych w Czechach i na Węgrzech, a oddziały wspierające roszczenia Jagiellonów werbowane były jedynie na czas wyprawy. Ponowne umowy z dowódcami rot najemnych król zawarł na potrzeby wojny popiej 1478-1479.
Utrzymywanie niewielkich sił zbrojnych celem ochrony granic wschodnich stało się konieczne wraz ze zwiększeniem ich zagrożenia w końcowym okresie panowania króla Kazimierza IV. W 1479 zmobilizowane oddziały zawodowe, liczącą z braku większych możliwości finansowych króla niewiele ponad 2000 żołnierzy, osadzono w Trembowli i Kamieńcu Podolskim. Dowództwo objął doświadczony wojskowy Jan Karnkowski z tytułem hetmana – dowódcy wydzielonego wojska. Trzon oddziałów obrony potocznej tworzyła szlachta, dla której udział w wojnie pozostawał sposobem na wzbogacenie się i zrobienie kariery. Wzrost zagrożenia kresów wypadami tatarskimi w końcowym okresie panowania króla Kazimierza IV skutkował zmianą uzbrojenia i taktyki jagiellońskiej kawalerii – stopniowo zanikało uzbrojenie ochronne i wyposażenie w kusze, a oddziały kawalerii organizowano w sposób ułatwiający szybkie manewry.

##### Stałe wojska na kresach wschodnich
Zapoczątkowana w 1486 roku pod osobistym dowództwem królewicza Jana Olbrachta stała niewielka armia koronna do obrony kresów wschodnich, bazująca w nielicznych twierdzach stała się początkiem obrony potocznej. Utrzymywał ją król ze swoich zwykłych dochodów.
Pomimo bardzo dużych zdolności wojskowych, osobistej odwagi i pozytywnych doświadczeń zdobytych w trakcie organizacji obrony kresów przeciwko Tatarom w latach 1486–1490 Jan I Olbracht nie osiągnął sukcesu militarnego w osobiście dowodzonej wyprawie bukowińskiej w 1497 roku. Zagrażające Małopolsce odwetowe najazdy Turków na Ruś w maju i listopadzie 1498 roku oraz Tatarów na Wołyń i Podole w lipcu 1498 roku wymusiły umocnienie murów Krakowa i rozbudowę fortyfikacji poprzez budowę barbakanu. Artyleria uratowana w całości z wyprawy mołdawskiej w 1497 roku wzmocniła fortyfikacje Lwowa, rozbudowywane od początku epoki jagiellońskiej przez władze miejskie w zamian za zwolnienia podatkowe.

#### Organizacja i finansowanie systemu wojskowości we wczesnym okresie nowożytnym

##### Wzrost zagrożenia militarnego Unii Jagiellońskiej z początkiem XVI wieku
Niekorzystna sytuacja międzypaństwowa, w jakiej znalazła się Unia Jagiellońska w następstwie porażki wyprawy bukowińskiej w 1497 roku oraz klęski w bitwie nad Wiedroszą 14 lipca 1500 roku, skutkowała zagrożeniem przez Wielkie Księstwo Moskiewskie, Chanat Krymski i Mołdawię całej granicy wschodniej i południowo-wschodniej. Efektem zaniedbań poprzednich lat były kolejne klęski w wojnach z Moskwą oraz niszczące najazdy Tatarów i Mołdawian, pogłębiające w pierwszej połowie XVI wieku słabość militarną Unii. Jednocześnie potencjalne możliwości militarne pospolitego ruszenia ulegały dalszemu obniżaniu wraz z zanikiem stanowiących zaplecze służby wojskowej dziedzicznych sołtysów, a nieustanne zagrożenie granicy wschodniej i południowo-wschodniej wzmacniało pozycje polityczne zobowiązanych do organizacji obrony magnatów Wołynia, Podola i Kresów. W zakresie organizacji obrony wyróżnili się w szczególności kniaź Michał Gliński, książę Konstanty Ostrogski oraz hetman Mikołaj Firlej. Zagrożenie ze strony Chanatu Krymskiego wzrosło po klęsce wojsk litewskich pod Wiśniowcem 23 sierpnia 1494 roku, w reakcji na co wielki książę Aleksander rozpoczął modernizację fortyfikacji Wilna.

##### Wojskowość jagiellońska u progu Renesansu
Na przełomie XV i XVI wieku w Unii Jagiellońskiej zanika średniowieczna piechota, zarówno chłopska – formowana ze zmobilizowanych w ramach pospolitego ruszenia pieszych uczestników pocztów – jak i mieszczańska, mobilizowana doraźnie z regularnie ćwiczących milicji miejskich. Formowane w otoczeniu królów Aleksandra i Zygmunta I projekty oraz uchwały zjazdów szlacheckich dotyczące powoływania piechoty w systemie zbliżonym do pospolitego ruszenia nie zostały nigdy praktycznie zrealizowane, a jedyne formacje piesze mobilizowano poprzez płatny zaciąg. Początkowo dowódcy i część żołnierzy pochodzili z terenów Czech, a pod koniec XVI wieku ze związanych dynastycznymi relacjami Węgier, jednak po zakończeniu wojen z zakonem krzyżackim w 1521 roku piechota składała się w przeważającej części z Polaków. Cudzoziemcy z krajów niemieckich zaciągnięci zostali ponownie w czasie I wojny północnej. Stanowiska dowódcze sprawowali często ubożsi szlachcice, szeregowymi żołnierzami byli głównie chłopi, rzadziej mieszczanie. Niewielkie załogi miast i twierdz, utrzymywane częściowo przez starostów ze zwykłych dochodów starostwa, otrzymywały niższy żołd niż wojska polowe.
Nowożytne miejskie fortyfikacje bastejowe w XVI wieku zbudowano w Gdańsku i Krakowie, natomiast nowocześniejszymi twierdzami bastionowymi były jedynie Gdańsk, Toruń i Ryga. Na zachodzie Polski do końca epoki jagiellońskiej nie powstały żadne nowoczesne twierdze, na wschodzie Unii Jagiellońskiej częściowo zmodernizowano Lwów, Smoleńsk i Kamieniec Podolski. Twierdze, poza Prusami oraz obszarem Wołynia i Podola, nie tworzyły żadnego systemu obronnego i były niedostatecznie zaopatrzone. Strategia obrony wschodnich kresów Unii Jagiellońskiej przed najazdami tatarskimi polegała na obronie miejsc chronienia się ludności w umocnionych miastach oraz twierdzach w Kamieńcu Podolskim i Chmielniku i kontrataku głównych sił, skoncentrowanych w oparciu o warowne obozy w pobliżu Lwowa. Inkorporacja do Polski zagrożonych najazdami tatarskimi ziem Kijowszczyzny i Wołynia wymusiła obsadzenie ukrainnych miast załogami pieszymi, sfinansowanymi z kwarty.

#### Wojskowość Jagiellonów w okresie schyłku mocarstwowości Unii Jagiellońskiej

##### Wojskowość jagiellońska u progu XVI wieku
Ostatni monarchowie jagiellońscy Aleksander, Zygmunt I i Zygmunt II nie dowodzili osobiście wojskami podczas działań wojennych, oddając dowództwo wojsk najemnych i rycerstwa nadwornego doświadczonym wojskowo magnatom i zawodowym żołnierzom. Dekretem z 2 maja 1503 roku król Aleksander wyznaczył Mikołaja Kamienieckiego hetmanem – „wodzem generalnym rycerstwa królestwa” (copiductor generalis) oraz wyznaczył regulamin obrony Królestwa: organizacji i ćwiczeń wojska stałego i pospolitego ruszenia. Po objęciu dowodzenia osłoną kresów przez Mikołaja Kamienieckiego hetmani byli powoływani na stałe.
Fala najazdów Mołdawian i Tatarów Krymskich, przyciąganych słabością Unii Jagiellońskiej po klęsce wojsk litewskich z armią moskiewską w bitwie nad Wiedroszą 14 lipca 1500 roku została pierwotnie powstrzymana na przełomie panowania królów Aleksandra i Zygmunta I. Zwycięstwa marszałka nadwornego Michała Glińskiego nad Tatarami pod Kleckiem 5 sierpnia 1506 roku, hetmanów Konstantego Ostrogskiego i Mikołaja Firleja nad buntem Glińskiego i Moskalami w 1508 roku, hetmana Mikołaja Kamienieckiego nad Mołdawianami nad Dniestrem 4 października 1508 roku oraz hetmanów Kamienieckiego i Ostrogskiego 28 kwietnia 1512 roku pod Wiśniowcem zmusiły najeźdźców do zawarcia kompromisowych układów. Kolejna ofensywa moskiewska doprowadziła do utraty przez Litwę strategicznie położonego Smoleńska 30 lipca 1514 roku, co umożliwiło najeźdźcom wdarcie się w głąb terytorium Wielkiego Księstwa Litewskiego. Zwycięska wyprawa obronna dowodzona przez Ostrogskiego rozbiła najeźdźców w bitwie pod Orszą 8 września 1514 roku, ale nie zdołała odzyskać utraconej twierdzy. Do końca epoki jagiellońskiej wojskowość opierała się na podejmowanych w odpowiedzi na zagrożenie wyprawach zbrojnych, przy coraz mniejszym zainteresowaniu udziałem w nich szlachty. Jedynie uprzednie gromadzenie środków finansowych umożliwiało udział w wyprawie wojsk zawodowych. Część uczestników pospolitego ruszenia miała doświadczenie służby w oddziale zaciężnym.
Utrata Smoleńska skutkowała ponownym zagrożeniem wszystkich granic Unii Jagiellońskiej, otwartym buntem zakonu krzyżackiego sprzymierzonego od 10 marca 1517 z Wielkim Księstwem Moskiewskim oraz nasileniem najazdów Tatarów na Podole i Ruś Czerwoną, do którego doszło po objęciu w 1515 roku władzy na Krymie przez Mehmeda Gireja. Po klęsce poniesionej przez, walczące bez oddziałów obrony potocznej, pospolite ruszenie z Tatarami pod Sokalem 2 sierpnia 1519 roku sejm w Toruniu w listopadzie i grudniu 1519 roku uchwalił nadzwyczajne podatki przeznaczone na zmobilizowanie oddziałów najemnych celem usunięcia zakonu krzyżackiego z Prus i likwidacji jednego z frontów. Pomimo że uchwalenie przez izbę poselską w 1520 roku jedyny raz w historii podatku pogłównego należy uznać za sukces króla Zygmunta I zawieszenie broni w wojnie pruskiej 10 kwietnia 1521 roku ostatecznie poróżniło Zygmunta I ze szlachtą. Izba poselska wystąpiła przeciwko otaczającej króla oligarchii i zagroziła odmową dalszego uchwalania podatków na obronę. Chociaż niepowodzeniem zakończyły się próby pozyskania zgody szlachty na całościową reformę wojska lub jego finansowania, król Zygmunt I zdołał corocznie uzyskać podjęcie uchwały Izby o finansowaniu obrony granic lub pobrania odpowiednich środków bezpośrednio od sejmików. Szlachta starała się ograniczyć uprawnienia oligarchów do dysponowania zgromadzonymi środkami finansowymi. Jesienią 1522 roku, po zawarciu rozejmu z Moskwą, po raz pierwszy od objęcia panowania przez Zygmunta I Unia Jagiellońska nie była zmuszona do prowadzenia wojny na dwa fronty.

### Wojskowość jagiellońska we wczesnym okresie nowożytnym

#### Uzbrojenie i organizacja wojsk zaciężnych Unii Jagiellońskiej w XVI wieku
Płatny zaciąg w kawalerii i początkowo w piechocie polegał na zaangażowaniu przez dowodzącego rotą lub chorągwią rotmistrza towarzyszy od razu z liczącym do 10 osób pocztem. Z początkiem XVI wieku ukształtowała się struktura dowodzenia, w której wojskiem zaciężnym dowodził hetman, a pułkami sformowanymi przez hetmana lub magnatów porucznicy. Artylerią kierował oficer z tytułem „starszy nad armatą”. Naczelne dowodzenie wypraw pospolitego ruszenia pozostało formalnie w kompetencjach króla.
W pierwszej połowie XVI wieku, pod wpływem taktyki stosowanej przez kawalerię na południowym wschodzie Europy, kawaleria polska zaczęła rozwijać się w sposób odmienny od zachodnioeuropejskiej. Na wzór taktyki jazdy tatarskiej stosowano dalekie wypady oraz szybkie manewry kawaleryjskie. Znacznej redukcji uległo uzbrojenie ochronne kopijników, zanikł pełny pancerz zastąpiony około 1540 roku przez półzbroję, chroniącą płytą pancerną jedynie pierś żołnierza. W polskiej kawalerii pojawili się wzorowani na węgierskiej lekkiej jeździe racowie, uzbrojeni w szablę i długą, 5-metrową kopię, a strzelcy konni przekształcali się w kozaków, wyposażonych w kolczugę i lekką tarczę, uzbrojonych w szable, łuki oraz rohatyny. Polska kawaleria nabrała cech jazdy przełamującej, której głównym sposobem walki był atak w pełnym cwale szarżą na białą broń. Dopiero król Zygmunt II August na potrzeby wojny o Inflanty zaciągał w krajach niemieckich nielicznych ciężkozbrojnych rajtarów, wyszkolonych do walki ogniowej z konia. Broń palna stopniowo rozpowszechniała się wśród polskiej kawalerii w XVI wieku, w drugiej jego połowie stając się powszechna.
W reakcji na niszczące najazdy kawalerii Tatarów w XVI wieku dowódcy jagiellońscy zaczęli stosować agresywną strategię, dążąc do koncentracji sił i rozstrzygającej bitwy kawaleryjskiej. Elementy tej strategii stosowano stopniowo w wojnach ze wszystkimi wrogami Unii Jagiellońskiej, kierując działania wojenne przeciwko sile żywej nieprzyjaciela. Wojnę oblężniczą i zajęcie terytorium ze względu na niedostateczne finanse oraz trudności transportowe stosowano rzadziej. Niedostatki twierdz w obronie starano się uzupełnić zastosowaniem osłony przez budowę obozu warownego i przygotowaniem ostatecznego kontrataku kawaleryjskiej wcześniejszą obroną ogniową z taboru.
Polska piechota do końca epoki jagiellońskiej była znacznie mniej liczna niż kawaleria, a ze względu na niewielki odsetek pikinierów i pawężników miała charakter strzelczy. Od połowy XVI wieku przestała używać tarcz i zbroi. Zachowanie proporcji około jednego pikiniera na sześciu strzelców, przezbrajanych od początku XVI wieku z kusz w rusznice i arkebuzy, nadało jej dużą siłę ognia, jednakże znacznie zmniejszało też zdolności obronne przeciwko bezpośredniemu atakowi kawalerii nieprzyjaciela. Wymuszało to stosowanie manewrów i zróżnicowanej taktyki w zależności od terenu – podzielona na niewielkie roty piechota wraz z artylerią polową osłaniała tyły i boki jagiellońskiej jazdy, ustawiana była w zasadzce lub rozmieszczona pomiędzy oddziałami kawalerii, zapewniającymi jej osłonę, ostrzeliwała atakującego przeciwnika. Silny ostrzał ogniowy wywierał duże negatywne wrażenie psychologiczne na pozbawionej broni palnej kawalerii tatarskiej.
Prowadzenie wojen na ufortyfikowanym terenie Prus i Inflant oraz obsadzenie zajętych zamków wymagało sporadycznej mobilizacji większej liczby zaciężnych piechurów. W wyprawach, podczas których przewidywano konieczność oblężenia obwarowanych twierdz, proporcje liczby konnych i pieszych żołnierzy były bardziej wyrównane.

#### Rozwój nowej organizacji wojskowości jagiellońskiej
W reakcji na wzrastające zagrożenie wojenne pozbawiony odpowiednich środków finansowych na wystawienie armii stałej król Zygmunt I podjął próby unowocześnienia pospolitego ruszenia poprzez podział Polski na dzielnice, kolejno zobowiązane do stałej gotowości do odparcia najazdu na wschodnie granice. Projekt zyskał w 1511 roku poparcie sejmiku małopolskiego w Korczynie. Sejmik generalny w Kole dla Wielkopolski w 1512 roku uchwalił projekt umożliwiający szlachcicowi zamiast obowiązku stawienia się zapłatę 5 florenów. Projekt reformy rozpatrywany na sejmie w Piotrkowie w 1512 roku upadł ze względu na brak porozumienia z królem w kwestii możliwości konfiskaty majątku szlachcica, który ani nie weźmie udziału w pospolitym ruszeniu ani nie zapłaci wymaganej kwoty. Król Zygmunt I nie był w stanie udzielić gwarancji opłacania odpowiednich kwot przez magnatów. Obawiająca się utraty narzędzia nacisku w sejmie w przypadku uchwalania stałych podatków oraz nadużywania sankcji konfiskaty majątku szlachta odmówiła dalszych prac nad reformą.
Siły przeznaczone do obrony granic wschodnich król Zygmunt I do 1543 roku opłacał systematycznie potrącając za zgodą Kościoła Katolickiego kwoty na obronę przed niewiernymi ze świętopietrza oraz skłaniając Sejm do podejmowania kolejnych uchwał o nadzwyczajnym podatku na obronę przeciwko Tatarom. Z kwot tych utrzymano stałą armię zawodową, liczącą 2-3 tysiące kawalerii, oraz przeprowadzono reformę polskiej artylerii, którą sukcesywnie wzmacniano obronę Litwy, oraz w drugiej połowie XVI wieku – Inflant.
Z funduszy pochodzących z dochodów zreformowanych dóbr królewskich król Zygmunt I sfinansował budowę twierdzy w Kamieńcu Podolskim, a królowa Bona ze swojego majątku ufundowała twierdzę Bar i unowocześnienie fortyfikacji w Krzemieńcu i Ciechanowie. W 1520 roku wydano ordynację o rozmieszczeniu stałych oddziałów obrony potocznej na Rusi i Podolu.

### Wojskowość w schyłkowym okresie epoki jagiellońskiej

#### Finansowanie wojsk zaciężnych
W początkach XVI wieku pod wpływem charakteru wojsk nieprzyjacielskich, z jakimi mierzyć musiały się siły Unii Jagiellońskiej wojsko zaciężne stało się podstawą sił zbrojnych Królestwa Polskiego. Wojny z Zakonem oraz z Moskwą polegające na prowadzenie oblężeń i obronie twierdz wymagały zawodowej piechoty, a nieustanna konieczność przeciwdziałania najazdom tatarskim wymuszała obronę południowo-wschodnich kresów przez wojsko stałe.
W XVI wieku jedynie 20% dochodów państwowych Unii Jagiellońskiej przeznaczano na finansowanie obrony, co było ewenementem na tle państw zachodnioeuropejskich, w których koszty mobilizacji wojsk pochłaniały około 67% dochodów. Szlachta nie uchylała się od permanentnego finansowania sił zbrojnych w drodze uchwalanych często nadzwyczajnych podatków, jednakże żądała ich sprawiedliwego rozłożenia także na Kościół Katolicki i własność państwową. Obawiała się także uniezależnienia wojska od swojego nacisku politycznego, wynikającego z konieczności przeprowadzenia debaty przed każdorazowym podjęciem uchwały podatkowej. W konsekwencji pomimo wczesnego na tle europejskim upowszechnienia broni palnej w polskich wojskach zaciężnych, nie doszło do wykształcenia w Unii Jagiellońskiej stałego systemu finansowania sił zbrojnych, umożliwiającego konsekwentny wysiłek militarny. Szlachta blokując prace nad reformą skarbową i utrzymując własne stanowe przywileje wojskowe poprzez swoich przedstawicieli w izbie poselskiej dążyła do uznania dóbr królewskich za źródła finansowania wojska i tą drogą chciała zatrzymać proces rozdawnictwa królewszczyzn przez monarchę. W efekcie jedynie kilkakrotnie w pierwszej połowie XVI wieku Unia Jagiellońska zdołała jednorazowo zmobilizować ponad 10 000 żołnierzy zawodowych, zazwyczaj liczba wojsk stałych nie przekraczała 5000 zbrojnych.

#### Przemiany w wojskowości zawodowej
Początkowo w Królestwie Polskim oddziały wojska zaciężnego do czasu spłaty zaległości tytułem żołdu oraz utraconego uzbrojenia i koni zajmowały dochody z określonych w umowie o najmie królewszczyzn. Natomiast do końca XVI wieku główną siłą zbrojną Litwy pozostało litewskie pospolite ruszenie – „służba ziemska”, na potrzeby której przeprowadzono taksację dóbr, normującą świadczenia poszczególnych właścicieli ziemskich na podstawie ustawy wojennej z 1528 roku. Jej wykonanie poprzez wyodrębnienie obowiązków militarnych magnatów spod kontroli powiatów umożliwiło możnowładcom unikanie ponoszenia kosztów i znacznie zredukowało wartość litewskich sił zbrojnych.
Niewielka wartość litewskich sił zbrojnych połączona z brakiem stałego ich finansowania uniemożliwiła wykorzystanie sukcesyjnych trudności Moskwy przez Litwę, celem odzyskania prowincji straconych w pierwszej połowie XVI wieku. Niepowodzeniem zakończyła się samodzielna akcja litewska, podjęta po uchwaleniu przez sejm litewski powołania pospolitego ruszenia i trzyletnich podatków w 1534 roku. Niepowodzenia militarne skutkowały skierowaniem do Polski wezwania o wsparcie, w efekcie którego Królestwo Polskie wystawiło posiłkowy kontyngent 1500 żołnierzy koronnych oraz zmobilizowało 5000 zaciężnych na koszt Litwy. Siły te przejściowo zdobyły główne twierdze Siewierszczyzny. Przyczyną nieutrzymania osiągniętych przez polskie wojska zaciężne zdobyczy terytorialnych był brak pieniędzy, na skutek którego część nieopłaconych garnizonów twierdz została zdemobilizowana. W efekcie odzyskania ich przez Moskwę rozejm zawarty w lutym 1537 roku nie przyniósł Litwie żadnych większych korzyści i Wielkie Księstwo Litewskie zmuszone zostało do trwałej rezygnacji z odzyskania Smoleńska.

#### Reforma finansowania wojska
Częściową reformę finansowania wojska przeprowadził sejm Królestwa Polskiego 1562-63, uchwalając przeznaczenie jednej czwartej dochodów z królewszczyzn na utrzymanie stałych oddziałów zaciężnych, niezależnie od utrzymania obowiązku finansowania przez króla utrzymania i wyposażenia twierdz. Kwarta pozwalała na stałe utrzymanie około 3120 żołnierzy z dochodów z królewszczyzn w Polsce przed Unią Lubelską. Konsekwentne finansowanie zmobilizowanych na czas działań wojennych wojsk zawodowych Unii Jagiellońskiej udało się zapewnić poprzez zaciąganie przez króla pożyczek pod zastaw nieruchomości, spłacanych następnie z uchwalonych podatków, gdyż rosnącym problemem dla dalszego prowadzenia wojny były niespłacone zobowiązania wobec zaciężnych.
Osobnym składnikiem sił zbrojnych Unii Jagiellońskiej w drugiej połowie XVI wieku stały się wojska kozackie, sporadycznie rekrutowane z ludności okresowo zamieszkałej na dnieprzańskich wyspach, trudniącej się rybołówstwem i rozbojem na ziemiach tatarskich. Uniwersał z 20 listopada 1568 roku statuował prawnie osobne wojsko kozackie, zabezpieczając osobistą wolność Kozaków, zwalniając ich z podatków oraz spod władzy starosty. Pierwszy oddział kozaków rejestrowych powstał w 1572 roku. Do końca epoki jagiellońskiej istniała jedna rota piechoty kozackiej licząca 300-600 ludzi, rekrutowana spośród stałych mieszkańców Siczy.

### Flota wojenna Jagiellonów

#### W czasiewojny trzynastoletniej
Król Kazimierz IV po odzyskaniu przez Polskę dostępu do Morza Bałtyckiego rozpoczął w 1455 roku formowanie floty wojennej na potrzeby ochrony polskich interesów na Bałtyku w wojnie trzynastoletniej, udzielając wybranym bałtyckim kaprom królewskiego patentu na mobilizację uzbrojonego okrętu i atakowanie krzyżackich jednostek. Zakrojona na szeroka skalę akcja tworzenia floty na bazie uzbrojonych prywatnych statków w znacznym stopniu przyczyniła się do zwycięstwa nad zakonem krzyżackim, flota polska osiągnęła też największe sukcesy w historii wygrywając bitwy na pełnym morzu pod Bornholmem oraz na wodach przybrzeżnych Zatoki Świeżej. Po zakończeniu działań wojennych obawiający się negatywnego wpływu kaprów na gwałtownie rozwijający się handel morski, pomorscy kupcy doprowadzili do likwidacji bazy floty kaperskiej.

#### W czasieI wojny północnej
Sukcesów XV-wiecznych kaprów nie powtórzyła kontynuacja ochrony polskich interesów na morzu objawiająca się przez zmobilizowanie około 30 prywatnych statków i utworzenie dowodzonej przez Macieja Scharpinga „Straży Morskiej” przez Zygmunta II Augusta na potrzeby I wojny północnej. Okręty te napadając statki płynące z zaopatrzeniem do Rewla i Narwy utrudniały aprowizację armii szwedzkiej i moskiewskiej w Inflantach. Rozwój techniki morskiej w XVI wieku skutkował znaczną przewagą floty szwedzkiej, złożonej z budowanych w celach wojennych galeonów nad doraźnie zmobilizowanymi polskimi statkami handlowymi, przerabianymi do celów kaperskich. Rozbita w czerwcu 1568 roku „Straż Morska” nie mogła zapobiec trwałym szwedzkim zdobyczom w Estonii. Wycofana do Wisłoujścia królewska flota kaperska została w czerwcu 1568 roku ostrzelana przez artylerię broniącego swych przywilejów Gdańska i ostatecznie zniszczona przez flotę duńską w latach 1568–1571.

## Przedstawiciele dynastii Jagiellonów

### Pierwsze pokolenie
- Władysław II Jagiełło (ok. 1362–1434), wielki książę litewski i król Polski; żony: Jadwiga Andegaweńska (1374–1399), Anna Cylejska (1380–1416), Elżbieta Granowska (1372–1420), Zofia Holszańska (ok. 1405–1461)

### Drugie pokolenie
Dzieci Władysława II Jagiełły:
- Elżbieta Bonifacja (1399–1399), królewna polska i księżniczka litewska
- Jadwiga Jagiellonka (1408–1431), królewna polska, dziedziczka tronu polskiego
- Władysław III Warneńczyk (1424–1444), król Polski, Węgier i Chorwacji
- Kazimierz (1426–1427), królewicz polski
- Kazimierz IV Jagiellończyk (1427–1492), wielki książę litewski i król Polski; żona: Elżbieta Rakuszanka (1436–1505)

### Trzecie pokolenie
Dzieci Kazimierza IV Jagiellończyka
- Władysław II Jagiellończyk (1456–1516), król Czech, Węgier i Chorwacji; żony: Barbara Hohenzollern, Beatrycze Aragońska, Anna de Foix-Candale (1484–1506)
- Jadwiga Jagiellonka (1457–1502), księżna Bawarii; mąż: Jerzy Bogaty (1479–1503), książę Bawarii
- święty Kazimierz (1458–1484), namiestnik królewski w Koronie Królestwa Polskiego; święty Kościoła katolickiego, patron Polski i Litwy.
- Jan I Olbracht (1459–1501), król Polski, książę głogowski
- Aleksander Jagiellończyk (1461–1506), wielki książę litewski i król Polski; żona: Helena Moskiewska (1476–1513)
- Zofia Jagiellonka (1464–1512); mąż: Fryderyk Starszy Hohenzollern (1460–1536), margrabia brandenburski na Ansbach i Bayreuth
- Elżbieta Jagiellonka (I) (1465–1466), królewna polska i księżniczka litewska
- Zygmunt I Stary (1467–1548), król Polski i wielki książę litewski; żony: Barbara Zápolya (1495–1515), Bona Sforza (1494–1557)
- Fryderyk Jagiellończyk (1468–1503), biskup krakowski, arcybiskup gnieźnieński, prymas Polski, kardynał
- Elżbieta Jagiellonka (II) (1472–1480), królewna polska i księżniczka litewska
- Anna Jagiellonka (1476–1503), księżna pomorska; mąż: Bogusław X (1454–1532), książę pomorski
- Barbara Jagiellonka (1478–1534), księżna saska; mąż: Jerzy Brodaty (1471–1539), książę saski
- Elżbieta Jagiellonka (III) (1482–1517), księżna legnicka; mąż: Fryderyk II (1480–1547), książę legnicki

### Czwarte pokolenie
Dzieci Władysława II Jagiellończyka
- Anna Jagiellonka (1503–1547), arcyksiężna Austrii, królowa Niemiec, Czech, Węgier i Chorwacji; mąż Ferdynand I Habsburg (1503 – 1564), arcyksiążę Austrii, król Niemiec, Czech, Węgier i Chorwacji, cesarz rzymski
- Ludwik II Jagiellończyk (1506–1526), król Czech, Węgier i Chorwacji; żona Maria Habsburżanka (1505–1558)

Dzieci Zygmunta I Starego
- Jadwiga (1513–1573), elektorowa brandenburska; mąż: Joachim II Hektor (1505–1571), elektor brandenburski
- Anna Jagiellonka (1515–1520), królewna polska i księżniczka litewska
- Izabela Jagiellonka (1519–1559), królowa Węgier; mąż Jan Zápolya (1487–1540), król Węgier
- Zygmunt II August (1520–1572), król Polski i wielki książę litewski; żony: Elżbieta Habsburżanka (1526–1545), Barbara Radziwiłłówna (1520–1551), Katarzyna Habsburżanka (1533–1572)
- Zofia Jagiellonka (1522–1575), księżna Brunszwiku; mąż: Henryk II Młodszy, książę Brunszwiku
- Anna Jagiellonka (1523–1596), królowa Polski; mąż Stefan Batory (1533–1586), król Polski
- Katarzyna Jagiellonka (1526–1583), królowa Szwecji; mąż Jan III Waza (1537–1592), król Szwecji
- Olbracht Jagiellończyk (1527–1527), królewicz polski i książę litewski

## Królowie Polski z dynastii Jagiellonów (linia polsko-litewska)
| Herb             | Wizerunek                         | Imię                       | Data urodzenia | Data śmierci | Okres panowania                              | Małżeństwa                                                             |
| ---------------- | --------------------------------- | -------------------------- | -------------- | ------------ | -------------------------------------------- | ---------------------------------------------------------------------- |
| herb Jagiellonów | portret Władysława Jagiełły       | Władysław II Jagiełło      | ok. 1362       | 1434         | 1386–1434                                    | Jadwiga Andegaweńska Anna Cylejska Elżbieta Granowska Zofia Holszańska |
| herb Jagiellonów | portret Władysława Warneńczyka    | Władysław III Warneńczyk   | 1424           | 1444         | 1434–1444 Polska 1440–1444 Węgry i Chorwacja | Brak                                                                   |
| herb Jagiellonów | portret Kazimierza Jagiellończyka | Kazimierz IV Jagiellończyk | 1427           | 1492         | 1447–1492                                    | Elżbieta Rakuszanka                                                    |
| herb Jagiellonów | portret Jana Olbrachta            | Jan I Olbracht             | 1459           | 1501         | 1492–1501                                    | Brak                                                                   |
| herb Jagiellonów | portret Aleksandra Jagiellończyka | Aleksander Jagiellończyk   | 1461           | 1506         | 1501–1506                                    | Helena Moskiewska                                                      |
| herb Jagiellonów | portret Zygmunta Starego          | Zygmunt I Stary            | 1467           | 1548         | 1507–1548                                    | Barbara Zápolya Bona Sforza                                            |
| herb Jagiellonów | portret Zygmunta Augusta          | Zygmunt II August          | 1520           | 1572         | 1530/1548–1572                               | Elżbieta Habsburżanka Barbara Radziwiłłówna Katarzyna Habsburżanka     |
| herb Jagiellonów | portret Anny Jagiellonki          | Anna Jagiellonka           | 1523           | 1596         | 1575–1587                                    | Stefan Batory                                                          |

## Królowie Czech, Węgier i Chorwacji z dynastii Jagiellonów (linia czesko-węgierska)
| Herb             | Portret                           | Imię                       | Data urodzenia | Data śmierci | Okres panowania                                        | Małżeństwa                                            |
| ---------------- | --------------------------------- | -------------------------- | -------------- | ------------ | ------------------------------------------------------ | ----------------------------------------------------- |
| herb Jagiellonów | portret Władysława Jagiellończyka | Władysław II Jagiellończyk | 1456           | 1516         | 1471–1516 Czechy 1490–1516 Węgry i Chorwacja           | Barbara Hohenzollern Beatrycze Aragońska Anna de Foix |
| herb Jagiellonów | portret Ludwika Jagiellończyka    | Ludwik II Jagiellończyk    | 1506           | 1526         | 1508/1516–1526 Czechy 1509/1516–1526 Węgry i Chorwacja | Maria Habsburżanka                                    |

## Pozostali przedstawiciele dynastii Jagiellonów
| Herb             | Portret                                 | Imię                   | Data urodzenia | Data śmierci | Małżeństwa                    | Funkcja                                                             |
| ---------------- | --------------------------------------- | ---------------------- | -------------- | ------------ | ----------------------------- | ------------------------------------------------------------------- |
| herb Jagiellonów | portret Jadwigi Jagiellonki (1457-1502) | Jadwiga Jagiellonka    | 1457           | 1502         | Jerzy Bogaty                  | Księżna Bawarska                                                    |
| herb Jagiellonów | portret Kazimierza Jagiellończyka       | Święty Kazimierz       | 1458           | 1484         | Brak                          | Święty Kościoła katolickiego patron Rzeczypospolitej Obojga Narodów |
| herb Jagiellonów | portret Zofii Jagiellonki               | Zofia Jagiellonka      | 1464           | 1512         | Fryderyk Starszy Hohenzollern | Margrabina brandenburska                                            |
| herb Jagiellonów | portret Fryderyka Jagiellończyka        | Fryderyk Jagiellończyk | 1468           | 1503         | Brak                          | Arcybiskup gnieźnieński Biskup krakowski Prymas Polski Kardynał     |
| herb Jagiellonów | portret Anny Jagiellonki                | Anna Jagiellonka       | 1476           | 1503         | Bogusław X                    | Księżna Pomorska                                                    |
| herb Jagiellonów | portret Barbary Jagiellonki             | Barbara Jagiellonka    | 1478           | 1534         | Jerzy Brodaty                 | Księżna Saska                                                       |
| herb Jagiellonów | portret Anny Jagiellonki                | Anna Jagiellonka       | 1503           | 1547         | Ferdynand I Habsburg          | Królowa Czech, Węgier i Chorwacji                                   |
| herb Jagiellonów | portret Jadwigi Jagiellonki (1513-1573) | Jadwiga Jagiellonka    | 1513           | 1573         | Joachim II Hektor             | Elektorowa Brandenburska                                            |
| herb Jagiellonów | portret Izabeli Jagiellonki             | Izabela Jagiellonka    | 1519           | 1559         | Jan Zápolya                   | Królowa Węgier                                                      |
| herb Jagiellonów | portret Zofii Jagiellonki               | Zofia Jagiellonka      | 1522           | 1575         | Henryk II Młodszy             | Księżna Brunszwicka                                                 |
| herb Jagiellonów | portret Katarzyny Jagiellonki           | Katarzyna Jagiellonka  | 1526           | 1583         | Jan III Waza                  | Królowa Szwecji                                                     |

## Jagiellonowie w beletrystyce
- Anna Brzezińska „Córki Wawelu. Opowieść o jagiellońskich królewnach”[629]
- Antonina Domańska „Historia żółtej ciżemki”[630],
- Antonina Domańska „Paziowie króla Zygmunta”[631].